# Cléden-Cap-Sizun
Pour les articles homonymes, voir Cap Sizun (homonymie).
Ne doit pas être confondu avec Cléden-Poher.
Cléden-Cap-Sizun [kledɛ̃ kap sizœ̃] est une commune du département du Finistère, dans la région Bretagne, en France.

## Géographie

### Description
| Océan atlantique | Océan atlantique | Océan atlantique |
| Océan atlantique | Cléden-Cap-Sizun | Goulien          |
| Plogoff          |                  | Primelin         |

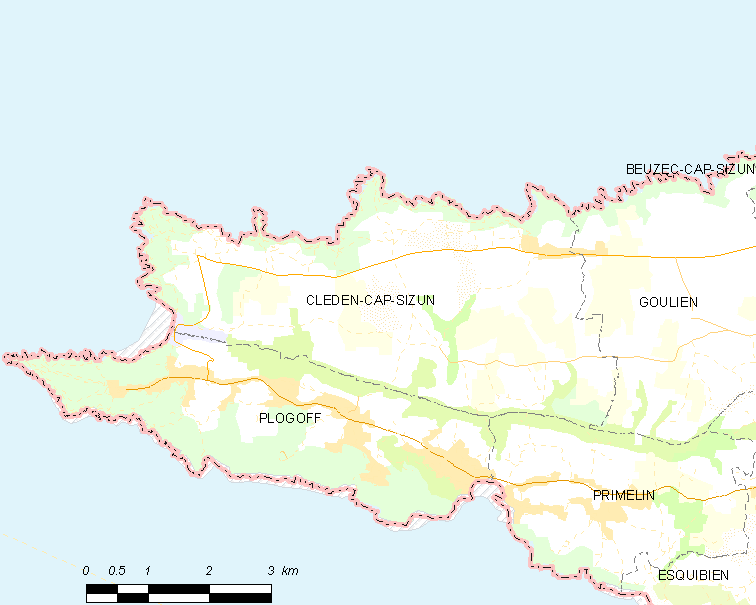
Carte de la commune de Cléden-Cap-Sizun.

La commune se situe à l'extrême pointe nord-ouest du Cap Sizun, au nord de la Pointe du Raz. Elle est bordée d'un littoral très découpé, à l'ouest et au nord, alternant pointes et  falaises abruptes d'une part (de l'ouest vers l'est la Pointe du Vorlen, la Pointe du Van, la Pointe du Castel Meur, la Pointe de Brézellec, la Pointe de Kerharo, la Pointe de Penharn) et de rares baies abritant des plages (la baie des Trépassés à l'ouest, la plage de Théolen sur la côte nord, et la plage de Louédec, peu fréquentée en raison de son exiguïté et de ses difficultés d'accès). La commune est limitée, au sud, par la vallée verdoyante d'un tout petit fleuve côtier qui alimente l'étang de Laoual et débouche sur la baie des Trépassés, et qui la sépare des communes de Plogoff et Primelin.

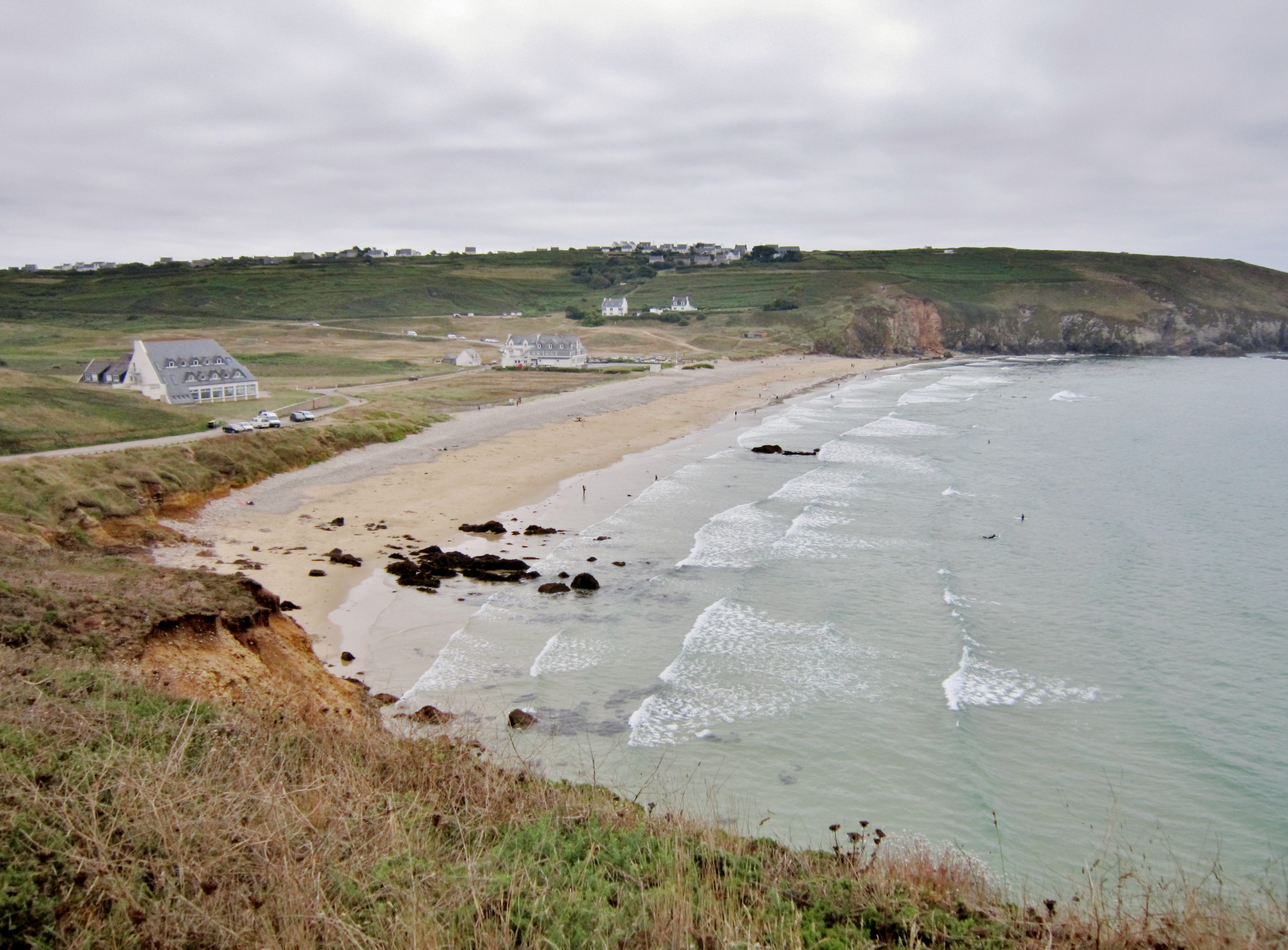
La baie des Trépassés vue du nord depuis le GR 34 venant de la pointe de Kerludu.
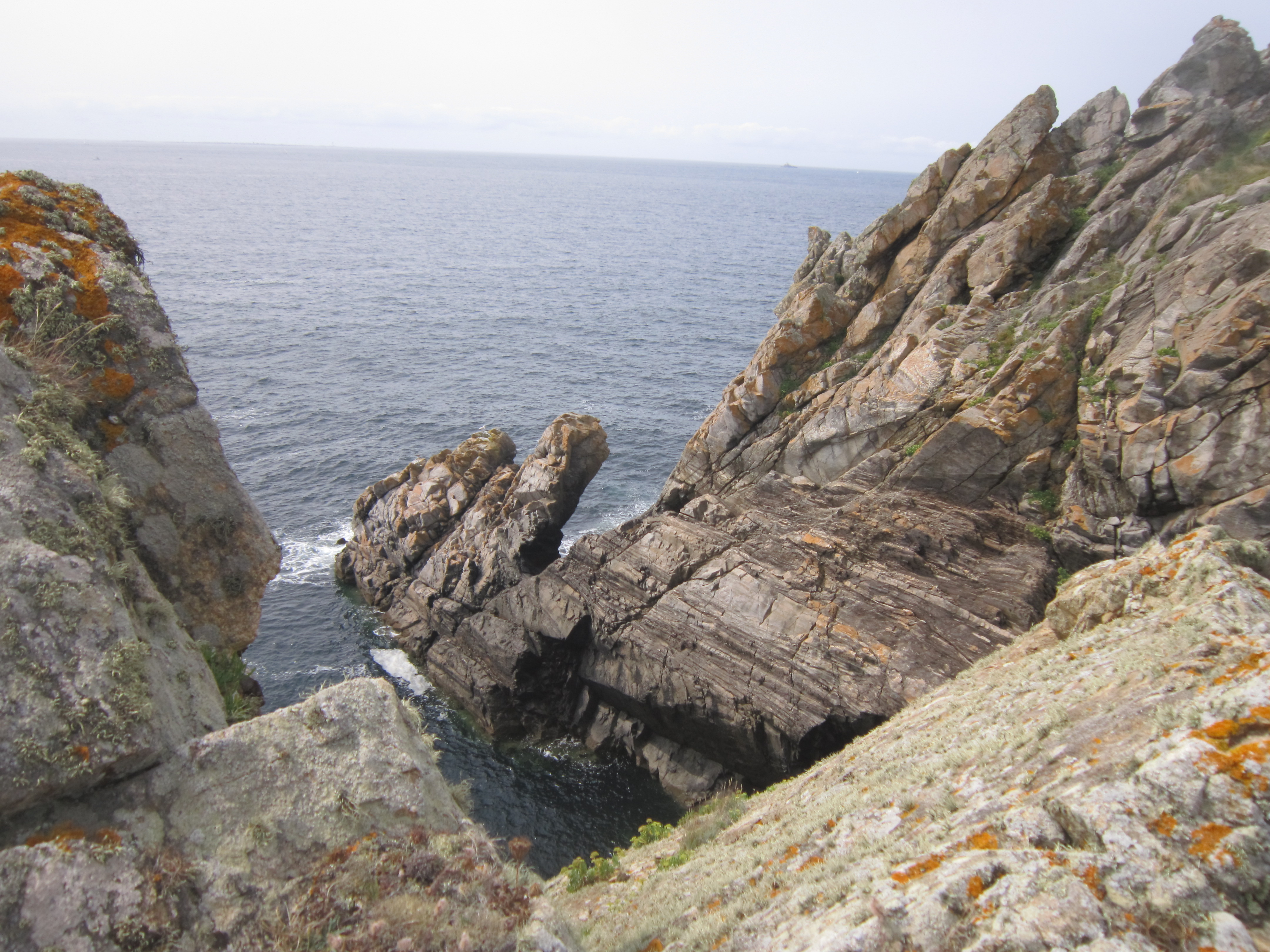
Falaises entre la Pointe du Vorlen et la baie des Trépassés (près de la Pointe de Kerludu).
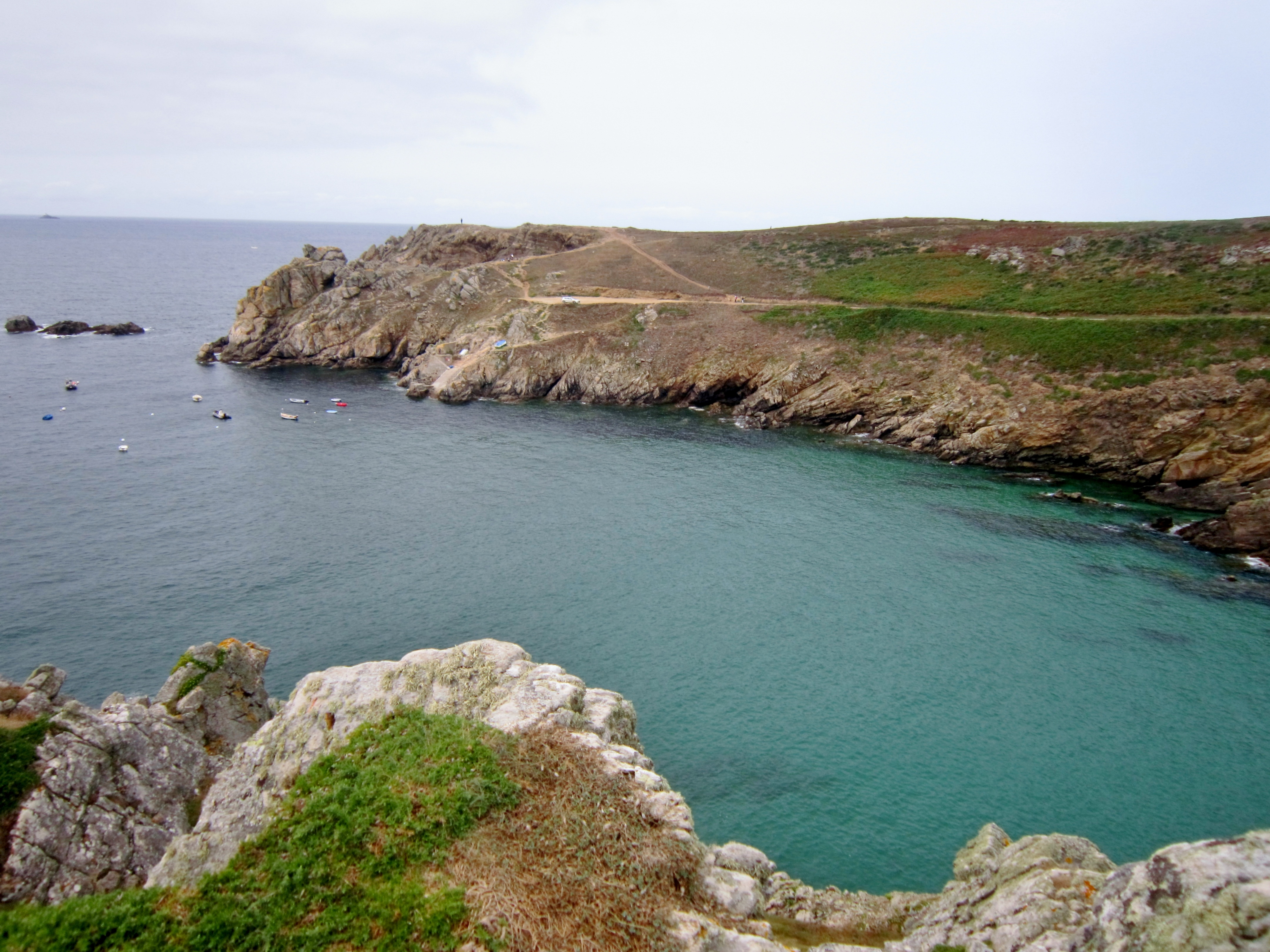
La pointe et le port du Vorlen vus de la pointe de Kerludu.
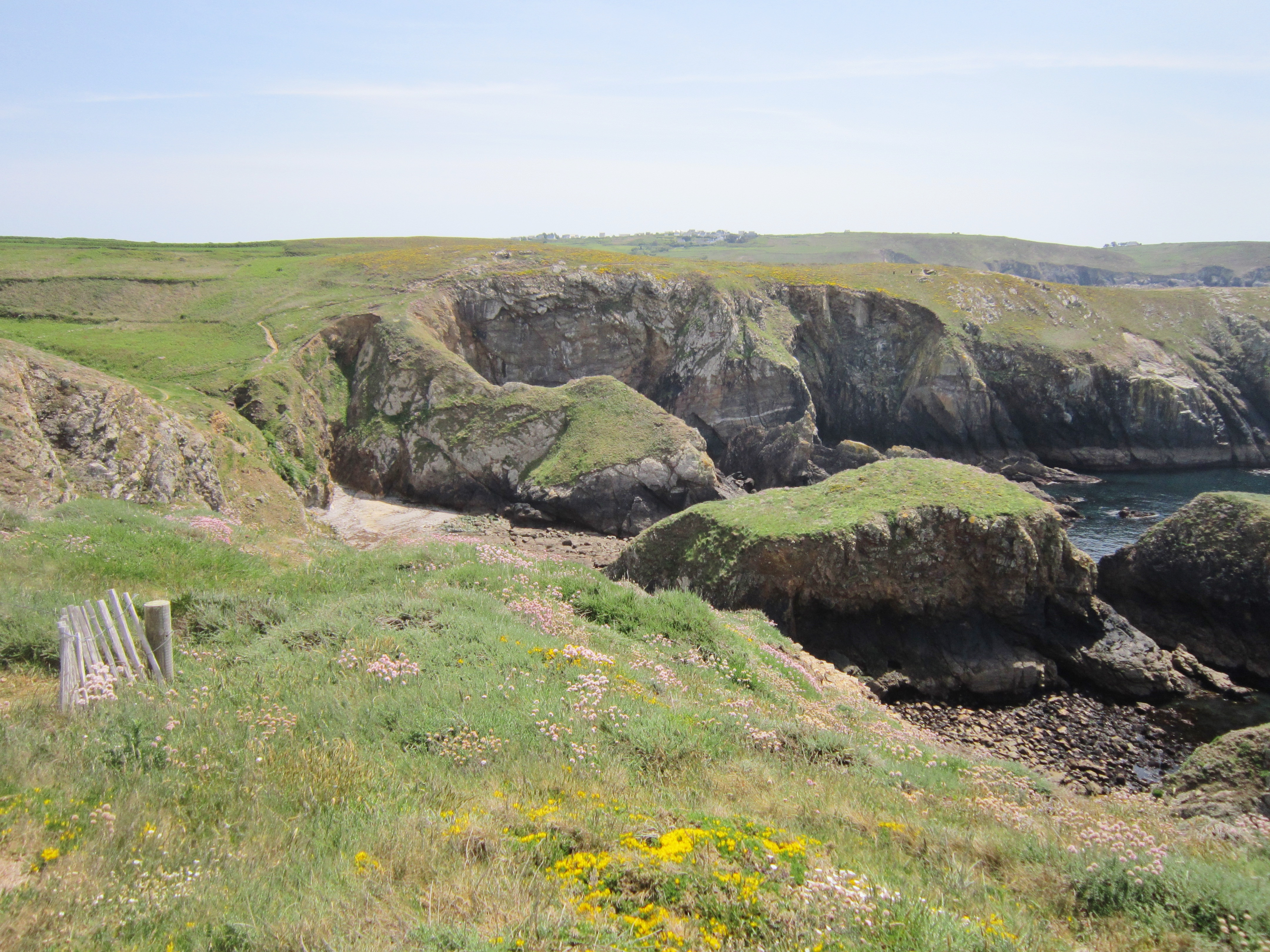
Falaises très découpées entre la Pointe du Vorlen et la chapelle Saint-They (longées par le GR 34).
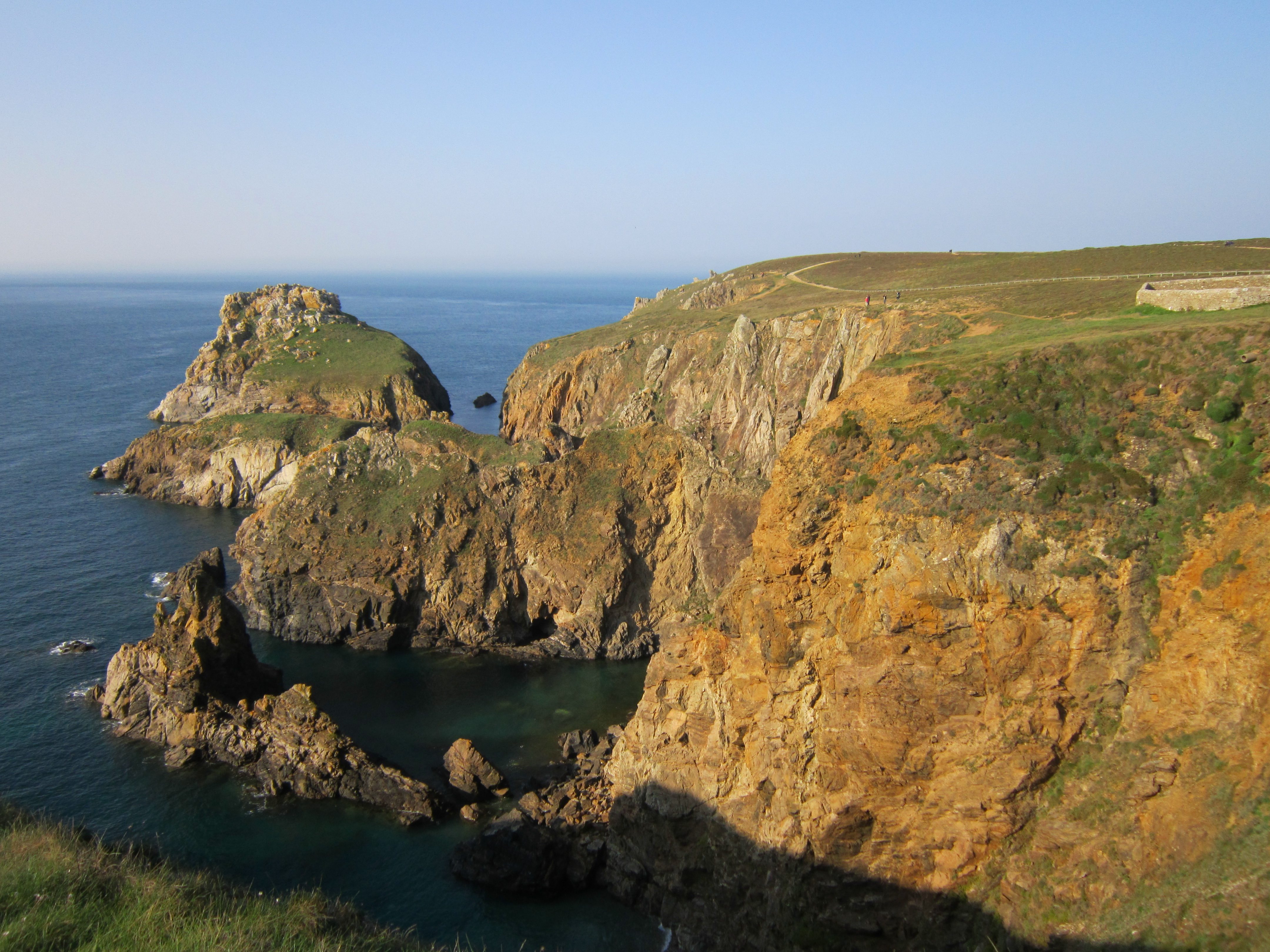
La Pointe du Van vue depuis les falaises situées au sud de la chapelle Saint-They.
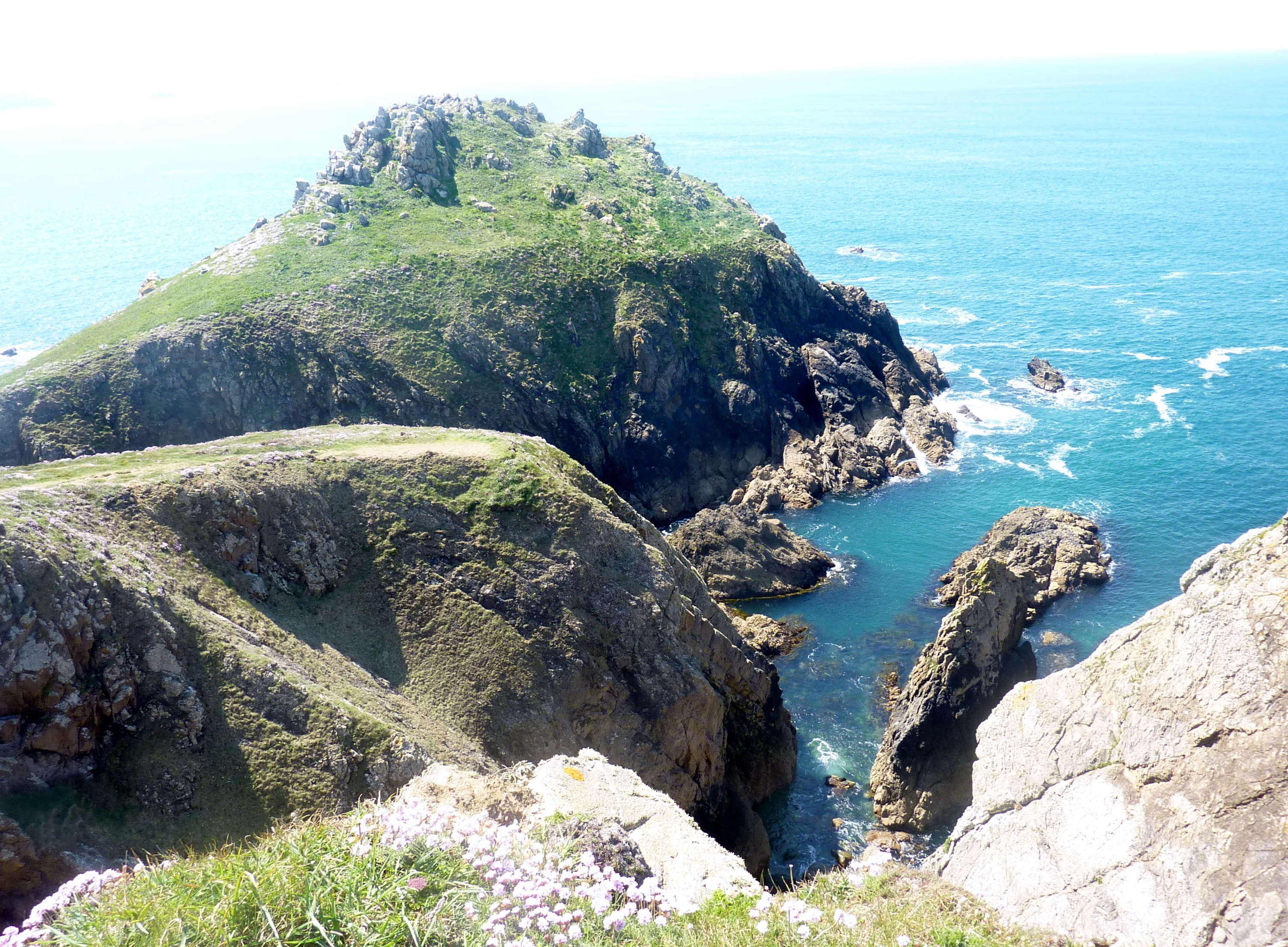
Rocher de la « cote 44 » au sud de la Pointe du Van.
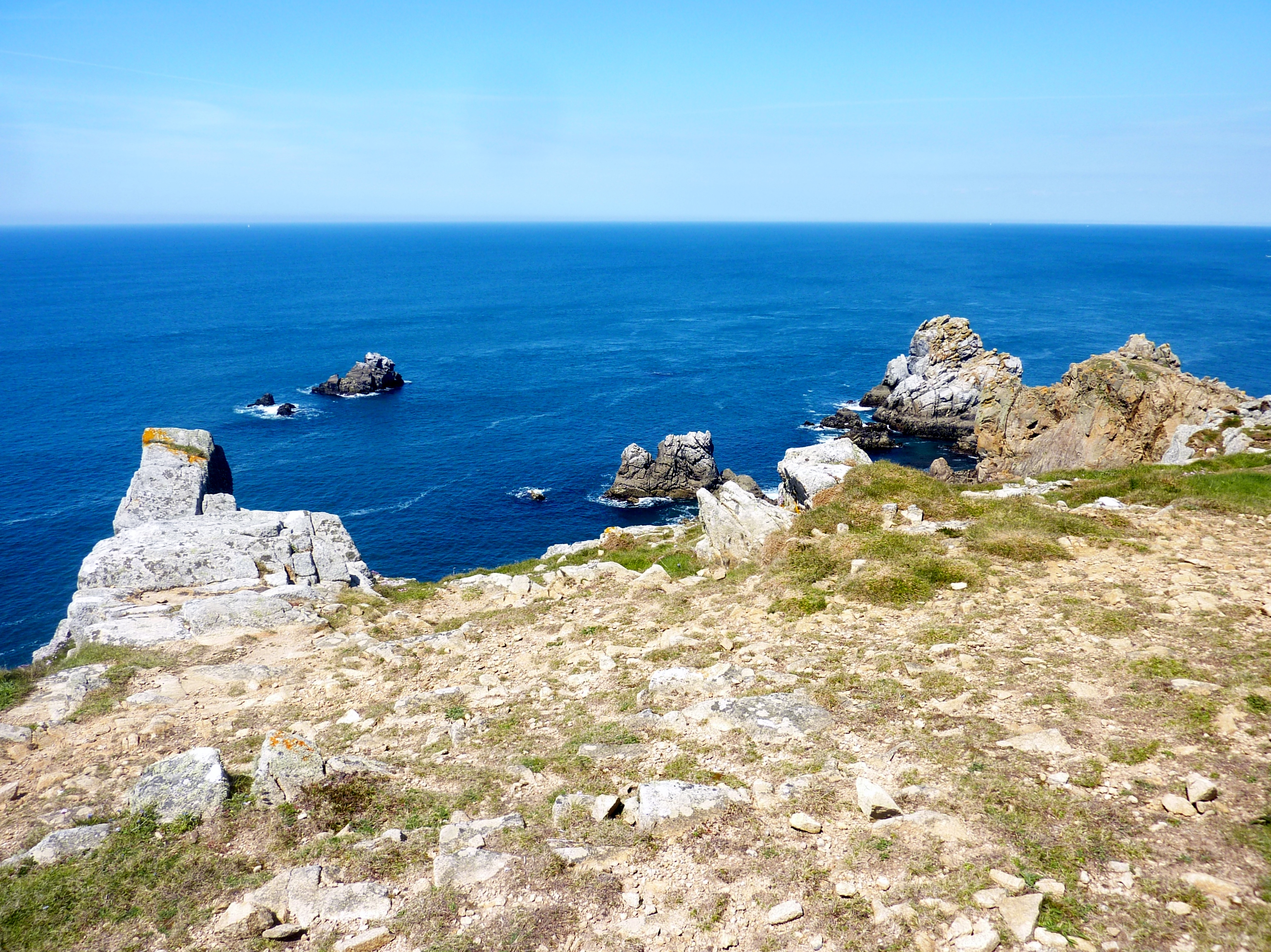
L'extrémité de la Pointe du Van.

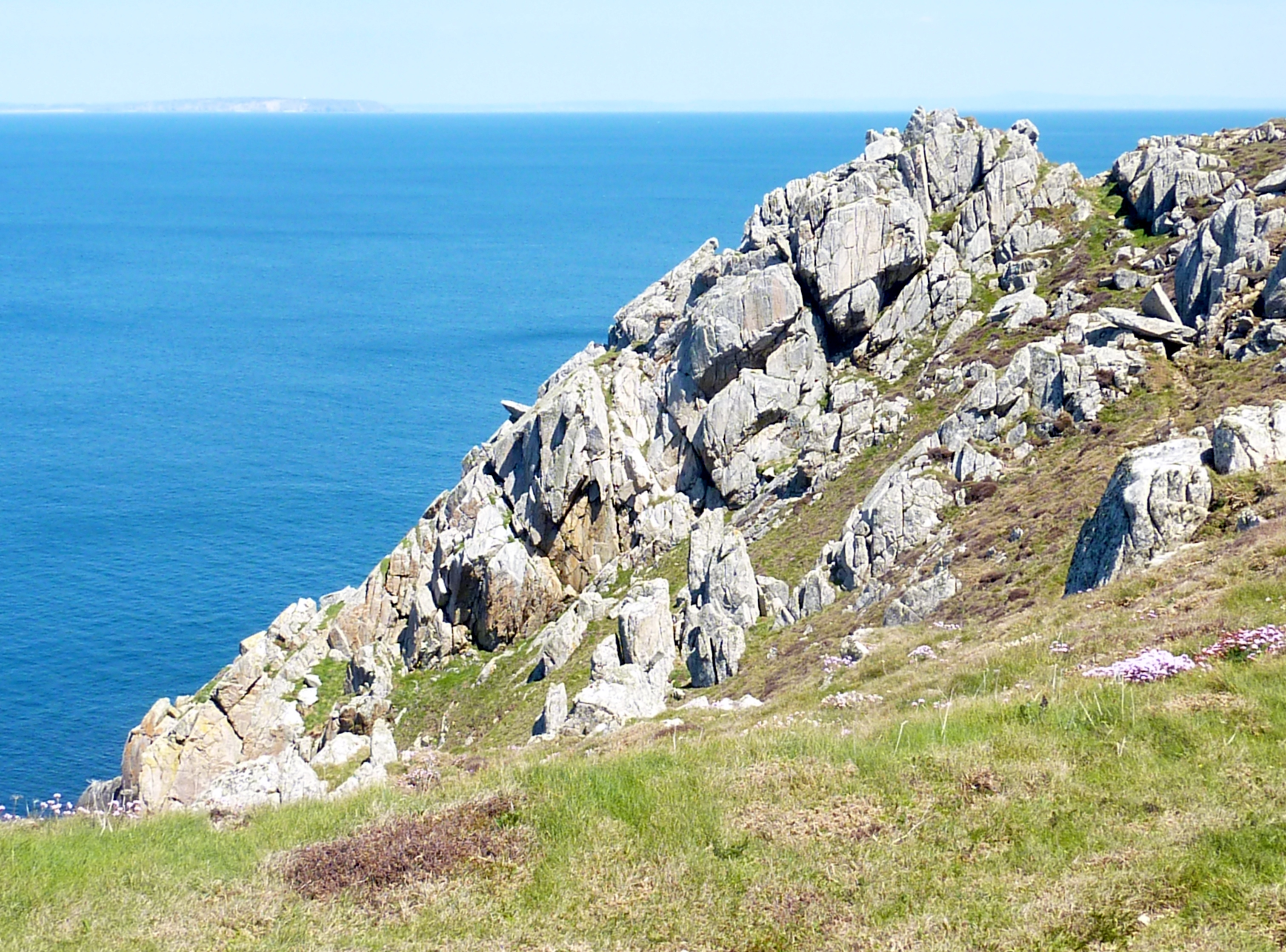
Rocher à l'est de la Pointe du Van.
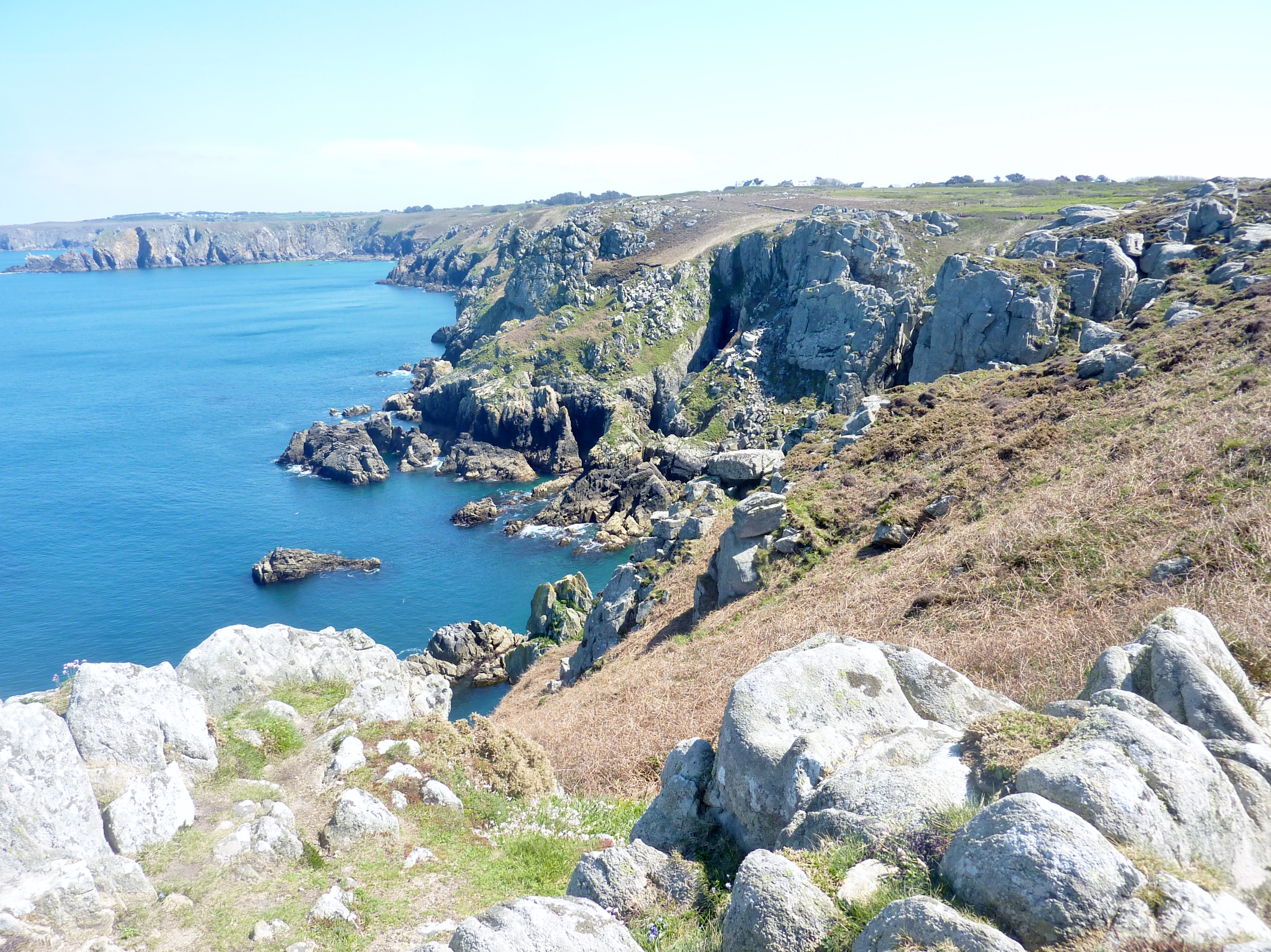
Falaises entre la Pointe du Van et la Pointe de Castel-Meur 1.
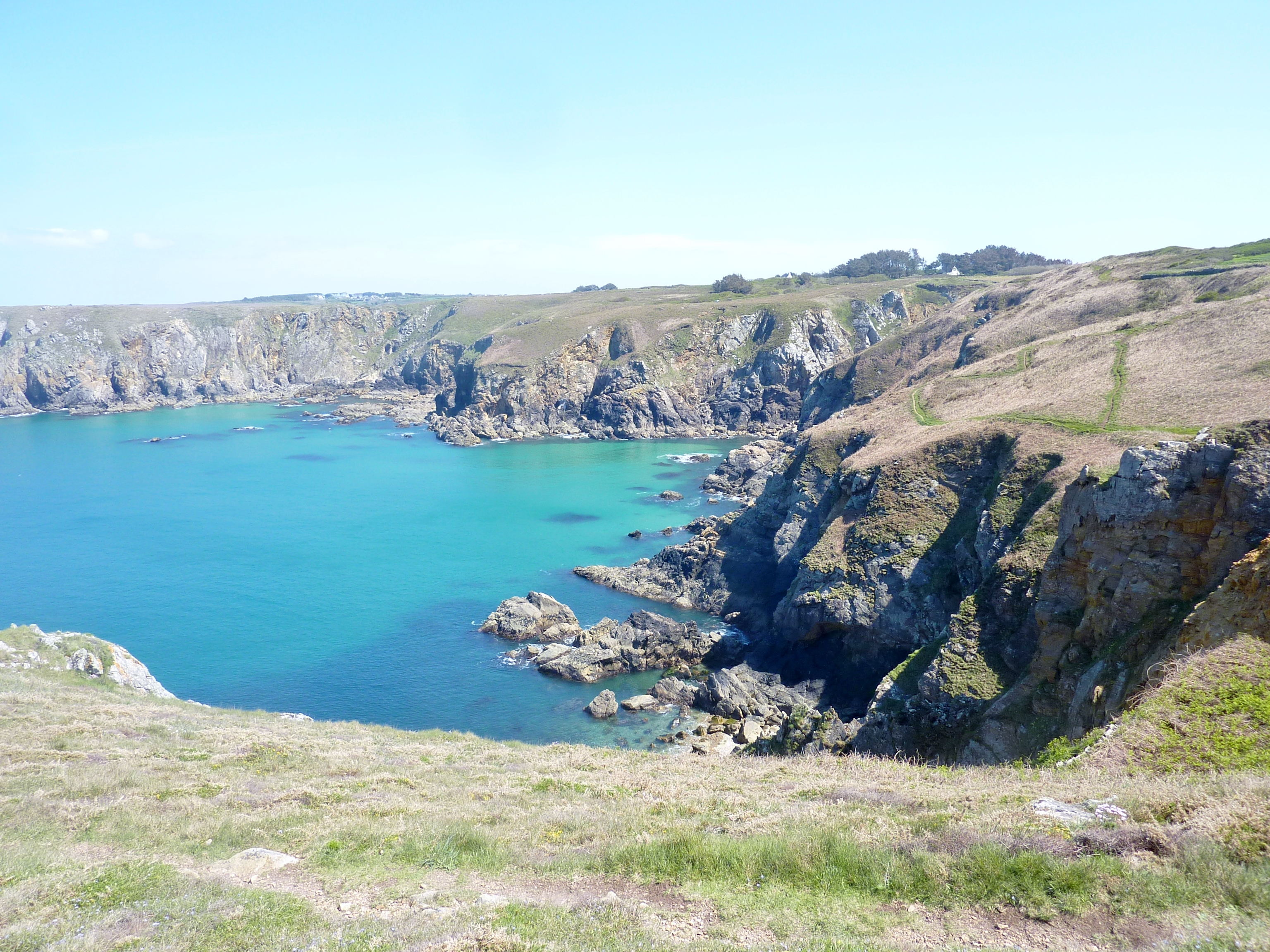
Falaises entre la Pointe du Van et la Pointe de Castel-Meur 2.
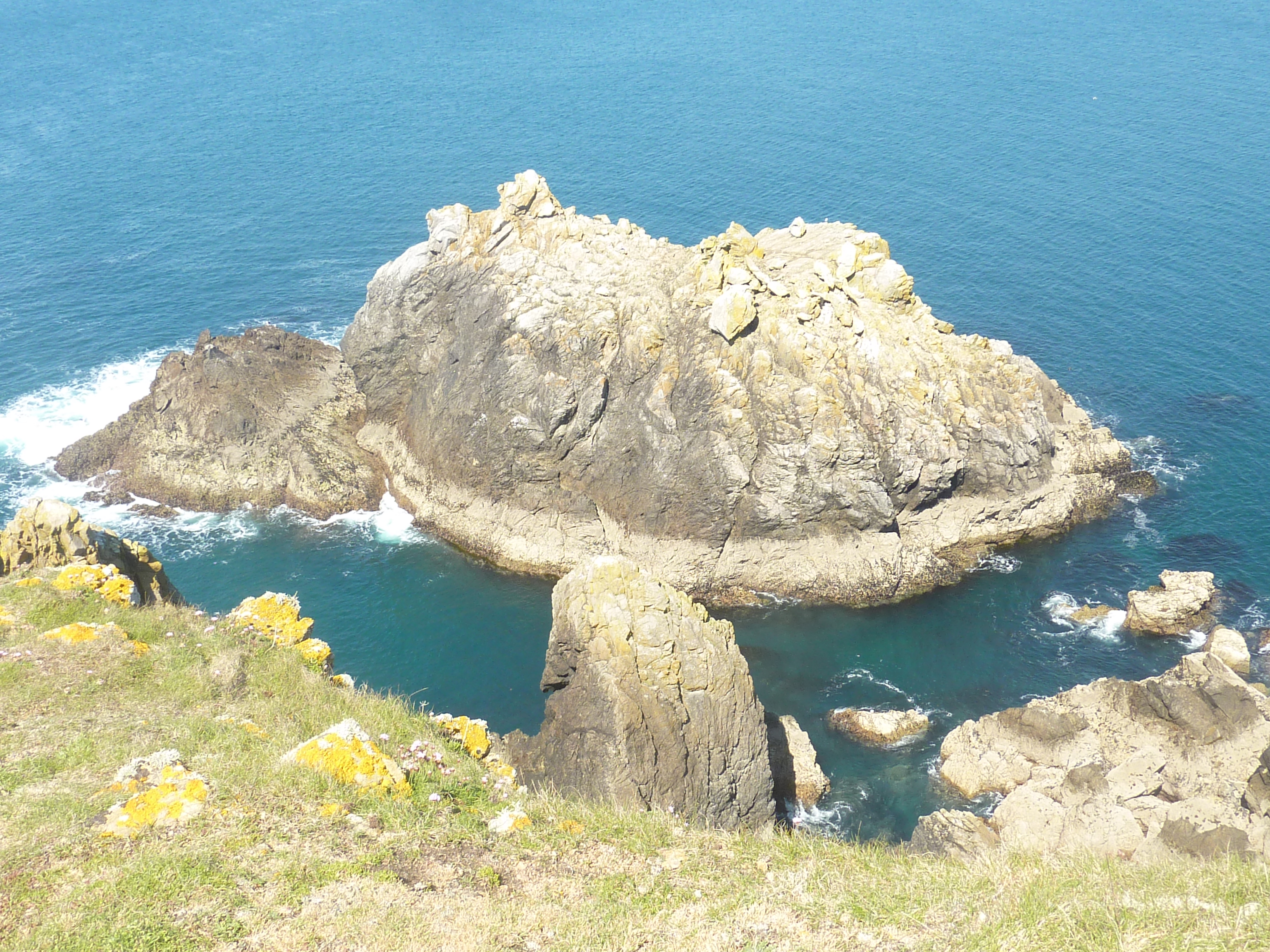
L'îlot (« cote 24 ») situé à l'extrémité de la Pointe de Castel-Meur.
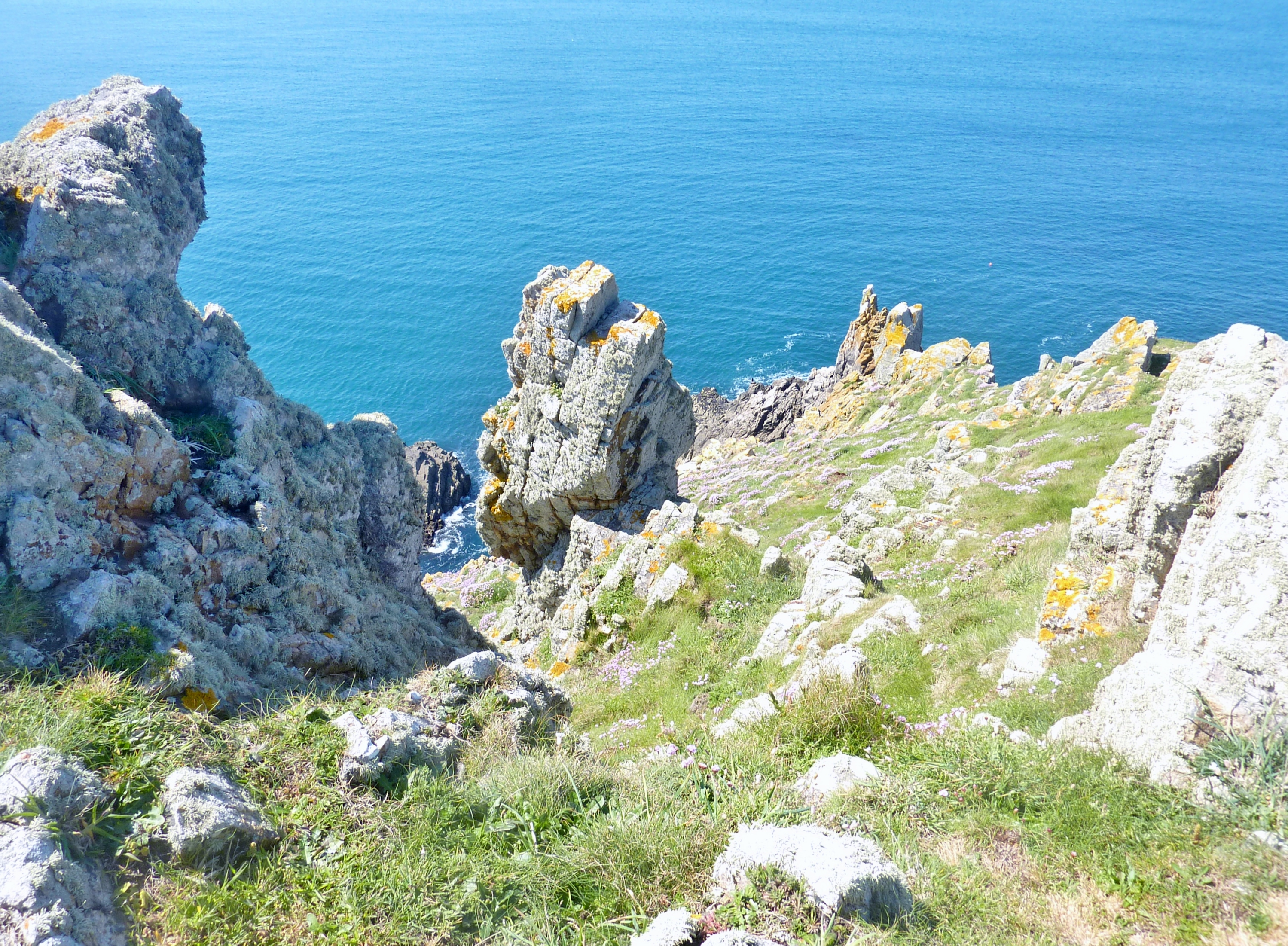
La Pointe de Castel-Meur : rochers.
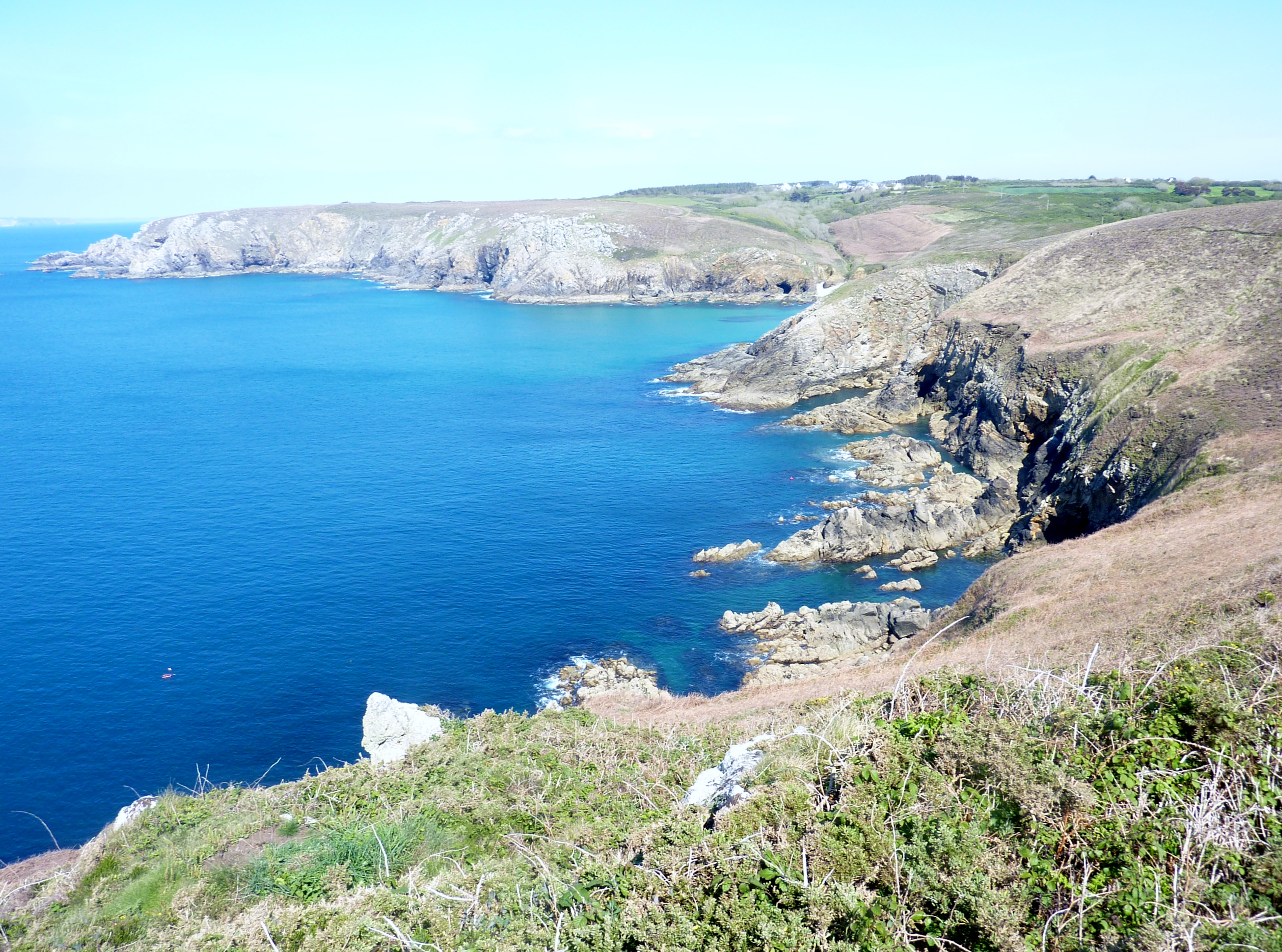
La Pointe de Brézellec vue de l'ouest depuis le GR 34.
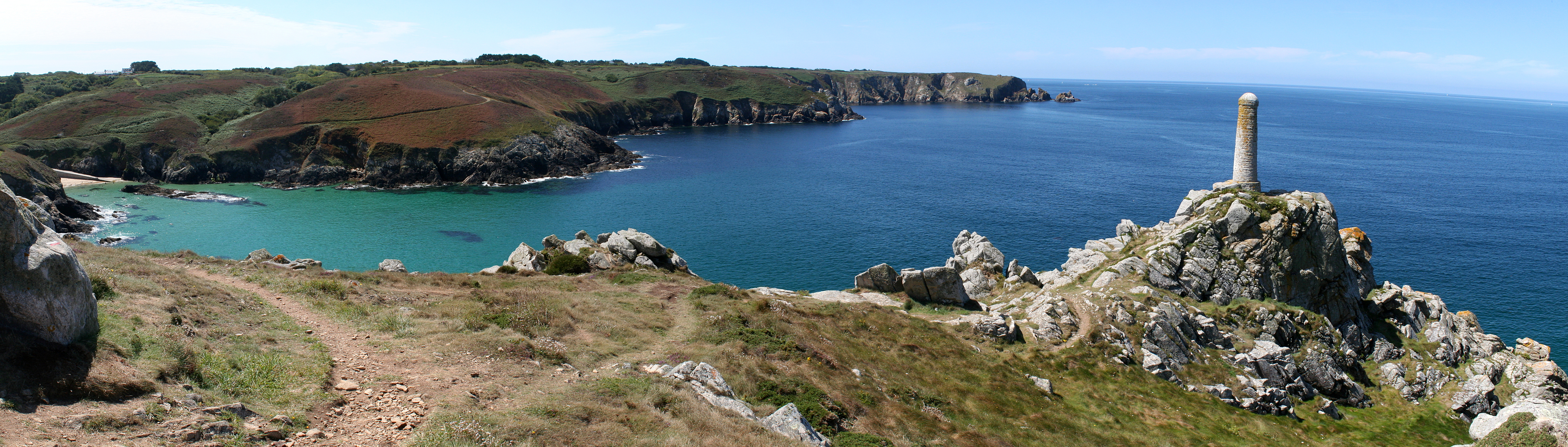
La plage de Théolen, entre les Pointes du Castel Meur et de Brézellec.

Les altitudes au sein du finage communal s'échelonnent entre 87 mètres pour le point le plus haut (situé près du lieu-dit Kerharo) et le niveau de la mer ; le bourg est vers 48 mètres d'altitude. L'habitat rural est dispersé en un grand nombre d'écarts formés de hameaux et fermes isolées. Le littoral, inhospitalier en raison des falaises abruptes et découpées qui le composent, est inhabité.
La commune, qui est un cul-de-sac routier en raison de sa situation péninsulaire est desservie essentiellement par la route départementale no 7 venant de Douarnenez. Le sentier de grande randonnée no 34 longe la totalité de son littoral.
La vallée située au sud de la commune contient des terrains houillers qui firent même l'objet d'une concession attribuée en 1901 à M. Le Gualès de Mézaubran, mais qui n'aboutit pas à une exploitation industrielle.
En 1938, la revue du Touring-Club de France décrit ainsi l'extrémité du Cap Sizun, notamment Cléden : « Bientôt, en marchant vers l'ouest, les clochers disparaissent, les maisons se font plus basses et plus rares, c'est le domaine du vent ; les moulins surgissent, il en est qui remontent au XVIIIe siècle et qui ont conservé leurs ailes ; elles tournent ou tournaient, hier encore, autour de Cléden, de Plogoff, de Lescoff ».

### Les ports
Malgré la dangerosité de son littoral, la commune possède trois petits ports aux infrastructures sommaires et difficiles d'accès : 
- le port du Vorlen : très exposé aux vents d'ouest, une cale et un débarcadère y furent construits en 1892 ; la plate-forme fut agrandie et un treuil fut installé en 1926 afin de hisser les bateaux. C'est là que débarquaient les Sénans, avec croix et bannières, qui se rendaient au pardon de Saint-They. Ce port abrite des ligneurs du Raz de Sein en raison de la proximité de leur lieu de pêche[5] ;
- le port de Brézellec (son nom, en breton, atteste la présence de maquereaux) : ses premiers aménagements connus datent de 1877, année où une chaîne traversière fut tendue entre les deux pointes l'entourent et scellée au fond de l'eau afin d'y fixer des bouées d'amarrage. En 1883, on tailla des marches dans la falaise et on scella une échelle de fer de 7 mètres afin d'en faciliter l'accès ; un treuil fut installé en 1926. En 1877, 30 bateaux de pêche avaient Brézellec comme port d'attache. Désormais, ce port, qui ne dispose pas de cale (les mises à l'eau se font depuis Pors Théolen)[6] accueille essentiellement des embarcations de loisir en période estivale[7] ;
- le port de Heign Has (dit aussi « Keign ar C'haz ») est inséré dans une entaille sur le flanc est de la pointe de Penharn, accessible par un sentier périlleux à partir de la route au nord du village de Penharn. En 1913, le port abritait 11 canots et 3 chaloupes. Une échelle et un débarcadère y furent aménagés entre 1888 et 1891 et un plan incliné ainsi qu'un treuil en 1926. Détruit par une tempête en 1991, il a été reconstruit et il permet à quelques bateaux d'y trouver un abri sommaire[8].

Un autre port, Porz Théolen a existé par le passé comme en témoignent les deux amers situés de part et d'autre de la plage. Une cale y fut construite en 1884, mais cet ancien port n'est plus vraiment utilisé de nos jours. Un navire à vapeur, le Premier, s'y échoua en 1886, il n'en subsiste que la chaudière.

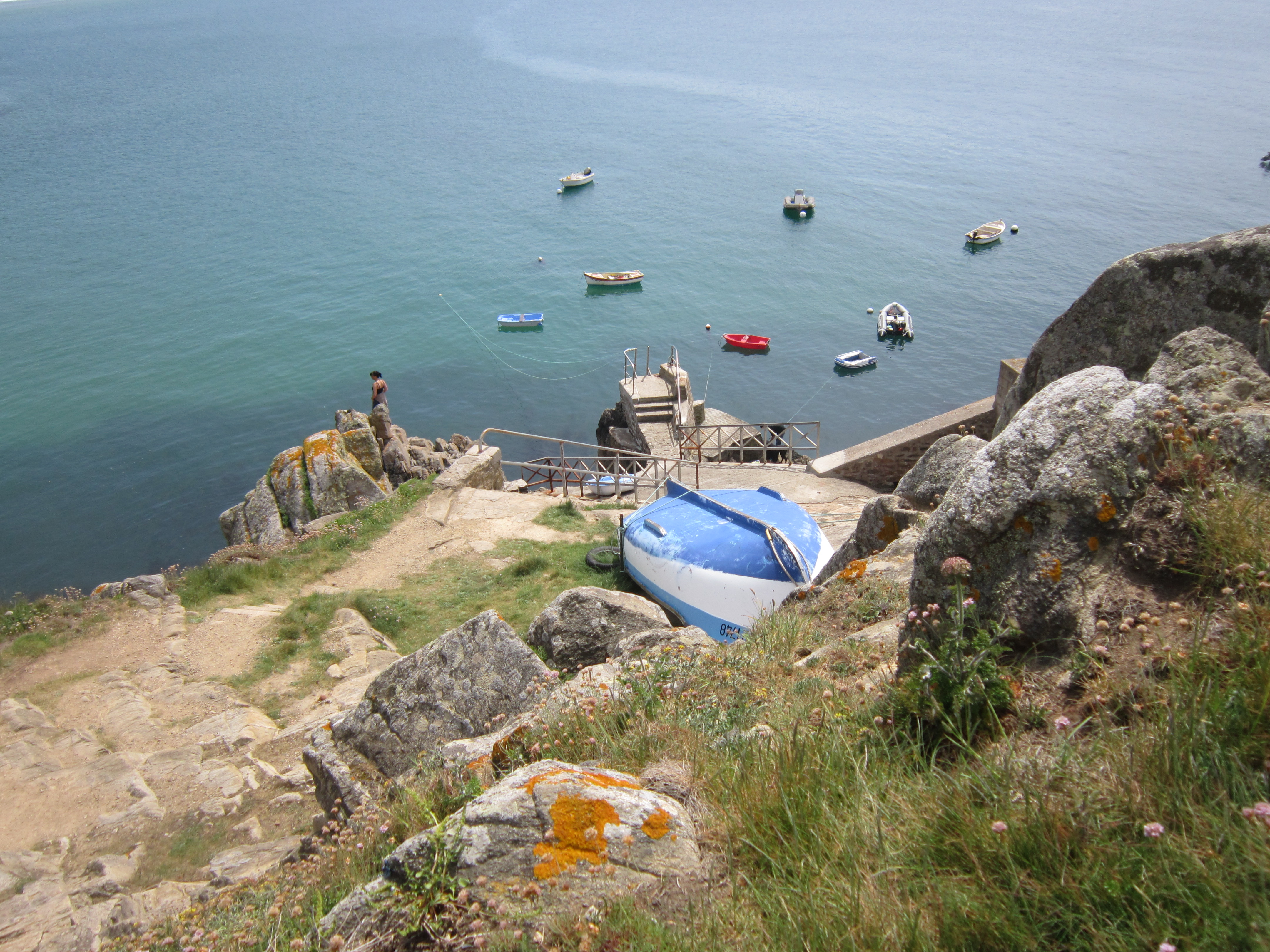
Le port du Vorlen 1.
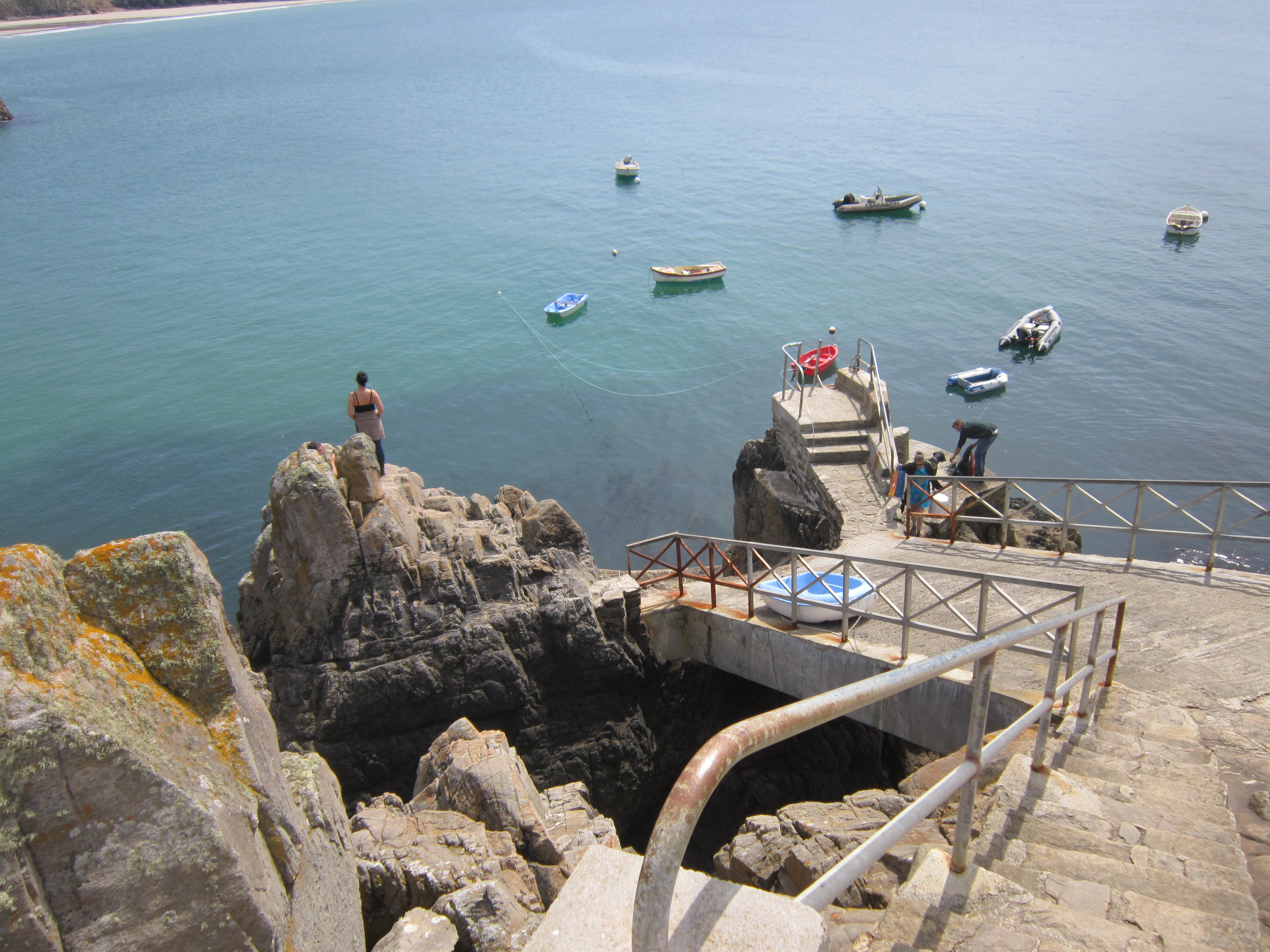
Le port du Vorlen 2.
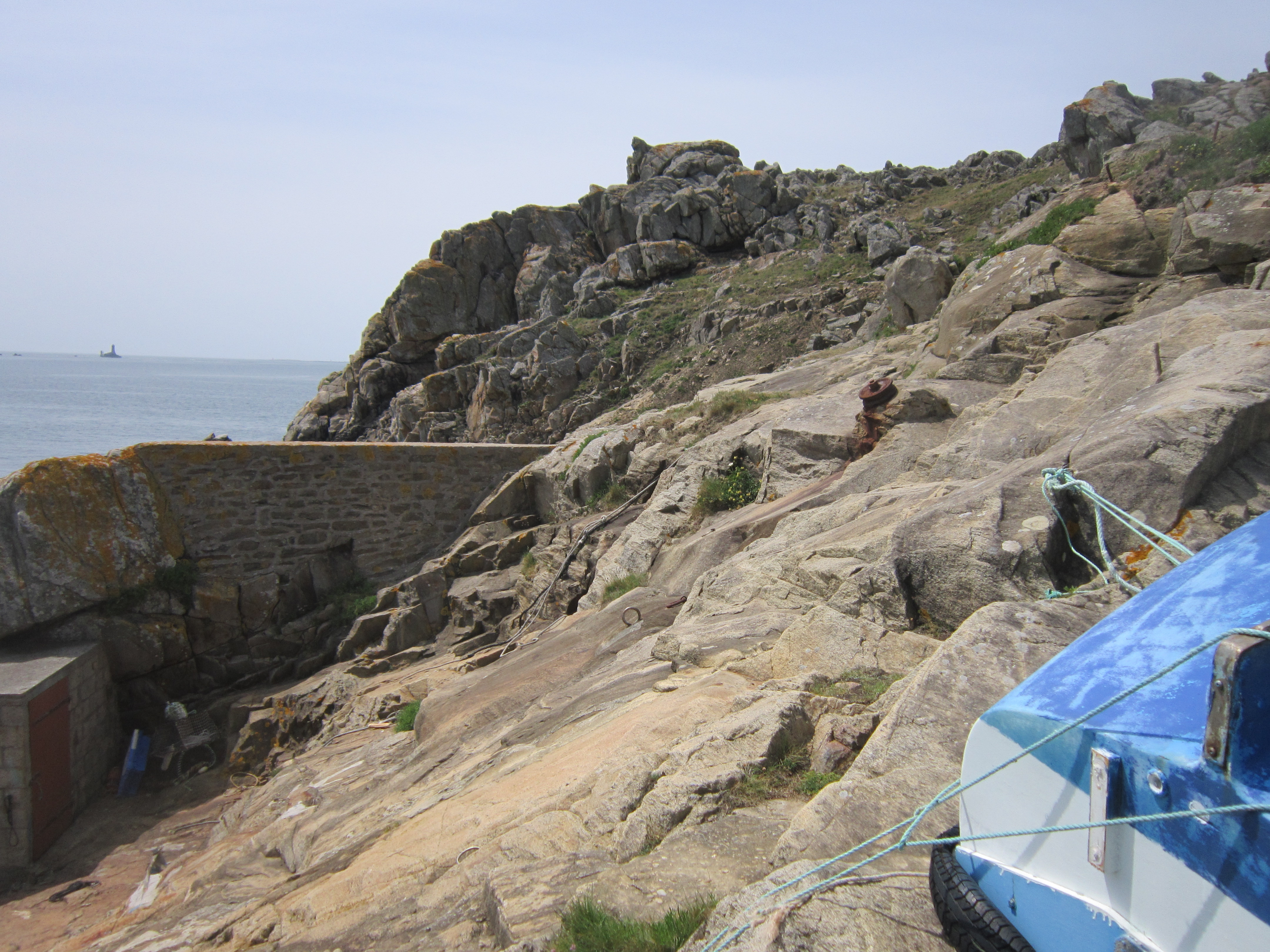
La digue protégeant le port du Vorlen et, à l'arrière-plan, la Pointe du Vorlen.

### Hydrographie
Pour un article plus général, voir Réseau hydrographique du Finistère.
La commune est située dans le bassin Loire-Bretagne. Elle est drainée par divers petits cours d'eau,.
Un plan d'eau complète le réseau hydrographique : l'étang de Laoual, d'une superficie totale de 10,2 ha (5,3 ha sur la commune),.

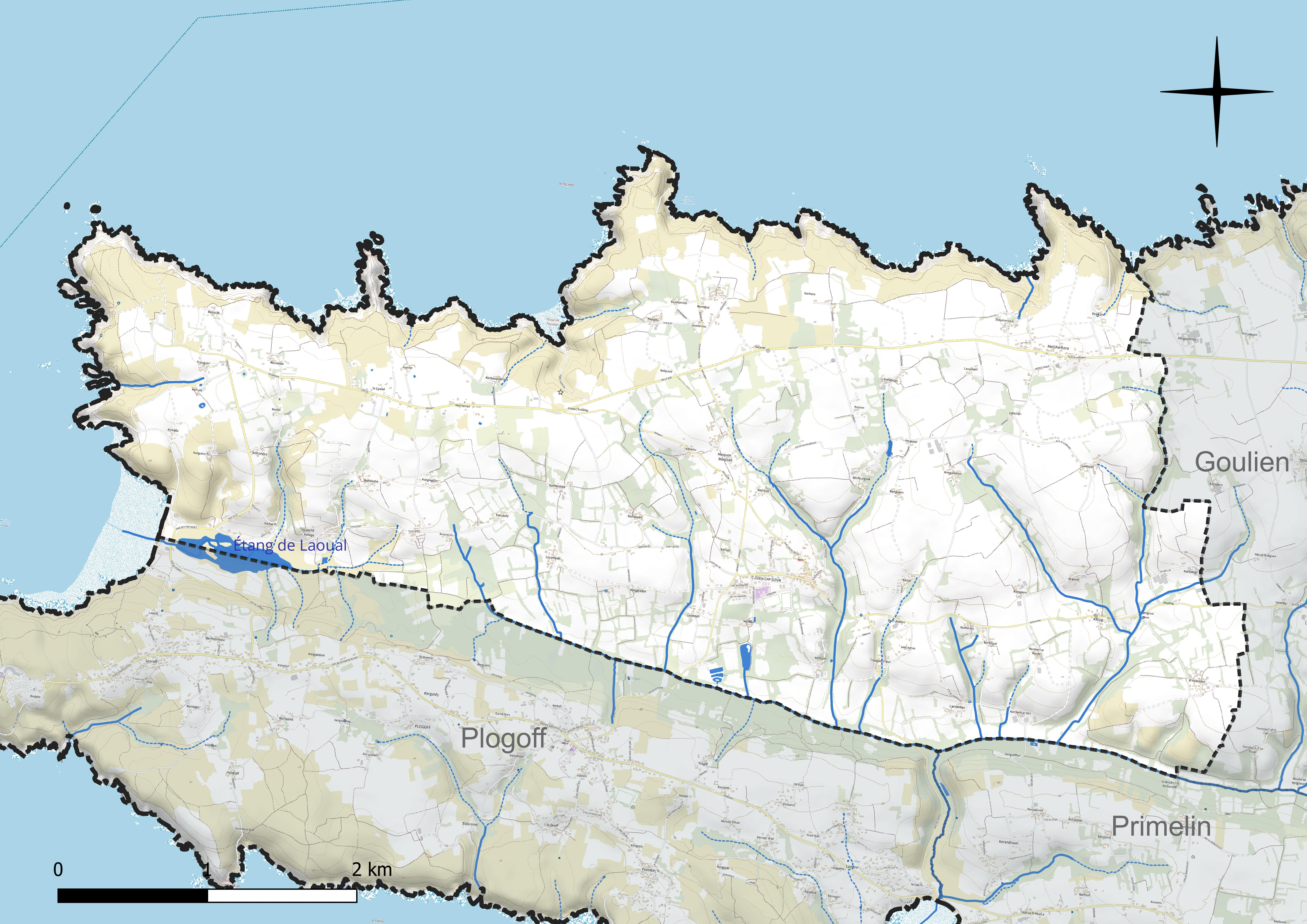
Réseau hydrographique de Cléden-Cap-Sizun.

### Climat
Pour des articles plus généraux, voir Climat de la Bretagne et Climat du Finistère.
En 2010, le climat de la commune est de type climat océanique franc, selon une étude du CNRS s'appuyant sur une série de données couvrant la période 1971-2000. En 2020, Météo-France publie une typologie des climats de la France métropolitaine dans laquelle la commune est exposée à un climat océanique et est dans la région climatique  Bretagne orientale et méridionale, Pays nantais, Vendée, caractérisée par une faible pluviométrie en été et une bonne insolation. Parallèlement l'observatoire de l'environnement en Bretagne publie en 2020 un zonage climatique de la région Bretagne, s'appuyant sur des données de Météo-France de 2009. La commune est, selon ce zonage, dans la zone « Littoral », exposée à un climat venté, avec des étés frais mais doux en hiver et des pluies moyennes.
Pour la période 1971-2000, la température annuelle moyenne est de 11,8 °C, avec  une amplitude thermique annuelle de 10,1 °C. Le cumul annuel moyen de précipitations est de 879 mm, avec 15,7 jours de précipitations en janvier et 6,9 jours en juillet. Pour la période 1991-2020, la température moyenne annuelle observée sur la station météorologique la plus proche, située sur la commune de Lanvéoc à 30 km à vol d'oiseau, est de 12,2 °C et le cumul annuel moyen de précipitations est de 1 030,1 mm,. Pour l'avenir, les paramètres climatiques de la commune estimés pour 2050 selon différents scénarios d'émission de gaz à effet de serre sont consultables sur un site dédié publié par Météo-France en novembre 2022.

## Urbanisme

### Typologie
Au 1er janvier 2024, Cléden-Cap-Sizun est catégorisée commune rurale à habitat dispersé, selon la nouvelle grille communale de densité à 7 niveaux définie par l'Insee en 2022.
Elle est située hors unité urbaine et hors attraction des villes,.
La commune, bordée par la mer d'Iroise, est également une commune littorale au sens de la loi du 3 janvier 1986, dite loi littoral. Des dispositions spécifiques d'urbanisme s'y appliquent dès lors afin de préserver les espaces naturels, les sites, les paysages et l'équilibre écologique du littoral, tel le principe d'inconstructibilité, en dehors des espaces urbanisés, sur la bande littorale des 100 mètres, ou plus si le plan local d'urbanisme le prévoit.

### Occupation des sols

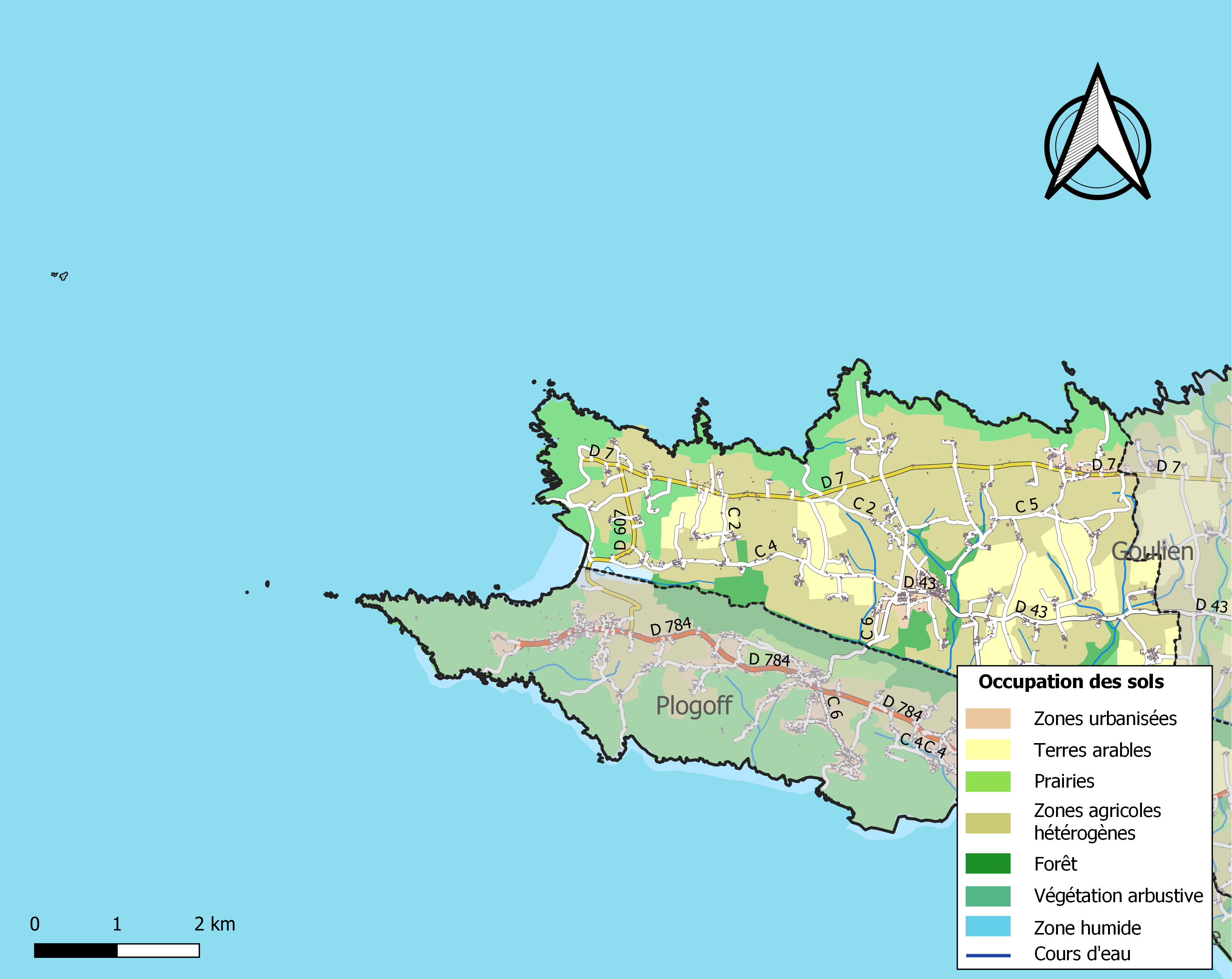
Carte des infrastructures et de l'occupation des sols de la commune en 2018 (CLC).

Le tableau ci-dessous présente l' occupation des sols de la commune en 2018, telle qu'elle ressort de la base de données européenne d'occupation biophysique des sols Corine Land Cover (CLC).
| Type d'occupation                                                                   | Pourcentage | Superficie (en hectares) |
| ----------------------------------------------------------------------------------- | ----------- | ------------------------ |
| Tissu urbain discontinu                                                             | 2,8 %       | 55                       |
| Terres arables hors périmètres d'irrigation                                         | 16,3 %      | 316                      |
| Systèmes culturaux et parcellaires complexes                                        | 50,8 %      | 983                      |
| Surfaces essentiellement agricoles interrompues par des espaces naturels importants | 5,3 %       | 102                      |
| Forêts de feuillus                                                                  | 6,2 %       | 120                      |
| Landes et broussailles                                                              | 16,9 %      | 328                      |
| Marais maritimes                                                                    | 0,8 %       | 15                       |
| Mers et océans                                                                      | 0,9 %       | 17                       |
| Source : Corine Land Cover                                                          |             |                          |

## Histoire

### Préhistoire
L'éperon barré situé sur le promontoire de Castel Meur (Côte nord du Cap Sizun), long de 300 mètres et large de 50 mètres, possède un triple système de remparts et fossés, le dernier rempart prenant appui sur une formation rocheuse escarpée ; des traces de 95 huttes sont encore visibles dans le sol; deux petits tumuli ont été découverts dans l'enceinte par Paul du Châtellier lors de fouilles menées en 1890. Le mobilier hétéroclite qui y a été découvert a permis de dater trois périodes d'occupation du site, la plus ancienne remontant au Néolithique (éclats de silex), la seconde au second âge du fer, la plus récente à l'époque médiévale.
L'oppidum de Castel Meur est classé monument historique depuis 1921,.

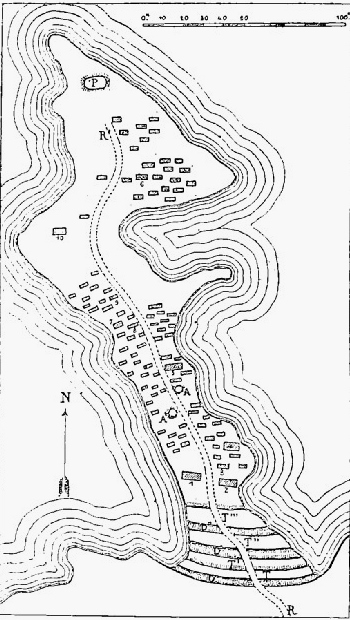
Plan de l'éperon barré de Castel-Meur (dessin de Paul du Châtellier).
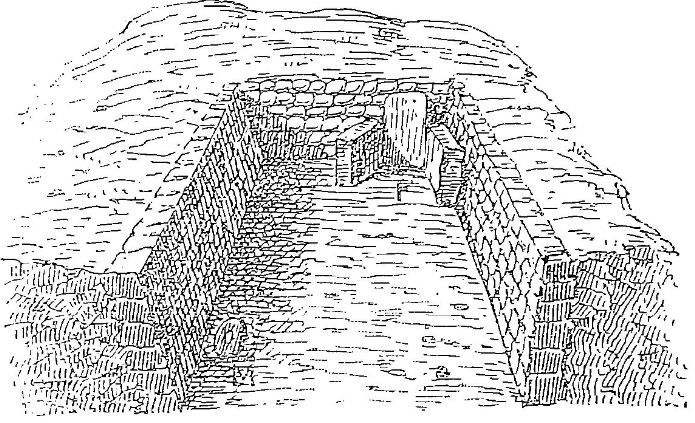
Éperon barré de Castel-Meur : plan d'une habitation (dessin de Paul du Châtellier).
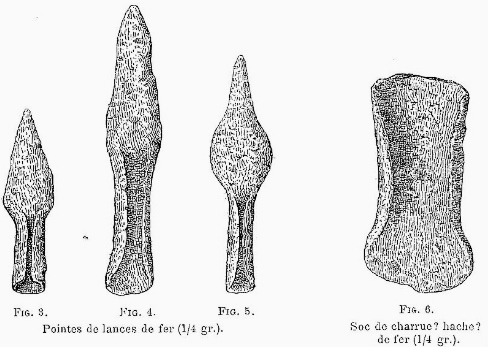
Mobilier trouvé dans une des maisons de l'éperon barré de Castel-Meur (dessin de Paul du Châtellier).
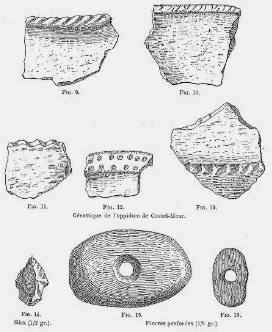
Céramiques et pierres perforées trouvées dans l'éperon barré de Castel-Meur (dessin de Paul du Châtellier).

### Antiquité
Selon Jean-Baptiste Ogée « on trouve, par intervalle, en cette paroisse, les traces d'un chemin romain, appelé hent-ahès ["chemin d'Ahès"], de soixante-dix pieds de largeur, en pierres de taille, qui se continue jusqu'à la baie des Trépassés ». Paul du Châtellier décrit en ces termes cette voie romaine en 1886 :

« Le moulin à vent du Châtel, entre Beuzec et Goulien,(...) est tout au bord de la voie romaine qui allait de Carhaix au village du Troguer. (...) [Le] meunier du Châtel (...) a trouvé une urne pleine de moyens bronzes romains qui ont été dispersés. Laissant le moulin à notre gauche, nous nous engageons en char-à-bancs sur la voie romaine qui, si elle n'est pas très viable, est cependant encore praticable sur un parcours de plusieurs kilomètres. Cette voie est bien connue des habitants du pays qui l'appellent an-end-Meur. Au nord du bourg de Goulien, à deux cents mètres avant d'arriver d'arriver au moulin à vent de Goalarn, nous remarquons (...) une lourde borne miliaire. (...) Continuant à suivre le tracé de cette ancienne voie, nous passons au nord-est du bourg de Cléden, près du moulin de Kerharo, ne pouvant nous empêcher de remarquer que les moulins du Châtel, de Goalarn et de Kerharo sont là, aujourd'hui, comme des jalons placés le long de l'antique chemin. Enfin nous arrivons au village de Théolen (nom breton qui veut dire tuiles, le village des tuiles). C'est le point extrême de cette voie qui allait aboutir au village de Troguer ; à partir de là, on en perd la trace aujourd'hui. (...) Troguer a du être longtemps occupé par les conquérants [romains] (...), nous avons vu dans plusieurs parcelles des restes de murs romains, (...) ayant encore de 1,50 à 2 mètres au-dessus du sol. (...) [Au centre du bourg de Goulien], nous y trouvons un camp avec retranchements de terre, à angles arrondis, de 3 mètres de large, ayant 3,50 mètres de hauteur à l'extérieur et 2,50 mètres à l'intérieur de l'enceinte. Ce camp était à deux cents mètres au sud de la voie romaine (...). Il était le dernier poste militaire le long de son tracé avant d'arriver à Troguer »

De nombreuses traces de la présence romaine ont été trouvées dans le village de Trouguer (Troguer).

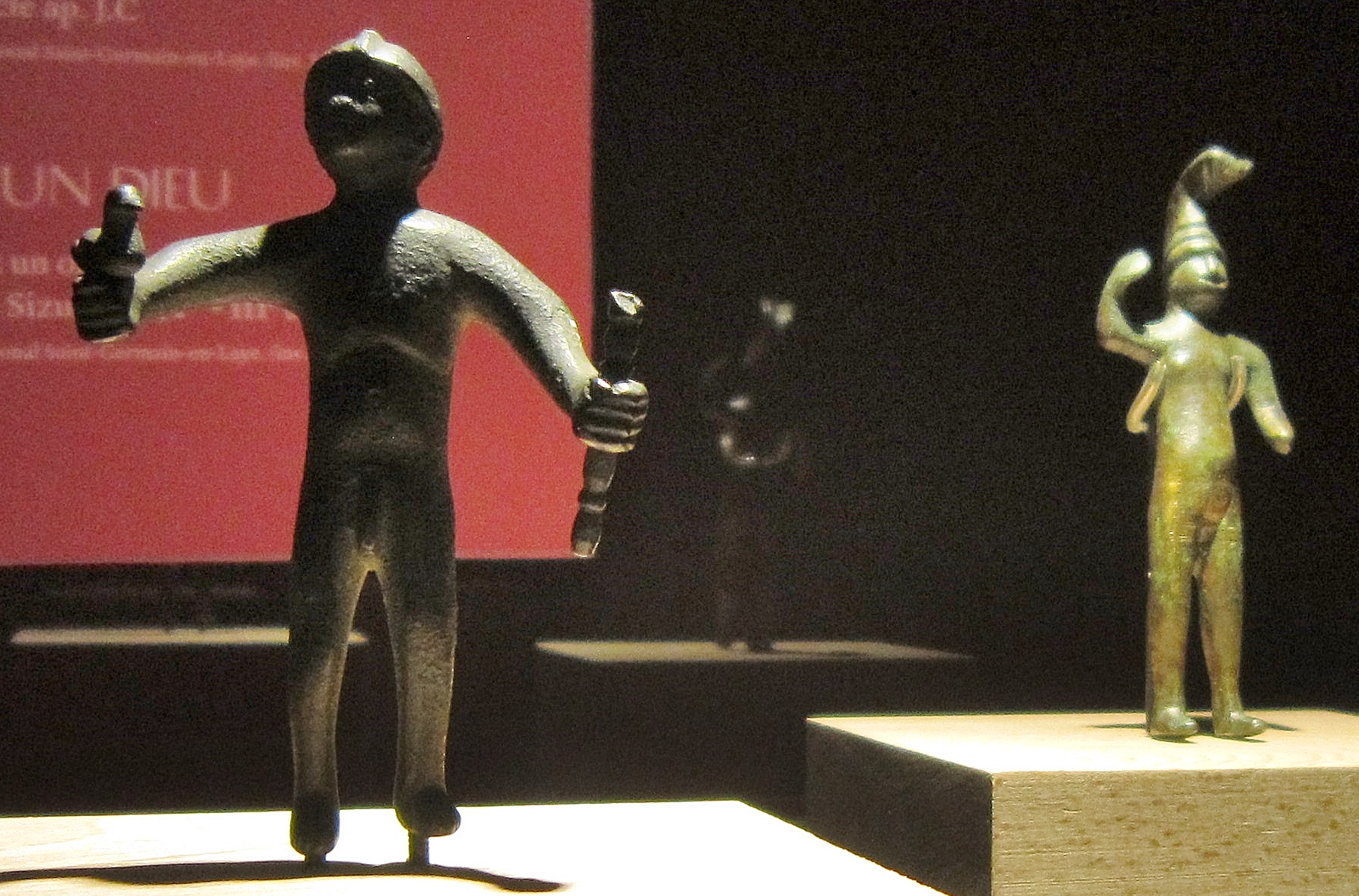
Statuettes de Mars et d'un dieu trouvées à Trouguer (entre Ier siècle avant et Ier siècle après J.-C.).
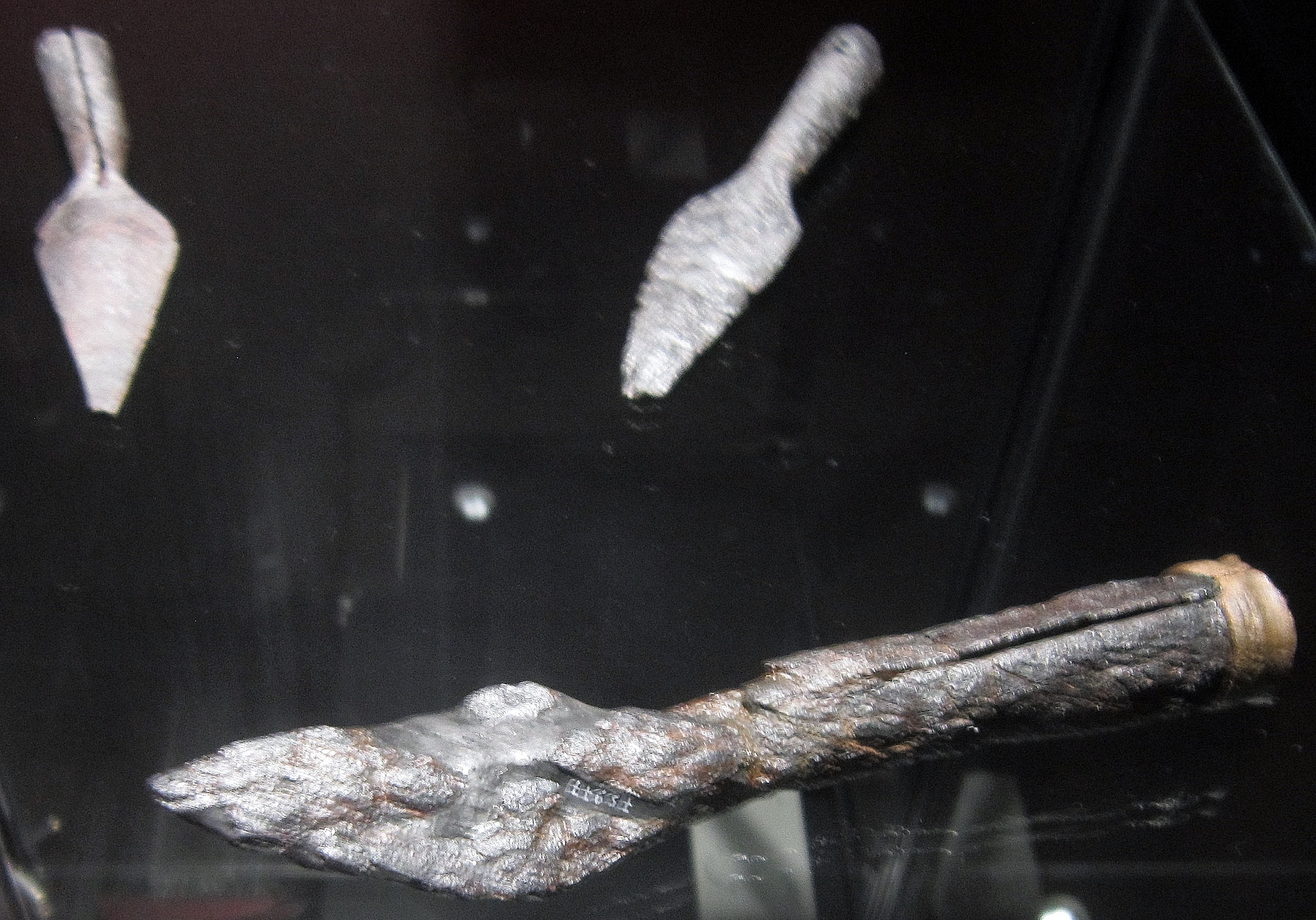
Pointes de lances trouvées à Trouguer (entre Ier siècle avant et Ier siècle après J.-C.).

### Moyen Âge

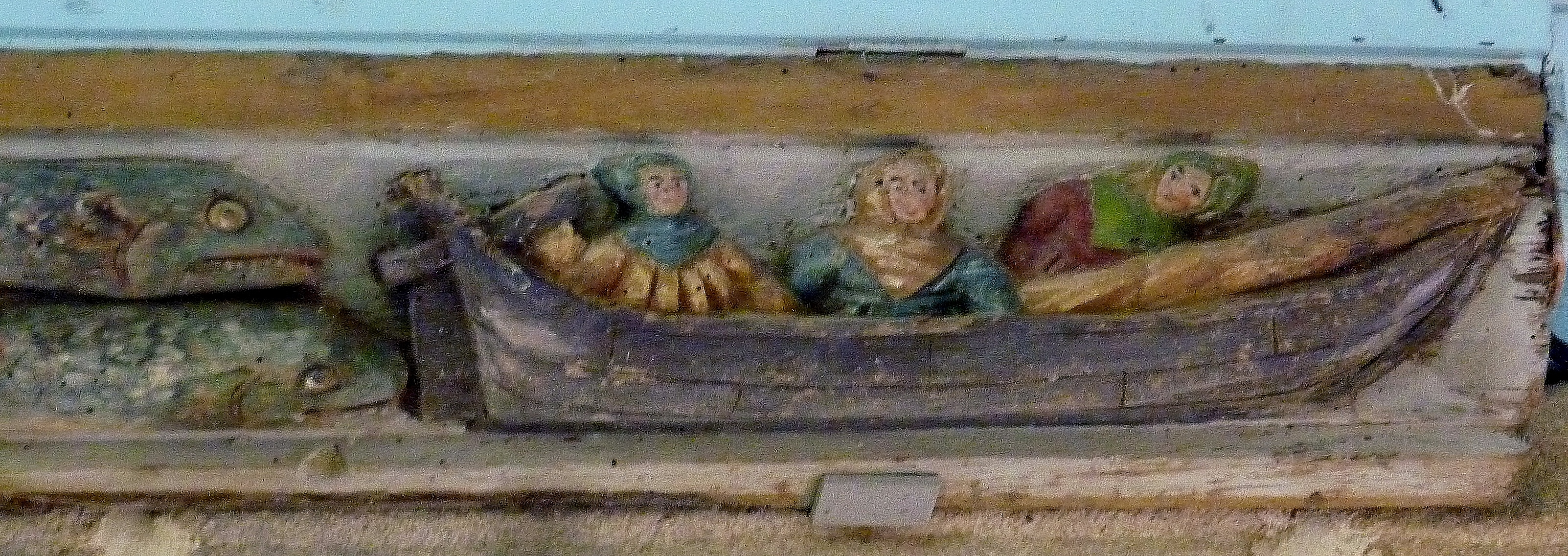
Chapelle Saint-Trémeur : vue partielle d'une sablière représentant un bateau de pêche et des poissons.

Selon la légende la ville d'Ys se situait en bordure de la baie des Trépassés, donc quelque part entre Cléden-Cap Sizun et Plogoff.
Cléden possédait plusieurs seigneuries : le marquisat de Kerharo avait son siège au manoir éponyme situé dans l'actuel village de Kerharo ; déjà en 1572, il n'en restait que « vieilles maisons, vieilles murailles et vieilles douves » ; la seigneurie de Kerazan (le manoir subsiste de nos jours au sud-ouest du bourg) possédait un colombier ; la seigneurie de Keridiern (elle était l'une des plus petites du Cap Sizun et ses seigneurs étaient vassaux des marquis de Kerharo) se situait non loin de la chapelle de Langroas.
Le seigneur de Lezoualc'h (en Goulien) disposait d'un « droit de sennage consistant en le septième des merlus, daurades et autres poissons pêchés sur les côtes de Cléden, Plogoff, Goulien et aux environs de l'île de Sein ». Il jouissait également « au port et rade du Loc'h [en Plogoff et Primelin], de la faculté de prendre une fois l'an, un merlu sur tout "compagnon de bateau" qui déchargeait au dit port ».
En 1400, Guillaume Mezuillac, sieur de Kerdréan habitait la maison noble de Kerdréan ; son fils Jean fut en 1432 chambellan du duc Jean V.
Une chapelle de la Madeleine, accueillant les lépreux, aurait existé à la limite des communes de Goulien et Cléden, au sud du village de Kergunduy (Kergond'hui).

### Époque moderne

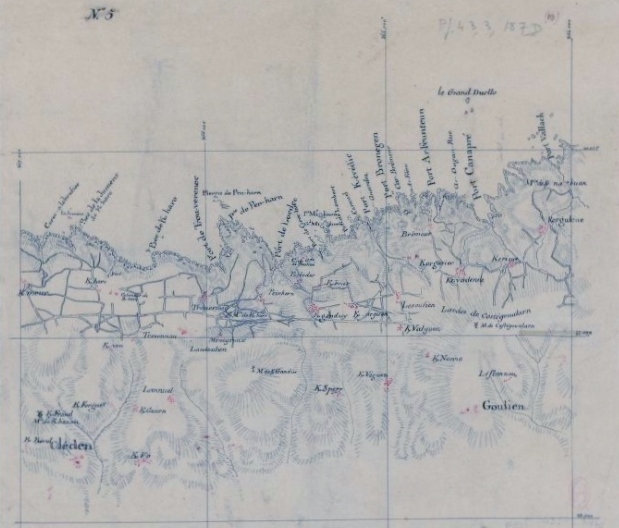
Carte du littoral de Goulien et Cléden à la fin du XVIIIe siècle.

La tradition rapporte que le brigand ligueur Guy Eder de La Fontenelle aurait établi un de ses repaires au Castel-Meur pendant les guerres de la Ligue et qu'il aurait fait de fréquentes incursions dans les parages, volant notamment la croix d'or de l'église de Cléden.
Au XVIe siècle Lanzulien et les villages avoisinants étaient An Douar Santel ("Terre Sainte") car leurs terres appartenaient aux moines de l'abbaye de Landévennec, de même qu'une chapelle Saint-Guénolé (détruite en 1711) et que la fontaine de Saint-Guénolé, restaurée en 1788 (une date gravée l'atteste), tombée dans l'oubli et à nouveau restaurée en 1988.
En 1643, une mission fut organisée dans la paroisse ; les habitants, peu éclairés, répondaient aux missionnaires qui les interrogeaient en confession : « Vous en voulez trop sçavoir, mon Père ; que ne faites-vous comme nos prêtres, qui nous demandent seulement si nous sçavons notre religion, et qui, si nous leur donnons une réponse affirmative, nous donnent cinq Pater et cinq Ave pour pénitence, et nous absolvent aussitôt ? En faut-il davantage ?.. ». D'autres missions furent prêchées dans la paroisse par le père Julien Maunoir en 1655 et 1659.
Nicolas de Saluden, sieur de Trémaria, habitait le château de Kerazan vers le milieu du XVIIe siècle, après avoir été marié et veuf à deux reprises, converti par Julien Maunoir, confia ses deux enfants à sa sœur Marguerite de Kerazan, devint prêtre et missionnaire ; il mourut en odeur de sainteté le 24 juin 1673 et fut inhumé dans la chapelle des Augustines de Lannion. Un de ses héritiers, Jean de Tréanna, qui habita aussi le château de Kerazan, fonda en 1698 la chapelle Notre-Dame-du-Bon-Voyage à Plogoff.
Le 19 octobre 1719, des habitants de Cléden et de Plogoff pillèrent l'épave de la Catherine, un navire du Croisic qui s'était échoué dans la baie des Trépassés.
Claude-Hyacinthe Le Blouc'h (ou Le Bloc'h), né le 26 mars 1700 à Cléden, devint planteur et négrier à Saint-Pierre-des-Anses, dans l'île de Saint-Domingue, et y fit fortune. Il décéda en 1753. Il fit 60 000 livres de legs, dont 10 000 à l'église tréviale d'Audierne, paroisse dont sa femme était originaire.
En 1759, une ordonnance de Louis XV ordonne à la paroisse de Cléden-Cap-Sizun de fournir 18 hommes et de payer 118 livres pour « la dépense annuelle de la garde-côte de Bretagne ».
En 1768 les paroisses de Primelin, Cléden [Cléden-Cap-Sizun], Goulien, Esquibien et Plogoff sont victimes d'une épidémie de dysenterie.
Jean-Baptiste Ogée décrit ainsi la paroisse de Cléden-Cap-Sizun en 1778 : 

« Cléden-Capsizun, sur une colline, dans la presqu'île du Ratz ; à 8 lieues et demie à l'ouest de Quimper, son évêché et son ressort ; à 47 lieues et demie de Rennes et à deux lieues un tiers de Pontcroix, sa subdélégation. On y compte 1 200 communiants. La cure est à l'alternative ; cette paroisse relève du Roi. Son territoire, environné de la mer, forme une presqu'île dont les terres, excellentes pour le froment, sont soigneusement cultivées par les femmes qui se donnent avec ardeur à l'agriculture, tandis que leurs maris sont occupés à la pêche et à la navigation. »

### Révolution française
La paroisse de Cléden-Cap-Sizun, qui comprenait alors 304 feux, élit trois délégués (De La Roche-Allain, Nicolas Dagorn, Yves Rozen), pour la représenter à l'assemblée du tiers état de la sénéchaussée de Quimper au printemps 1789.
Cléden devient chef-lieu d'un canton comprenant aussi les communes de Plogoff et Goulien ; une justice de paix y est installée.
Jean-Joseph Gloaguen était recteur de Cléden-Cap-Sizun lors de la Révolution française. En 1790, il fut élu maire de la commune nouvellement créée. Il prêta serment de fidélité à la Constitution civile du clergé le 20 février 1791, devenant donc prêtre constitutionnel, mais protesta ensuite par écrit le 1er août 1792, disant qu'on avait mal interprété son serment et qu'il ne l'avait prêté que pour complaire aux administrateurs du district de Pont-Croix. De 1807 à 1817, il fut recteur d'Esquibien. Les trois chapelles de Saint-They, Saint-Tugdual et Langroas furent vendues comme biens nationaux.
Michel Arhan, cultivateur, fils du juge de paix, ouvrit une école à Cléden-Cap-Sizun, enseignant à son domicile du village de Kergaradec, en vertu de la loi du 5 nivôse an II (25 décembre 1793) qui rendait l'école primaire obligatoire et gratuite.
« Dans ce canton [celui de Cléden], l'esprit d'incivisme et de révolte se manifeste de jour en jour de la part des paroissiens de Plogoff et d'une partie de ceux de Cléden » écrit un membre du directoire du district de Pont-Croix ; des prêtres réfractaires se cachèrent dans une grotte près de la Pointe du Raz ; on leur y descendait à manger par un trou connu des paroissiens. « Ces deux paroisses [Plogoff et Cléden] manifestent la résistance la plus ouverte à l'exécution des décrets de la Convention nationale [concernant les réquisitions] » écrit le même responsable du district de Pont-Croix le 21 octobre 1793.
La levée en masse provoqua de nombreuses désertions à Cléden ; le 1er novembre 1793, 300 soldats, accompagnés d'un canon, arrivèrent à Plogoff et capturèrent 21 déserteurs. Le 30 octobre 1796, 50 soldats sont à nouveau à Plogoff et Cléden pour y faire la chasse aux déserteurs (70 déserteurs environ à Cléden) et procéder à des réquisitions.
L'agent national du district de Pont-Croix écrit : « Il existe des indics d'une mine de charbon de terre dans la commune de Cléden. Le directeur de la mine de Poullaouën [Schrœber] est venu il y a quelque temps en faire la visite. Il m'a témoigné qu'il trouvait cette exploitation susceptible d'être reprise ».

### LeXIXesiècle
Le 24 octobre 1818 les époux Le Cohennec, de Cléden-Cap-Sizun, furent condamnés à mort pour parricide par la Cour d'assises du Finistère ; le mari fut exécuté peu après à Quimper ; l'épouse eut un "répit" de 9 semaines jusqu'à son accouchement avant d'être conduite à son tour à l'échafaud. Ils avaient été jugés sans disposer d'un avocat.
Une circulaire du Préfet du Finistère en date du 19 novembre 1822 indique que « le navire La Fanny ayant fait naufrage en vue de la commune de Plogoff, des habitants de Primelin et de Cléden-Cap pillèrent les naufragés, se portèrent sur eux à des voies de fait et s'emparèrent violemment des objets échoués ».
Cléden-Cap-Sizun était la commune la plus peuplée du Cap-Sizun au XIXe siècle, ayant 2 099 habitants en 1836 et 2 682 en 1886. L'épidémie de choléra de 1834 fit 11 morts dans la commune.

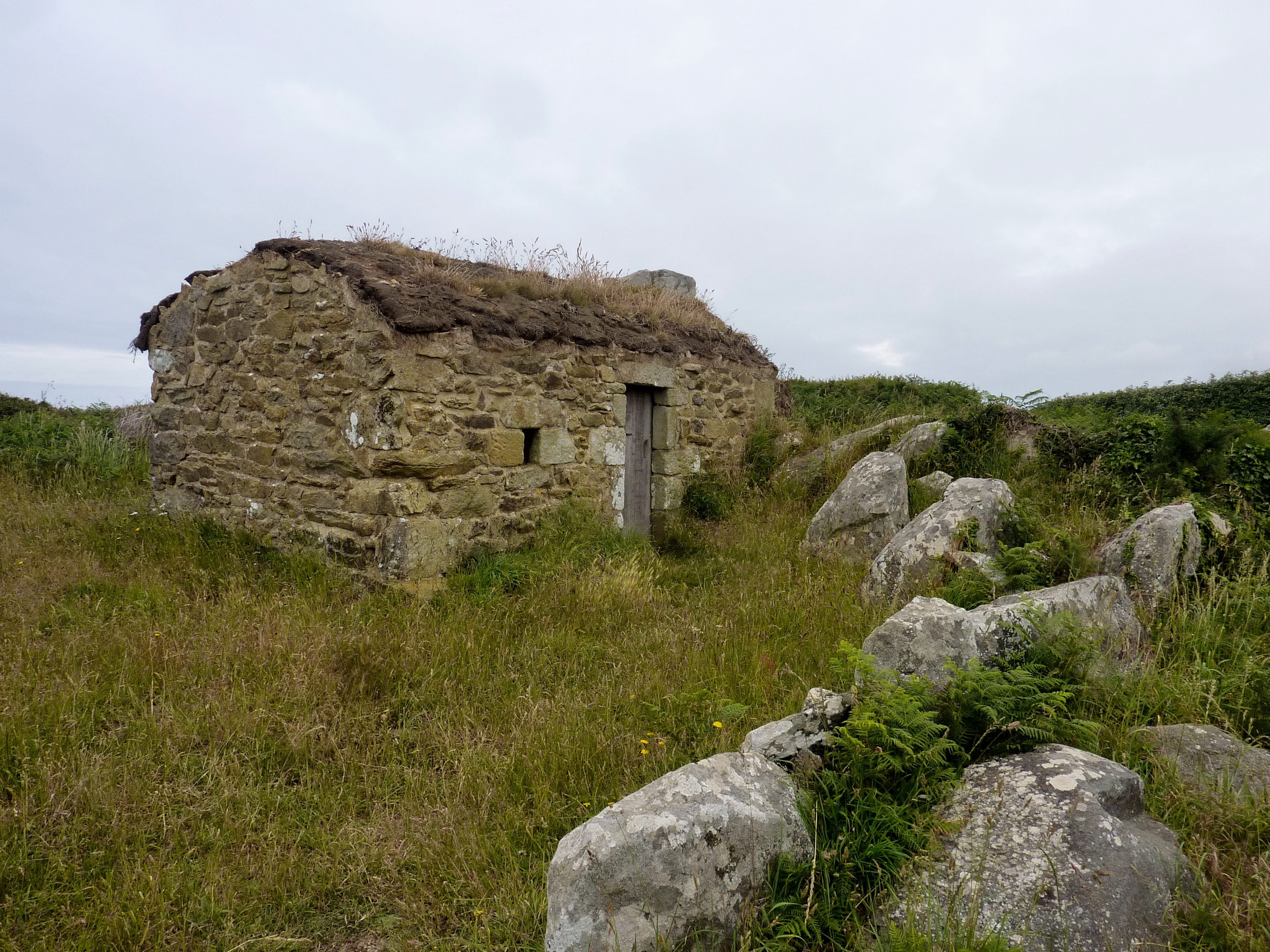
Habitat rural traditionnel (désormais abandonné) à Cléden-Cap-Sizun.

A. Marteville et P. Varin, continuateurs d'Ogée décrivent ainsi Cléden-Cap-Sizun en 1845 :

« Cléden-Cap-Sizun, commune formée de l'ancienne paroisse de ce nom, aujourd'hui succursale. (...) Principaux villages : Trouguer, Kerbisquérien, Téolon, Kerharo, Lannuec, Brézoulou, Kergaradec, Kertenguy. Objets remarquables : Chapelles Saint-They, Saint-Tuggdual, Saint-Trémeur, Langroas ; l'étang de Kerloc'h. Superficie totale : 1 898 hectares, dont (...) terres labourables 1 152 ha, prés et pâturages 119 ha, bois 7 ha, vergers et jardins 8 ha, landes et incultes 520 ha (...). Moulins : 7 (de Kerléodin, de Kernot, de Kerazan, à vent). L'église de Cléden-Cap-Sizun est peut-être unique en Bretagne pour ses sculptures en carton-pierre qu'elle a récemment fait exécuter par la maison Romagnési de Paris. Les quatre chapelles dont nous donnons les noms plus haut ont chacune leur pardon d'un jour ; mais ces pardons ne sont pas très fréquentés. Toute la côte de Cléden est remarquable par son aspect grandiose. Les rochers, où la mer déferle et mugit sans cesse, sont fameux par plus d'un naufrage. (...) Quoique l'engrais de mer soit facile à se procurer, l'agriculture n'est pas très florissante ; cet engrais se tire des grèves de Plogoff et de Primelin ; on le paie 4 francs la charretée. Un assez grand nombre d'habitants vont à Douarnenez s'employer à la pêche à la sardine. On fait des élèves de bêtes à cornes, que l'on vend aux foires de Pontcroix ; les chevaux sont vendus, au contraire, aux foires de la Trinité. (...). Géologie : constitution granitique. On parle le breton. »

Selon le journal Le Constitutionnel, Madame Marteville, mère de vingt-trois enfants, est morte à Cléden-Cap-Sizun en 1846 à l'âge de 103 ans.
Selon une enquête datant de 1856 « la statue de la Sainte Vierge est exposée dans presque toutes les maisons à côté de la table à manger dans une niche pratiquée dans la cloison et souvent fermée par une porte vitrée. L'usage est de lui adresser une courte prière après chaque repas, usage immémorial ».
Pierre Maël décrit ainsi les habitants de Cléden et des communes avoisinantes, et la recherche des épaves dans le cadre du droit de bris, dans un roman publié en 1891 : 

« Toute la population du Cap, de Plogoff à Cléden, se ruait (...), prête à se partager le butin. Les épaves, on allait les arracher à la mer. Celle-ci, en jetant le navire à la côte, n'avait-elle pas consacré le droit des riverains? (...) Les marins de Lescoff, de Plogoff, de Cléden, de Goulien fournissent à l'État nos meilleurs gabiers, nos plus intrépides matelots. La rude vie de leurs foyers se sustente avec la soupe aux poissons quotidienne, soupe assaisonnée de gros sel, et les aubaines de la tourmente leur apporte, non l'habitude, mais la pratique intermittente des ivresses sans pareilles. »

Les drames de la mer étaient alors fréquents : le journal La Presse relate par exemple le naufrage dans les parages de Cléden-Cap-Sizun d'une chaloupe de pêche, l'Étoile-du-Nord, revenant de la pêche aux homards, qui fit 3 morts et un rescapé en septembre 1893.
La culture du lin principalement, et à un degré moindre du chanvre, était importante au XIXe siècle et déjà les siècles précédents (au XVIIIe siècle, tous les inventaires après décès comprennent des outils liés à ces plantes) ; en 1846 la commune comptait 6 tisserands, mais vivant quasiment en autarcie, la plupart des habitants fabriquaient eux-mêmes leurs vêtements ; le lin et le chanvre servaient aussi à fabriquer les voiles des bateaux, les bouts et les cordes, ainsi que l'étoupe et la filasse. Des traces de ces cultures subsistent dans la toponymie locale, notamment dans le nom de certaines parcelles : liorz lin, poullou lin, park pors ar lin, etc..

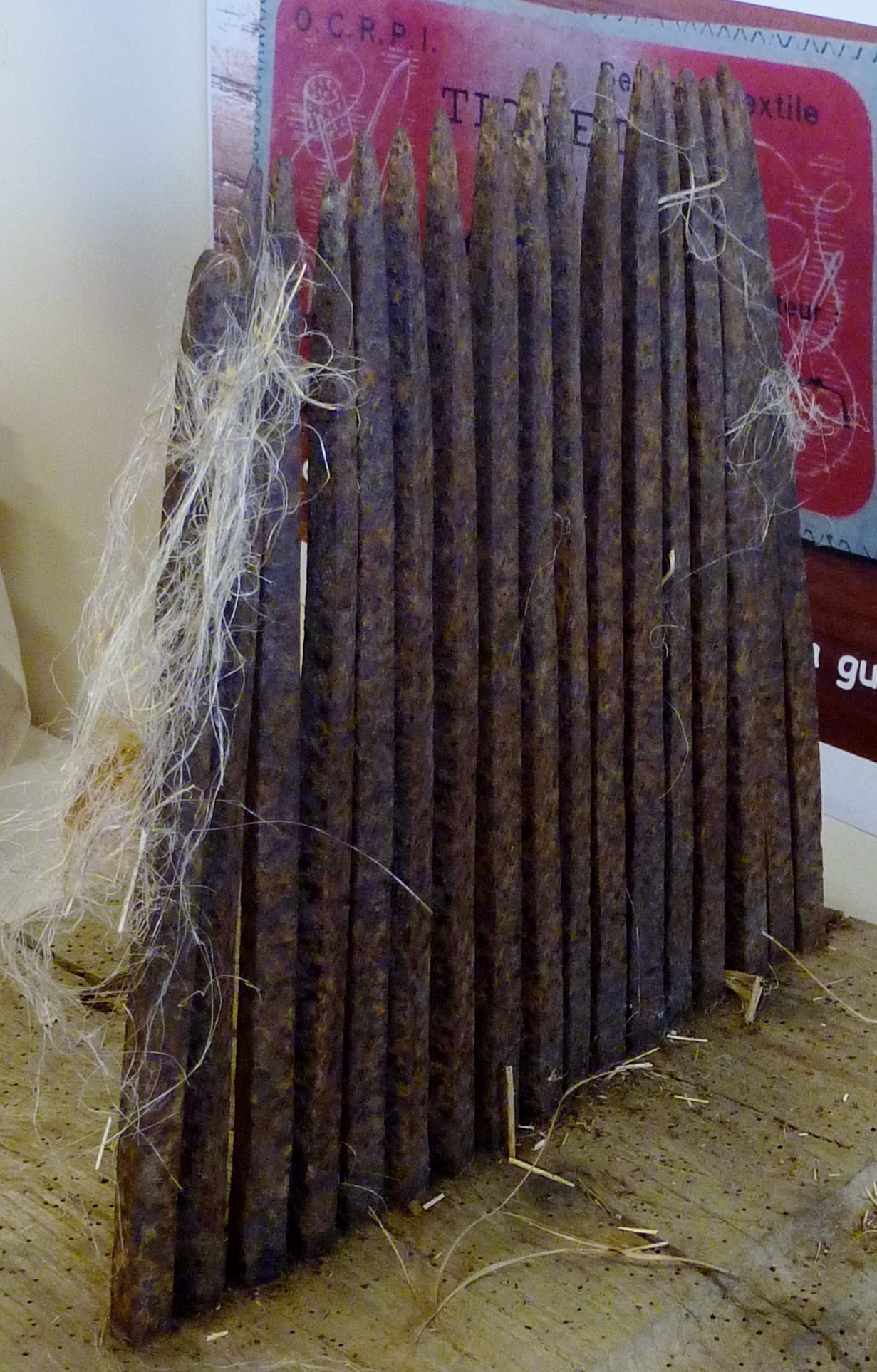
Peigne à égrener le lin (exposé au moulin de Trouguer).
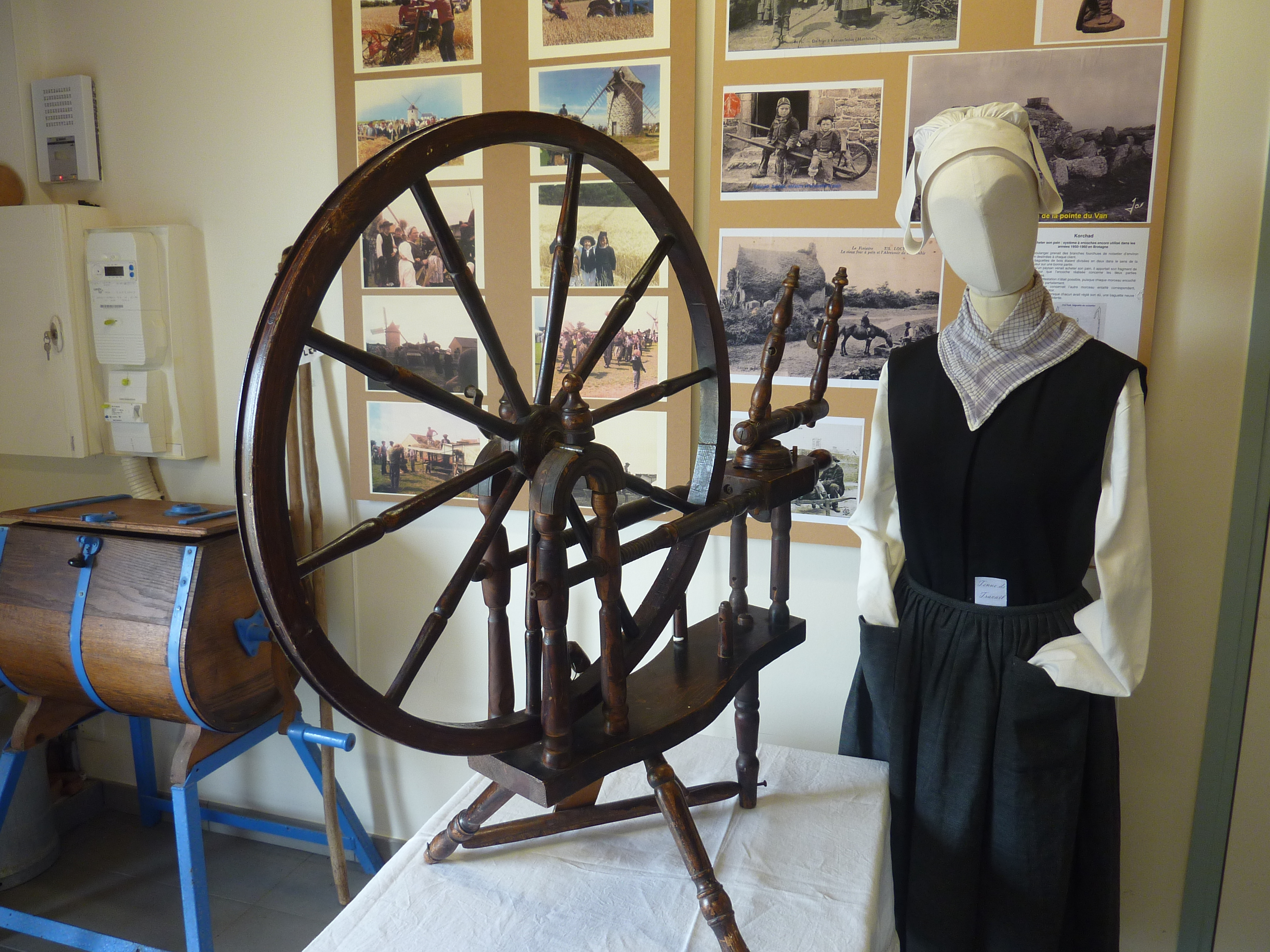
Rouet à lin (exposé au moulin de Trouguer).

### Les moulins du Cap-Sizun
Hyacinthe Le Carguet a décrit les braou du Cap-Sizun : « À mon arrivée à Audierne en 1880,  je trouvais dans presque chaque village des galets ovoïdes très durs, percés d'un godet sur une face, parfois sur les deux côtés. À ma première demande, on me répondit que c'était des men-braou ou millinou-braou, armatures des anciens moulins à bras. Ces moulins n'existaient plus : ils avaient été remplacés, de longue date, par les petits moulins à vent, si nombreux sur les collines du Cap ». En 1875, la commune comptait un moulin à eau et 14 moulins à vent (dont ceux de Kerléo, de Kergalédan, du Roz, de Lannuet, etc.).

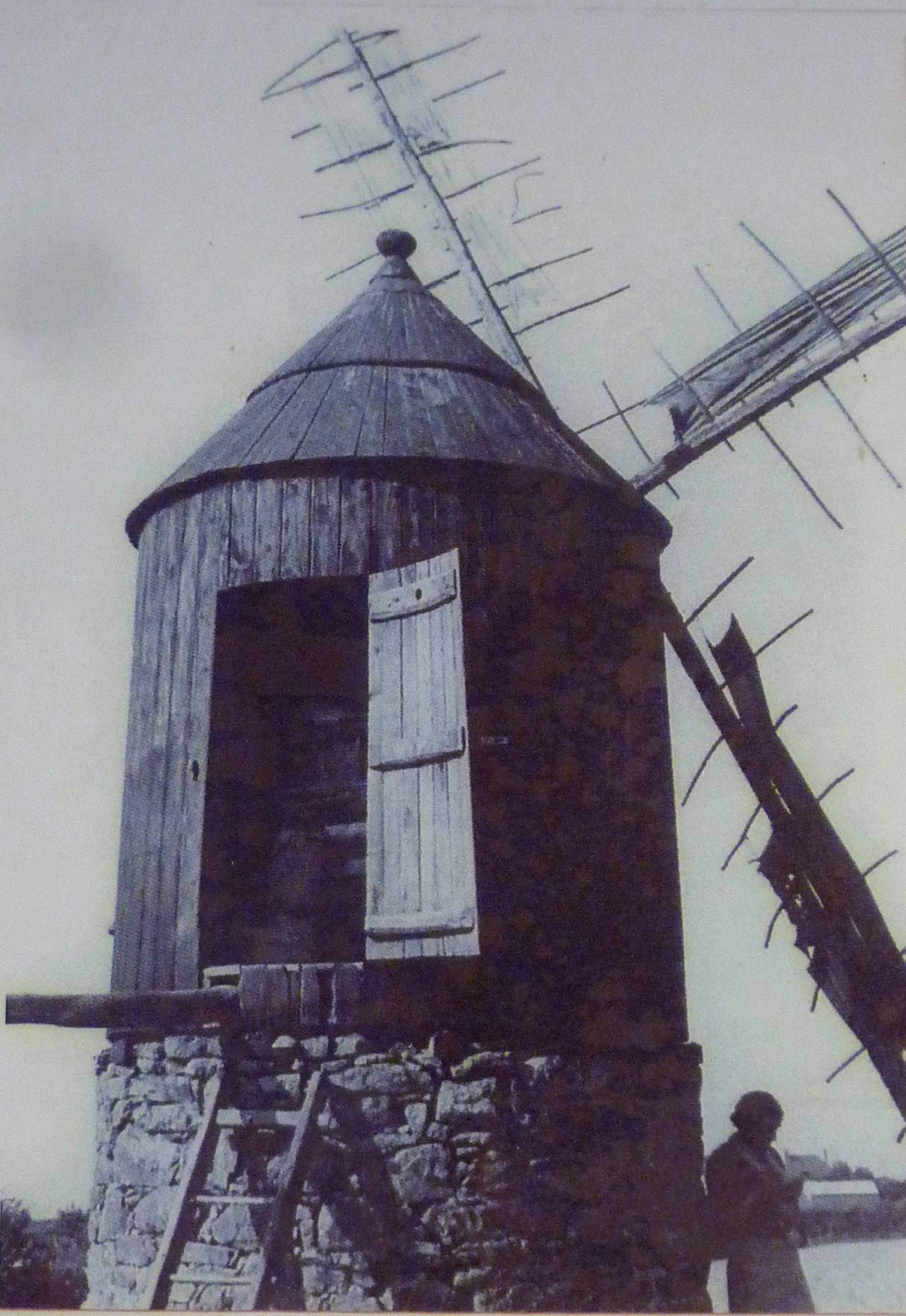
L'ancien moulin Guézennec à Théolen photographié en 1938.
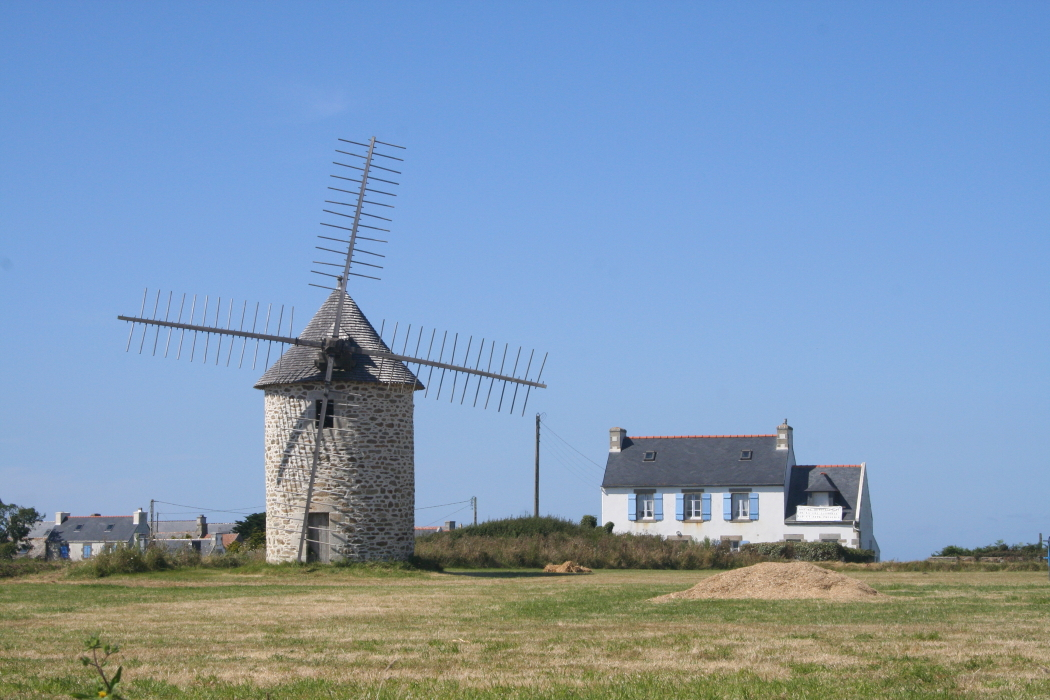
Le moulin à vent (moulin-tour) de Trouguer : vue extérieure d'ensemble.
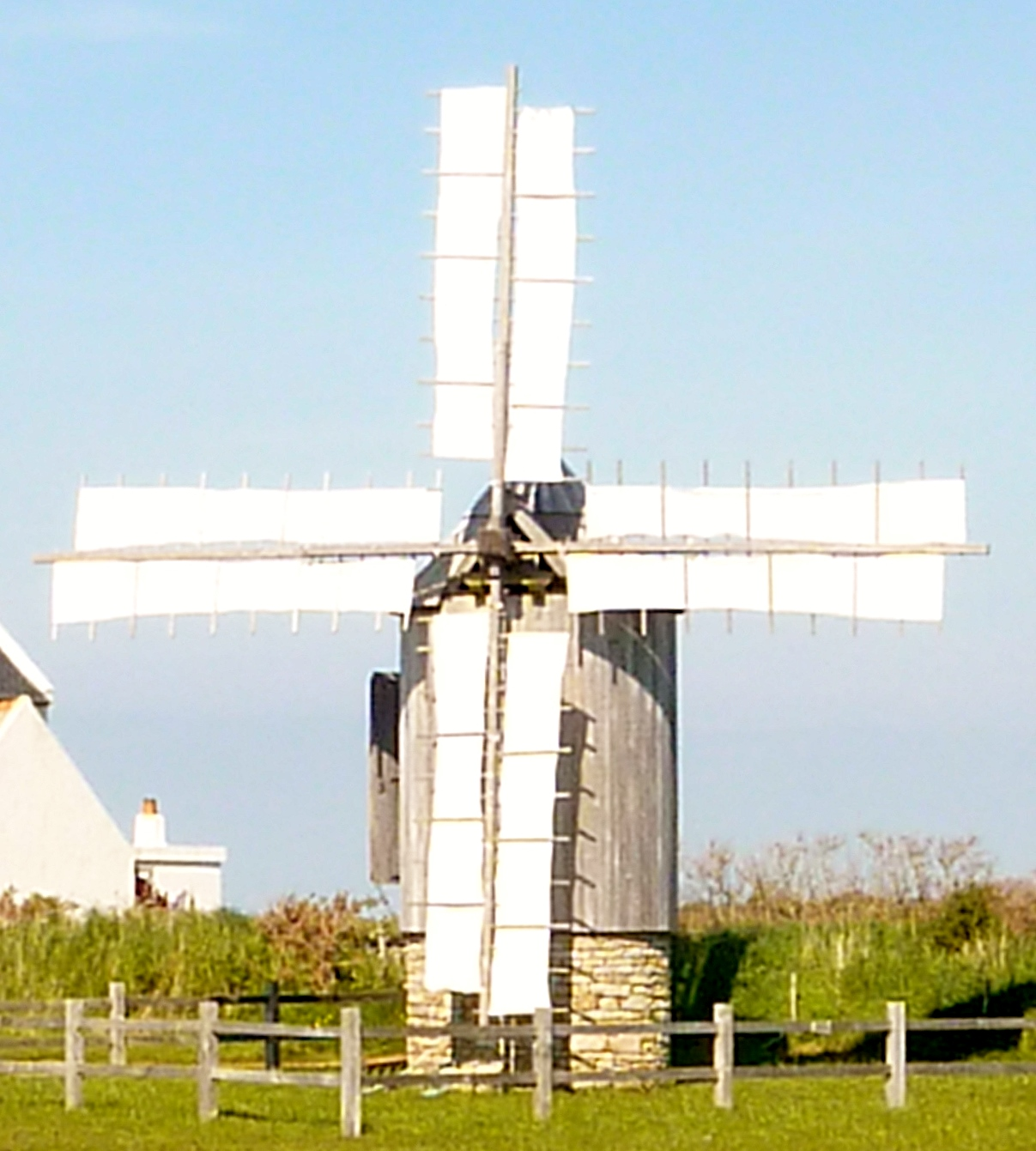
Le moulin-pivot, dit aussi moulin-chandelier, de Trouguer.
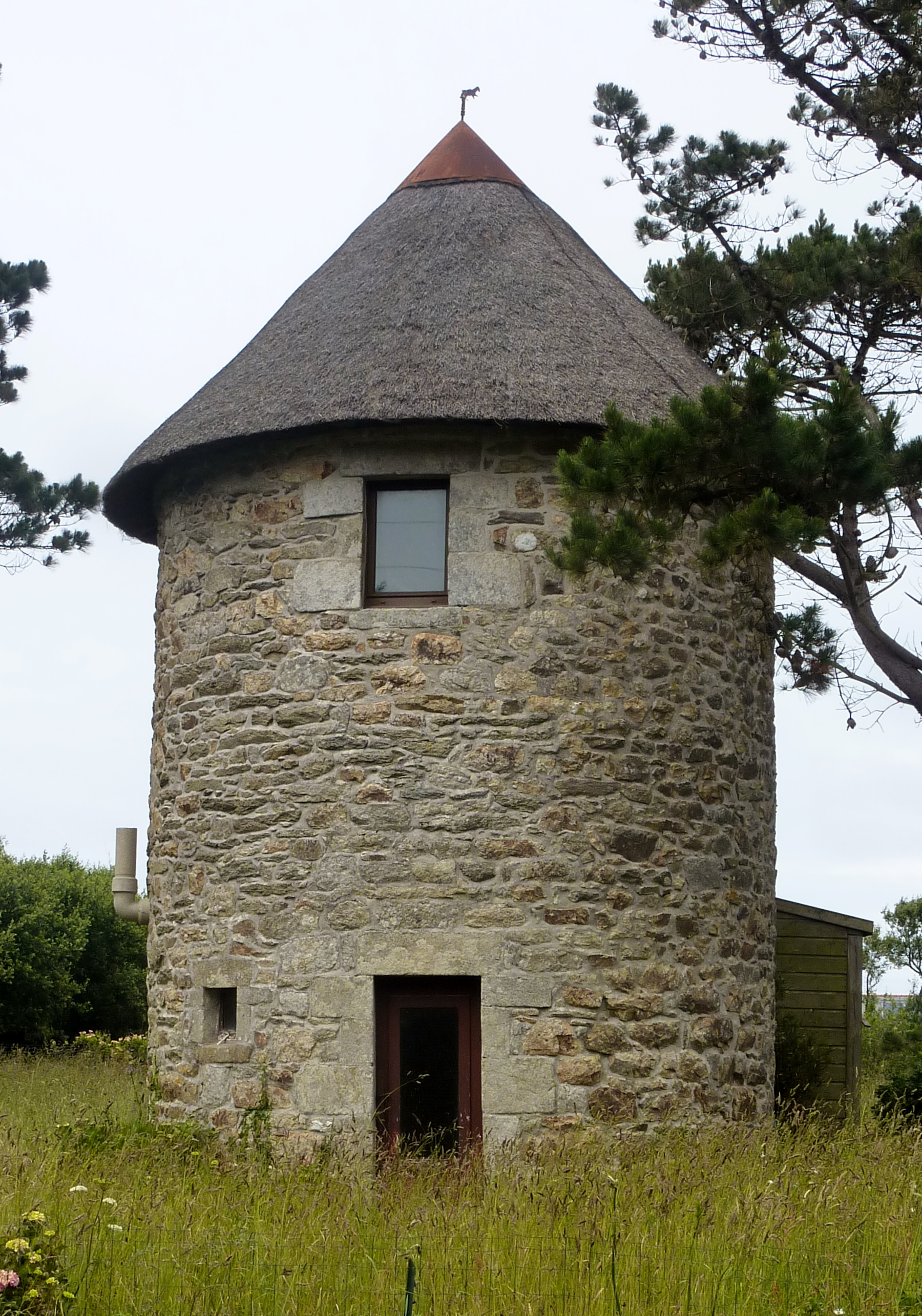
Meil Guernaod (ancien moulin à vent non restauré).

### LeXXesiècle

#### La Belle Époque
Clet-Yves Guézennec, de Cléden-Cap-Sizun, fut l'un des trente marins français qui participa à la défense de la cathédrale de Pé-Tang lors du siège de celle-ci entre le 14 juin et le 16 août 1900 pendant la révolte des Boxers. Jean-Yves Le Moigne, marin, participa lui aussi à l'expédition de Chine en 1900 et 1901 ; il reçut notamment la médaille commémorative de l'expédition de Chine (1901).
Le 20 janvier 1901 le vicomte Alain Le Gualès de Mézaubran demanda « la concession de mines de houille, schistes bitumineux, anthracite, lignite ou pétrole » qui pourraient se trouver sur les communes de Cléden-Cap-Sizun, Plogoff, Primelin, Esquibien, Audierne, Plouhinec, Pont-Croix et Goulien.
Le nombre des inscrits maritimes est en 1903 de 750 à Cléden-Cap-Sizun pour une population totale qui est alors de 2 746 habitants. La persistance de la pratique du droit de bris valut en 1909 à deux marins de la commune d'être condamnés par le tribunal correctionnel de Quimper à de la prison avec sursis.
En réponse à une enquête épiscopale organisée en 1902 par Mgr Dubillard, évêque de Quimper et de Léon en raison de la politique alors menée par le gouvernement d'Émile Combes contre l'utilisation du breton par les membres du clergé, le recteur de Cléden-Cap-Sizun, l'abbé Malgorn, écrit que les enfants « sont tous incapables d'apprendre un autre catéchisme que le catéchisme breton ; les plus instruits ne sont pas capables, à 10 ans, de comprendre toute une phrase française » ; deux exceptions seulement sont citées par le recteur : « la fille d'un douanier et un garçon étranger [à la paroisse] qui est momentanément en pension à l'école communale ».
La réouverture illégale de l'école privée tenue par une religieuse entraîna la condamnation de cette dernière par le tribunal de Châteaulin en décembre 1902. En juillet 1903, le traitement du recteur de la paroisse, Malgorn, est suspendu pour « emploi abusif du breton ». Selon le préfet du Finistère  « la population de Cléden-Cap-Sizun sait le français » ; il ajoute que c'est  « l'une des plus instruites de la région, c'est une pépinière d'instituteurs et de séminaristes 
». Les tensions religieuses dans la commune entraînent aussi le saccage de l'école publique et l'agression de l'institutrice en janvier 1904.
En 1904, le conseil de préfecture de Quimper annula l'élection des 21 conseillers municipaux de Cléden-Cap-Sizun pour ingérence du clergé : « le clergé exerce trop souvent, dans les affaires complètement étrangères au culte, une autorité qui ne saurait être attachée qu'aux fonctions proprement sacerdotales ».
En 1904 puis en 1907 les habitants du hameau de Saint-They réclament, auprès de la municipalité, une école de hameau car de nombreux enfants doivent parcourir au moins cinq kilomètres matin et soir.
Le conseil municipal ne donne aucune suite à cette réclamation.
Le 3 mars 1906 eut lieu l'inventaire des biens d'église à Cléden-Cap-Sizun. Le journal L'Ouest-Éclair décrit les événements : « L'inventaire avait lieu samedi dernier. Au presbytère, procès-verbal de carence. À l'église, le curé refusa d'ouvrir la porte et l'agent du gouvernement tourna les talons. (...) Tout le monde crie : "À bas Le Bail ! Vive la liberté !". Après, le recteur remercie les paroissiens et le chant du Credo a éclaté formidable et impressionnant ».
Un décret du 13 mars 1917 autorise la création à Cléden-Cap-Sizun d'un bureau de bienfaisance dont la dotation est constituée par les biens ayant appartenu à la fabrique de l'église, qui avaient été placés sous séquestre quelques années avant à la suite de la loi de séparation des Églises et de l'État de 1905.

#### La Première Guerre mondiale

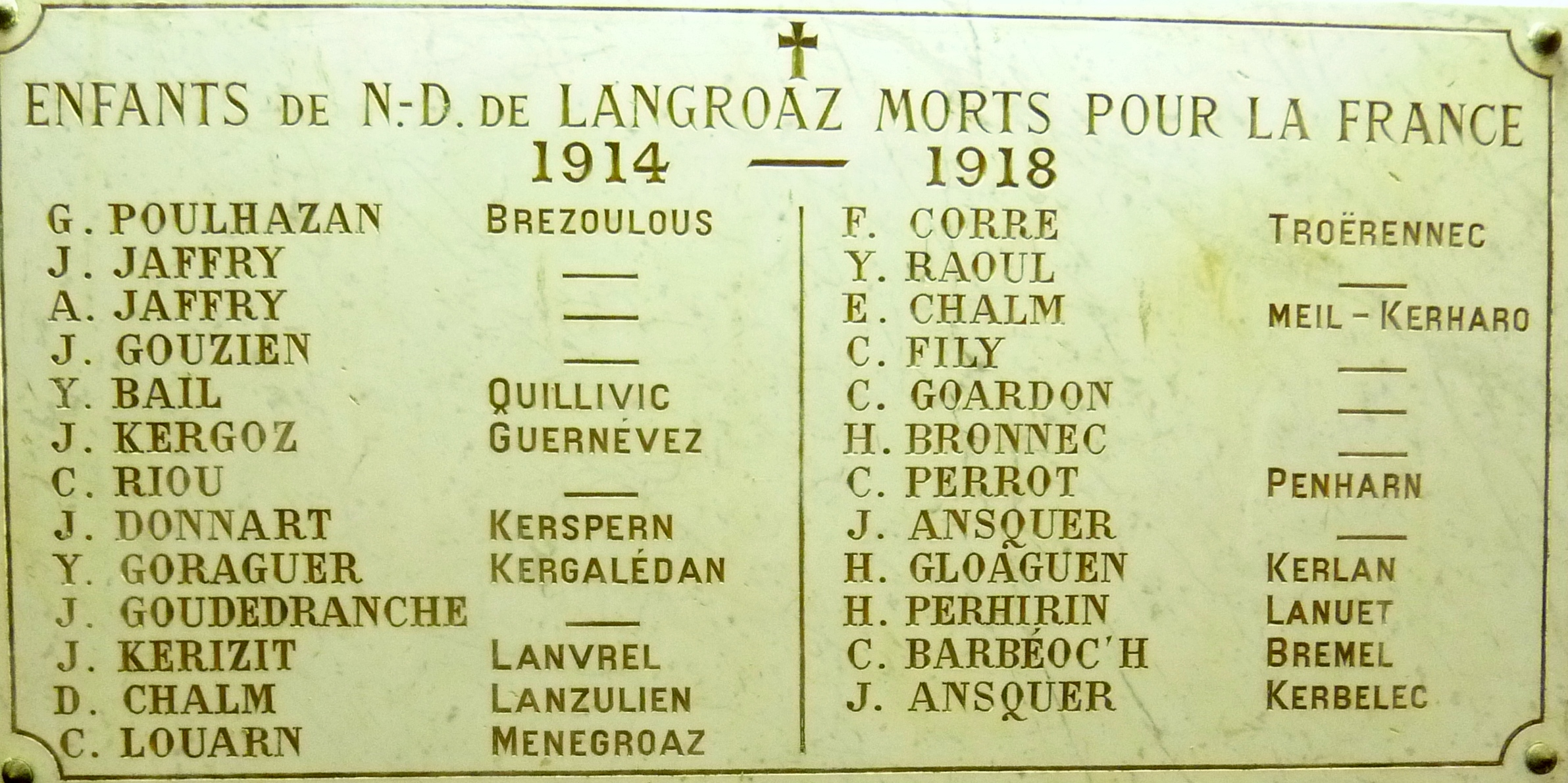
Plaque commémorative des morts pour la France pendant la Première Guerre mondiale dans la chapelle Notre-Dame-de-Langroas.

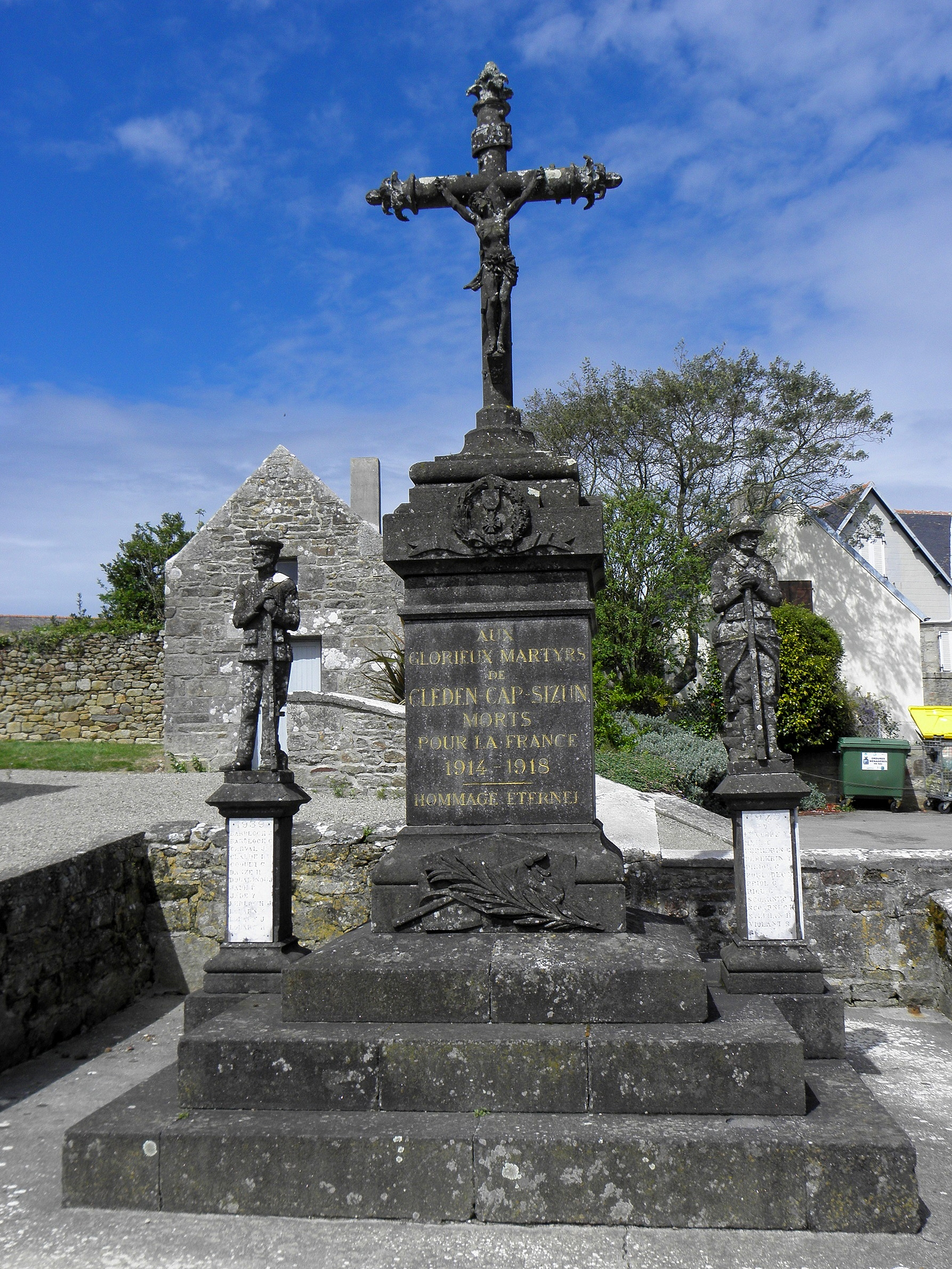
Le monument aux morts de Cléden-Cap-Sizun.

Le monument aux morts de Cléden-Cap-Sizun porte les noms de 96 soldats et marins morts pour la France pendant la Première Guerre mondiale ; parmi eux 5 au moins sont des marins disparus en mer ; 7 au moins sont morts en Belgique ; 1 (Noël Boin) en Serbie et 2 (Hervé Bronnec et Michel Chalm) en Grèce dans le cadre de l'Expédition de Salonique ; 1 (Yves Goudebranche à Achi-Baba (Turquie) lors de l'expédition des Dardanelles ; 1 en Algérie (Jean Berriet) ; 1 (Emmanuel Betrom) alors qu'il était prisonnier en Allemagne ; la plupart des autres sont morts sur le sol français : plusieurs d'entre eux ont été décorés de la Médaille militaire et de la Croix de guerre, par exemple Jean Ansquer, Clet Briant, Jean Donnart, René Louarn, Benoît Normant, Clet Poulhazan, d'autres l'ayant été de l'une ou l'autre de ces deux décorations.

#### L'Entre-deux-guerres
La construction d'une école des filles est entreprise à Cléden-Cap-Sizun en 1922.
Cléden-Cap-Sizun est ainsi décrit par un lecteur du journal L'Ouest-Éclair en 1922 : « Pays merveilleux ! Parallèlement à la pointe du Raz se prolonge la pointe du Van, presque inconnue du touriste pour la bonne raison qu'il n'y a ni routes ni hôtels. Le paysage y est infiniment grandiose. C'est bien plus beau que la pointe du Raz. Hélas ! Le bourg de Cléden est infesté d'eaux noires et puantes ; pour accéder à l'église, il faut braver l'odeur d'un torrent pestilentiel. Hygiène !  Hygiène, tu n'es qu'un vain mot à Cléden-Cap-Sizun ! »
Le chavirage du canot de pêche Petit-Jean le 15 mai 1939 près de la pointe de Brézellec fit deux morts et un rescapé.

#### La Seconde Guerre mondiale
Le monument aux morts de Cléden-Cap-Sizun porte les noms de 25 personnes mortes pour la France pendant la Seconde Guerre mondiale ; parmi elles 7 au moins sont des marins disparus en mer (par exemple Clet Meil et Clet Piriou, morts lors du naufrage du Bretagne attaqué par les Anglais à Mers el-Kébir le 3 juillet 1940 ; Louis Louarn, disparu en mer lors du naufrage du Meknès le 24 juillet 1940 au large de Dieppe ; Yves Scoarnec, disparu en mer le 23 février 1945 lors du naufrage du torpilleur La Combattante ; etc.) ; Yves Clet, mort des suites de ses blessures lors du bombardement d'Hanoï (Tonkin) par l'aviation américaine le 10 décembre 1943; Yves Le Corre est mort de maladie à Shanghai (Chine) ; Jean Kerloch est mort en déportation le 2 février 1945 à Hambourg (Allemagne) et Yves Jade, qui faisait partie des Forces françaises libres a été tué le 11 juin 1942 lors de la Bataille de Bir Hakeim (Libye) ; Yves Perherin, âgé de seulement 19 ans, résistant, fut tué après avoir été torturé à Quimperlé le 30 juin 1944.

#### L'après Seconde Guerre mondiale
Six soldats originaires de Cléden-Cap-Sizun sont morts pendant la Guerre d'Indochine (Albert Appéré, ex-résistant communiste dans la région de Concarneau, Daniel Chalm, Jean Kerisit, Jean Kersalé, Clet Pennamen et Jean Stéphant) et un (P. Mens) pendant la Guerre d'Algérie.

## Politique et administration

### Jumelages
Cléden-Cap-Sizun est jumelée avec la commune irlandaise de Ballydehob.

## Démographie
| 1793  | 1800  | 1806  | 1821  | 1831  | 1836  | 1841  | 1846  | 1851  |
| ----- | ----- | ----- | ----- | ----- | ----- | ----- | ----- | ----- |
| 1 900 | 1 529 | 1 827 | 1 876 | 2 059 | 2 099 | 2 142 | 2 277 | 2 079 |

| 1856  | 1861  | 1866  | 1872  | 1876  | 1881  | 1886  | 1891  | 1896  |
| ----- | ----- | ----- | ----- | ----- | ----- | ----- | ----- | ----- |
| 2 297 | 2 239 | 2 388 | 2 360 | 2 400 | 2 456 | 2 682 | 2 611 | 2 791 |

| 1901  | 1906  | 1911  | 1921  | 1926  | 1931  | 1936  | 1946  | 1954  |
| ----- | ----- | ----- | ----- | ----- | ----- | ----- | ----- | ----- |
| 2 746 | 2 633 | 2 563 | 2 440 | 2 595 | 2 571 | 2 542 | 2 223 | 2 118 |

| 1962  | 1968  | 1975  | 1982  | 1990  | 1999  | 2004 | 2006 | 2009  |
| ----- | ----- | ----- | ----- | ----- | ----- | ---- | ---- | ----- |
| 2 079 | 1 949 | 1 640 | 1 420 | 1 181 | 1 037 | 986  | 972  | 1 003 |

| 2014 | 2019 | 2022 | - | - | - | - | - | - |
| ---- | ---- | ---- | - | - | - | - | - | - |
| 954  | 921  | 912  | - | - | - | - | - | - |

## Culture locale et patrimoine

### Lieux et monuments
- Le moulin de Trouguer proche du site archéologique gallo-romain sur la Pointe du Van.
- L'établissement gallo-romain de Trouguer[80].
- L'église Saint-Clet, au bourg, dédiée à saint Clet. Jusqu'au milieu du XVIIe siècle, elle était sous le patronage de saint Cléden[81].

En novembre 2023 un appel aux dons a été lancé par la Fondation du patrimoine pour la restauration du clocher de l'église Saint-Clet.
- La chapelle Notre-Dame de Langroas, dédiée à "Notre-Dame de Pitié" ou des "Sept Douleurs", construite en 1750, en forme de croix latine ; dans son enclos paroissial se trouve un calvaire datant du XVIIe siècle dû à l'atelier de Roland Doré. À l'intérieur se trouvent une Vierge de pitié en bois du XVIe siècle, un groupe de 5 personnages en bois polychrome du XVIIe siècle, un Ecce homo, une "Annonciation" en bois du XVIIe siècle, ainsi qu'un ex-voto représentant le trois-mâts "Stereden Vor" ("Étoile de la mer")[83].

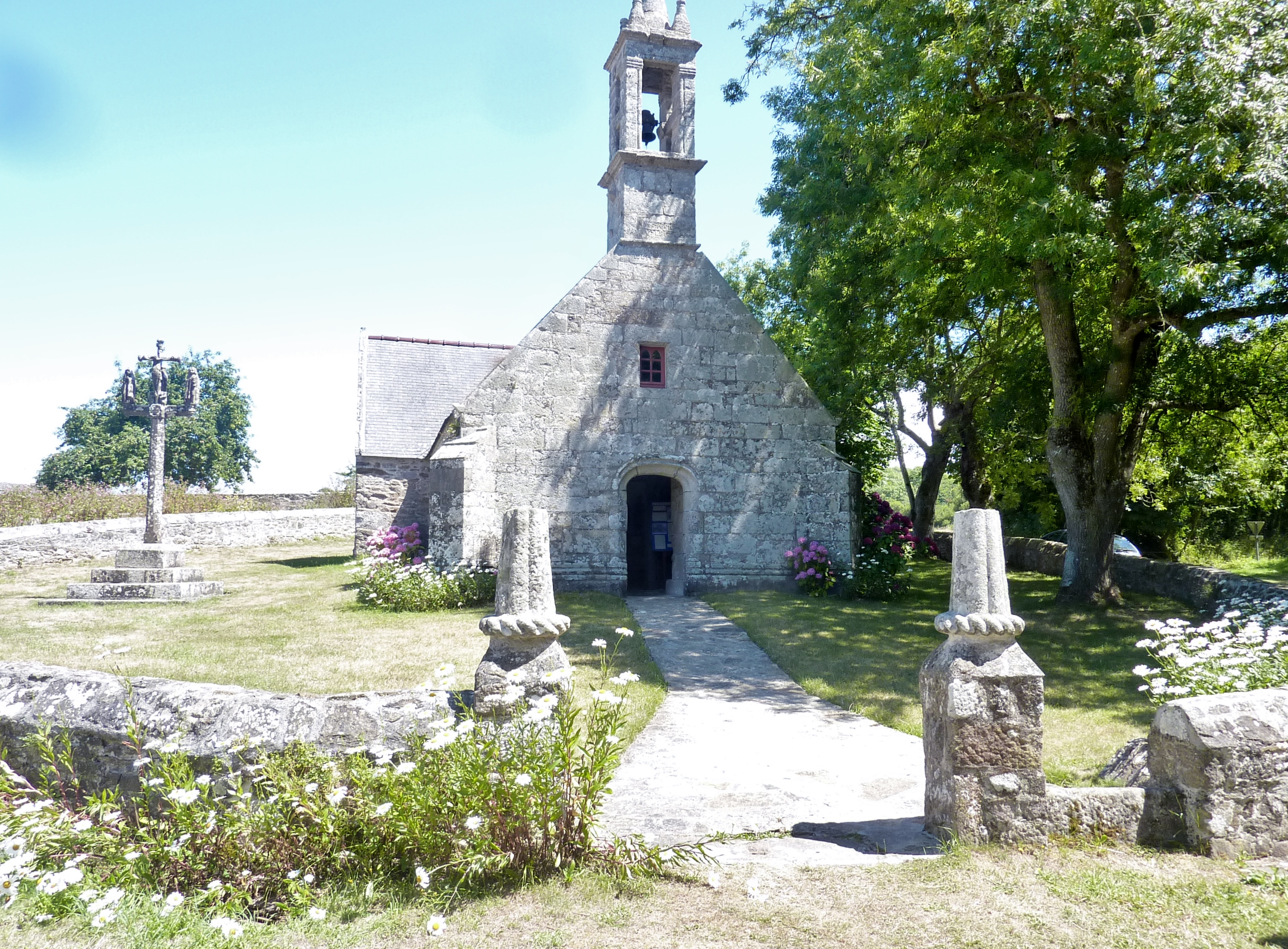
La chapelle Notre-Dame de Langroas, vue extérieure d'ensemble.
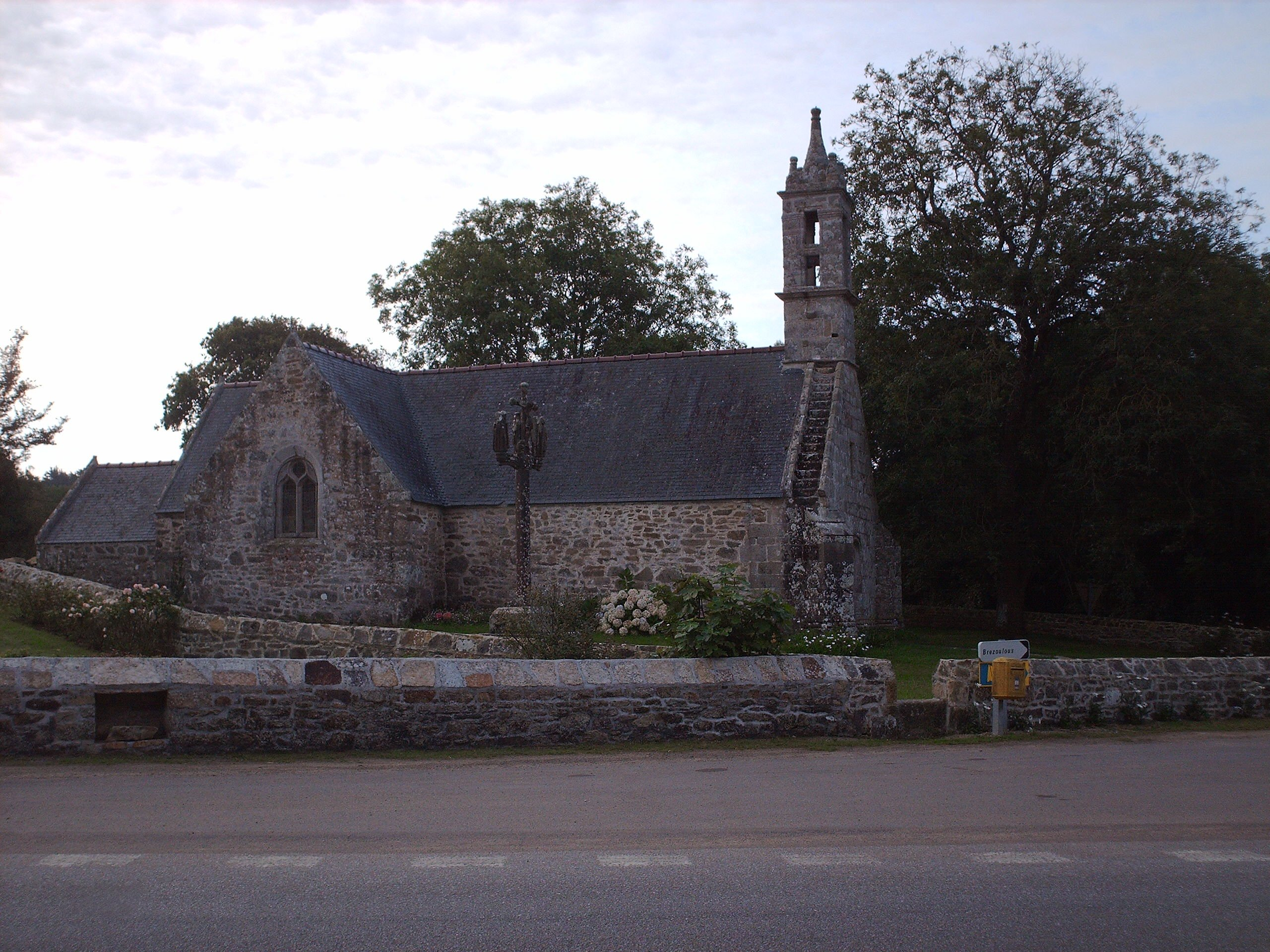
La chapelle Notre-Dame de Langroas.
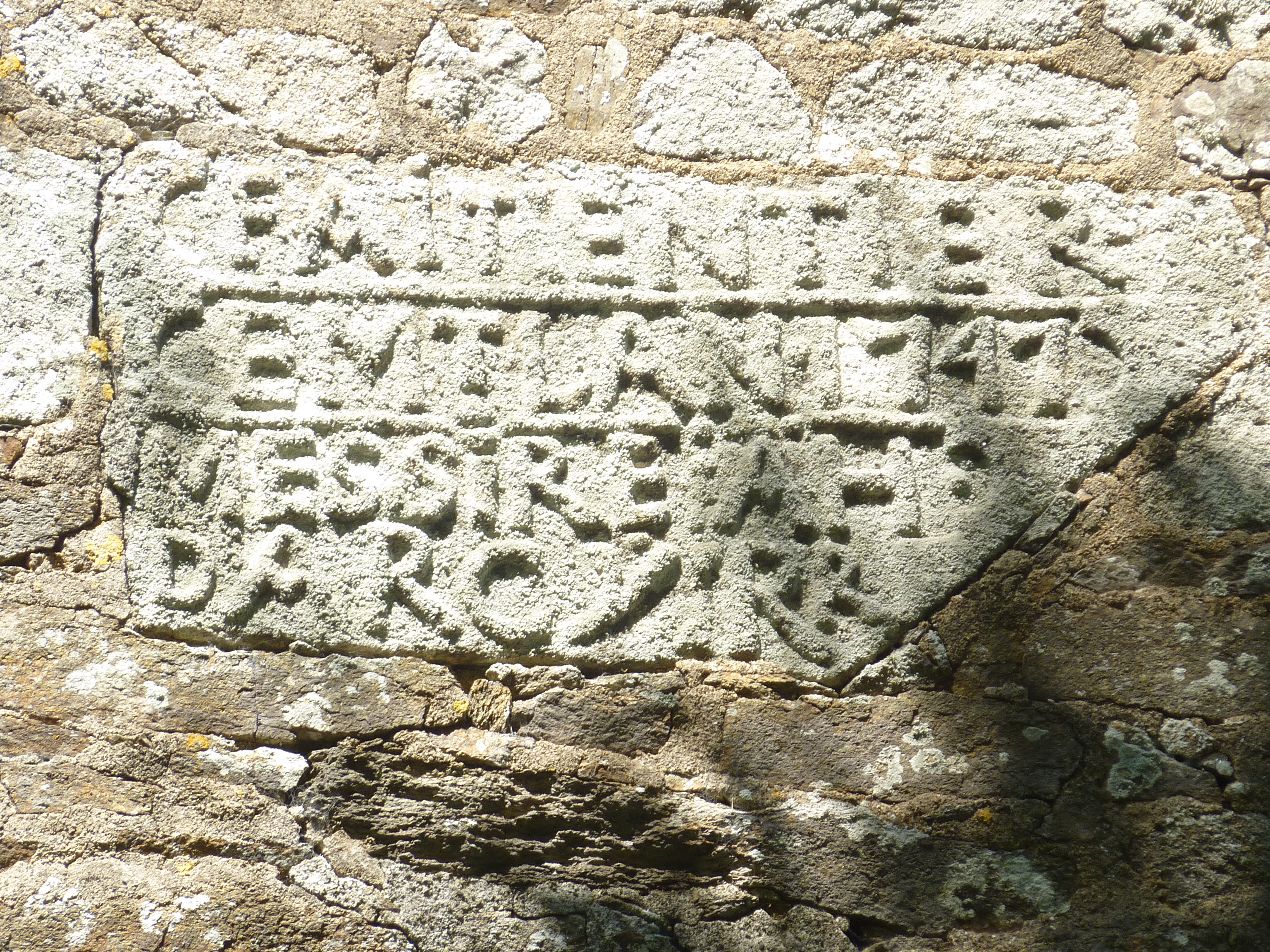
Inscription sur le mur extérieur de la façade sud de la chapelle Notre-Dame de Langroas.
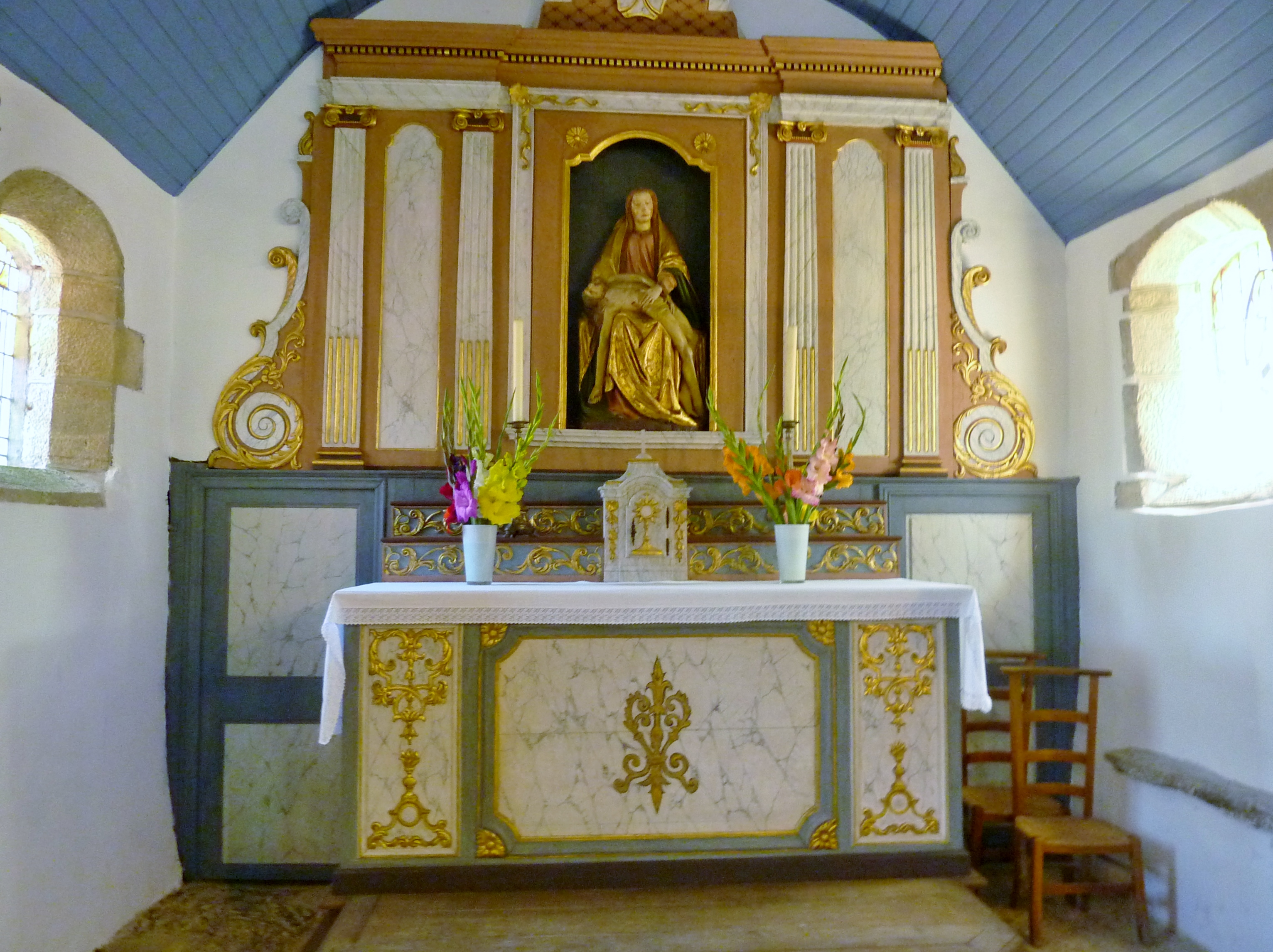
Chapelle Notre-Dame de Langroas : le maître-autel et son retable.
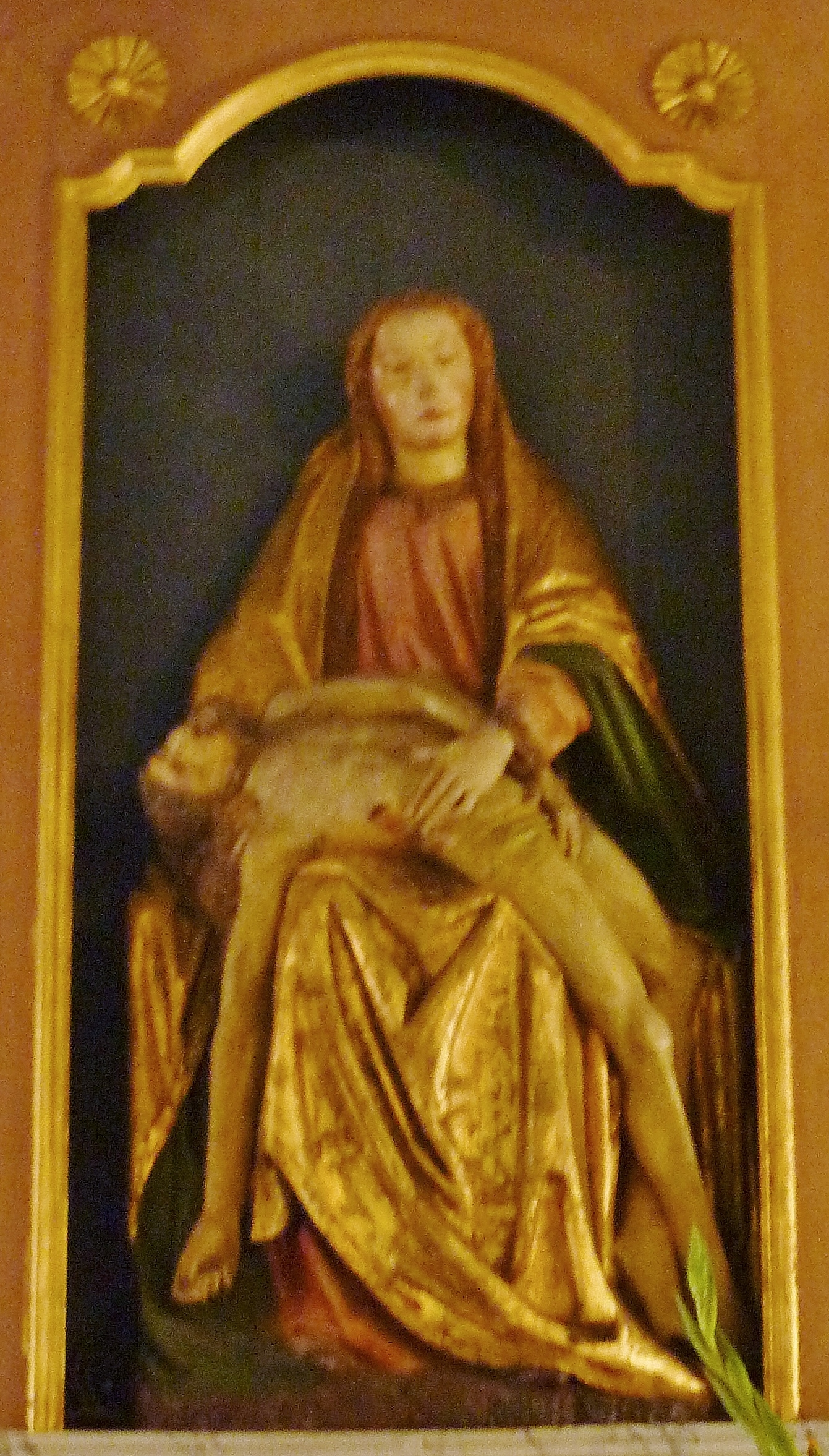
Chapelle Notre-Dame de Langroas : la Vierge de pitié.
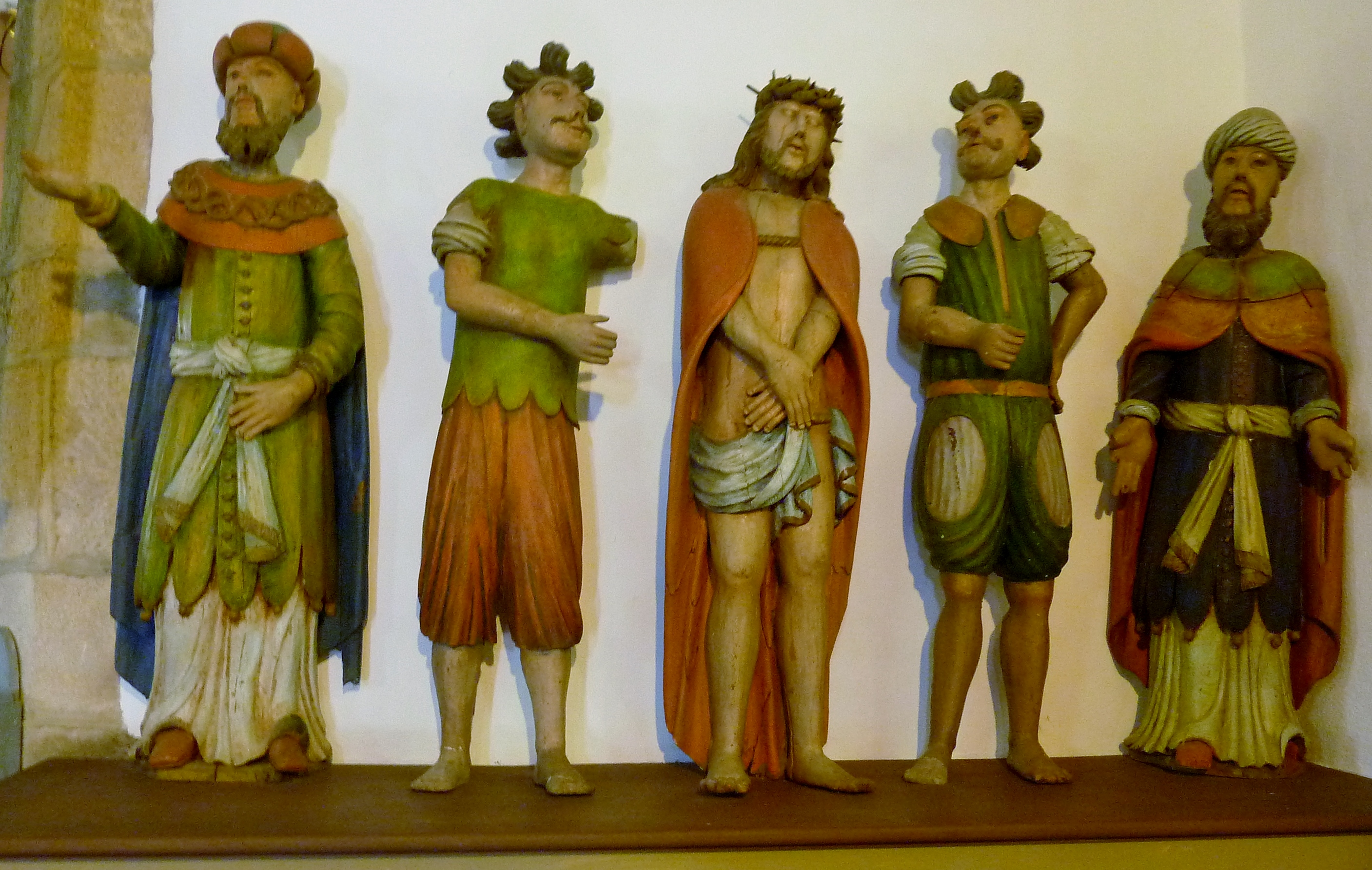
Chapelle Notre-Dame de Langroas : groupe de l'ecce homo.
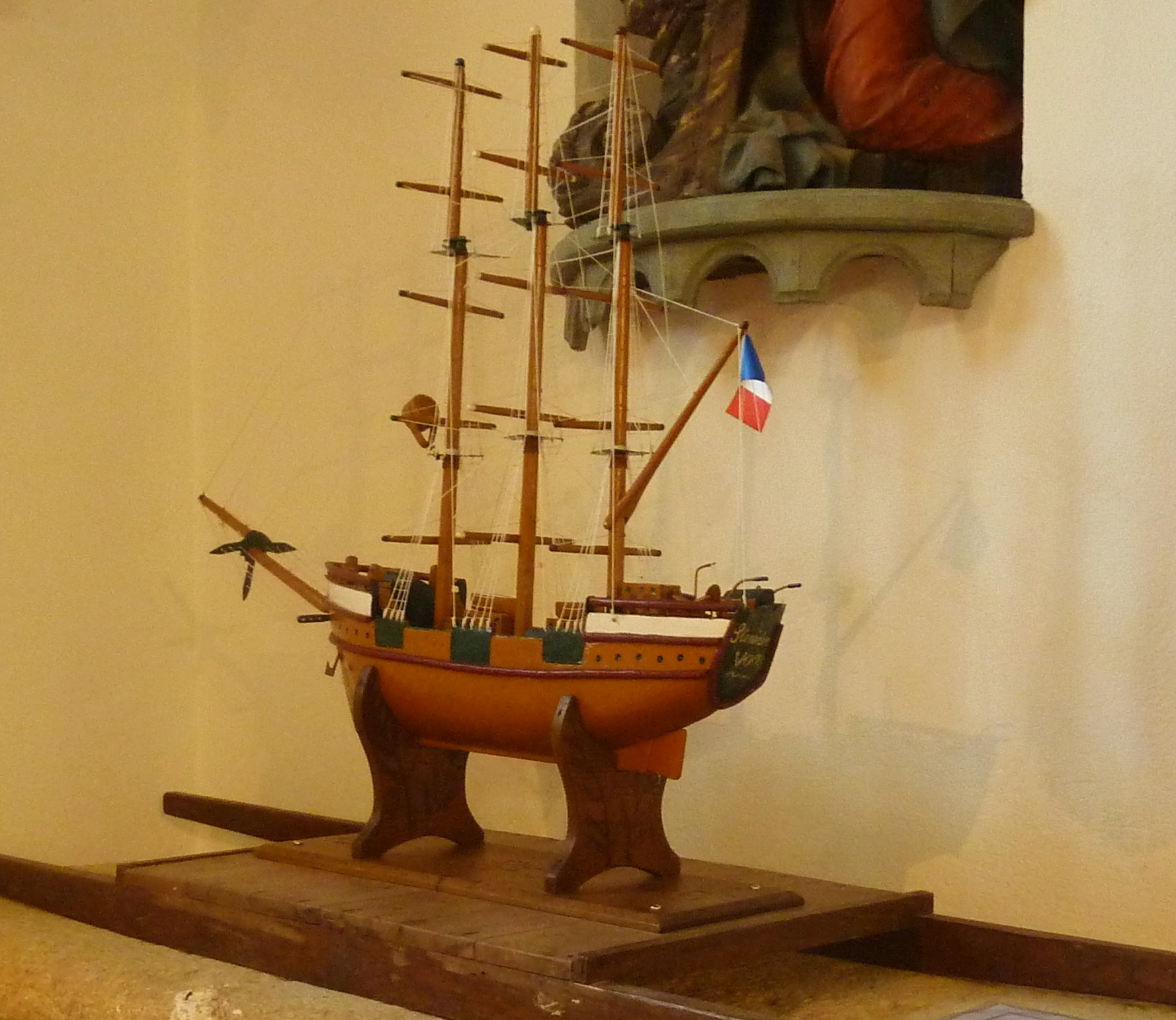
Chapelle Notre-Dame de Langroas : ex-voto du "Stereden Vor" ("Étoile de la mer").

- La chapelle Saint-They, dédiée à saint They, au bord de la falaise dominant la baie des Trépassés. Cet édifice de plan rectangulaire a été entièrement rebâti au XVIIe siècle et restauré au XIXe siècle. Près de la chapelle subsiste une fontaine, refaite en 1680, dédiée à saint They.

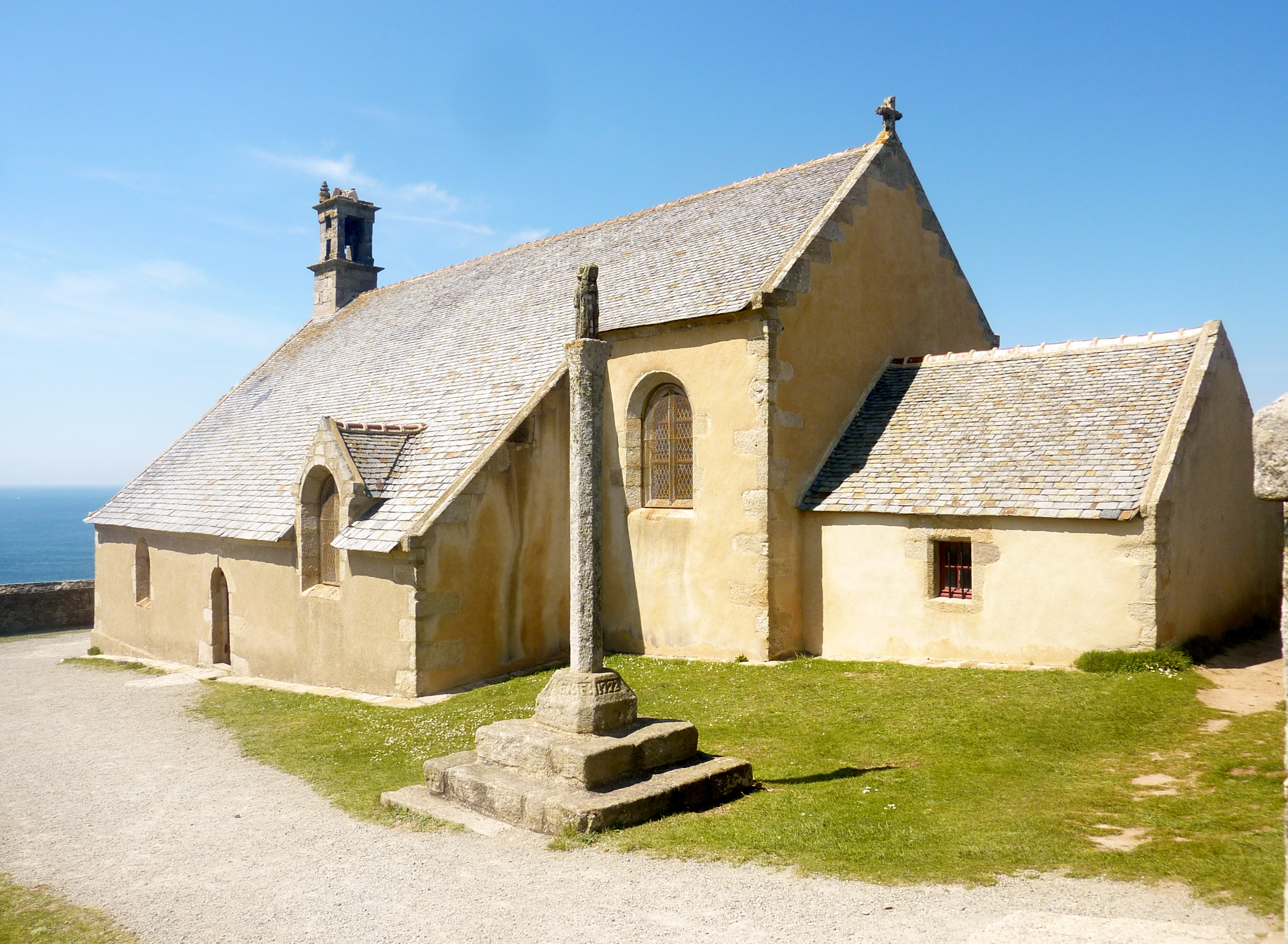
Chapelle Saint-They, vue extérieure d'ensemble.
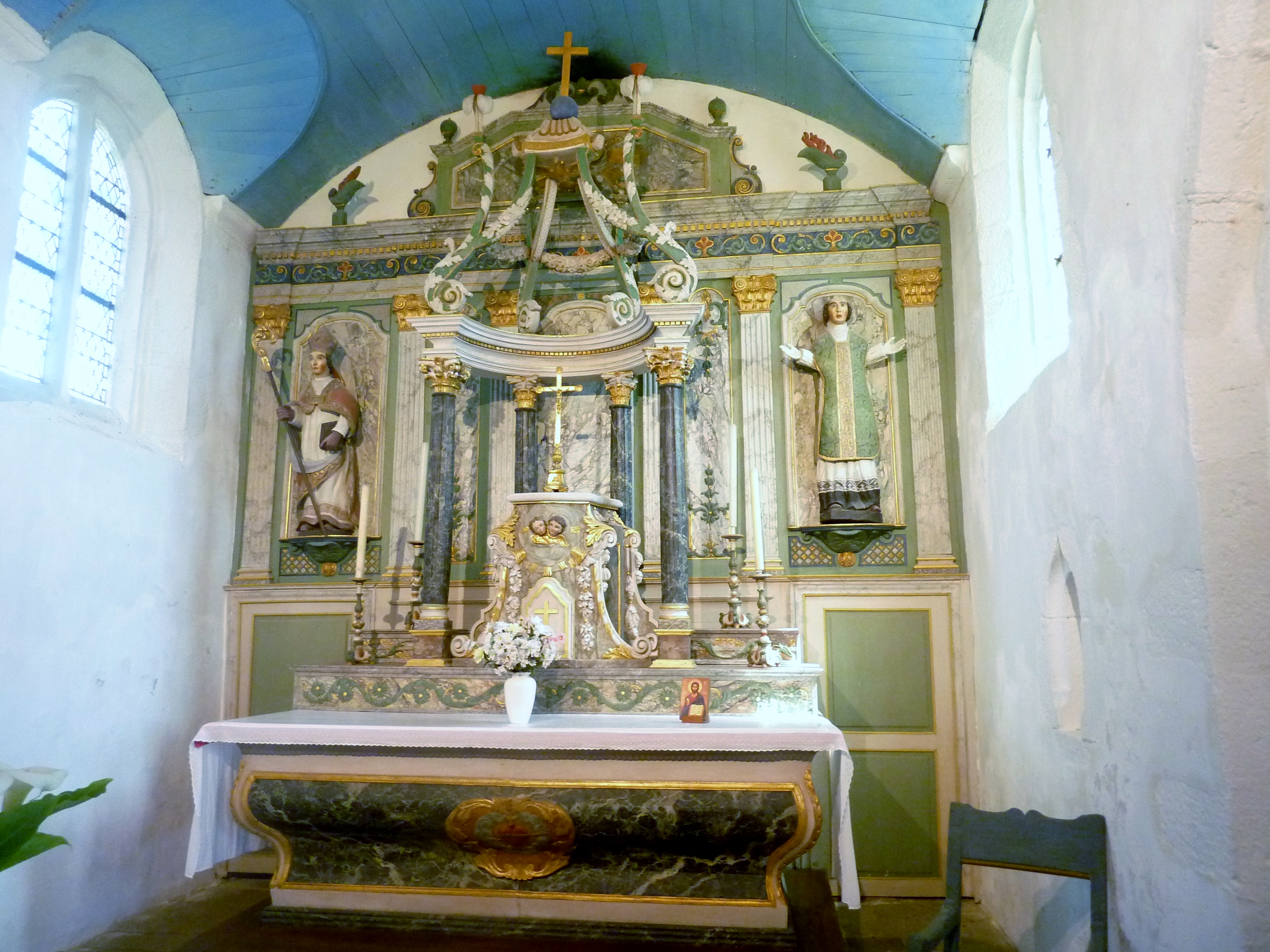
Chapelle Saint-They : le maître-autel.
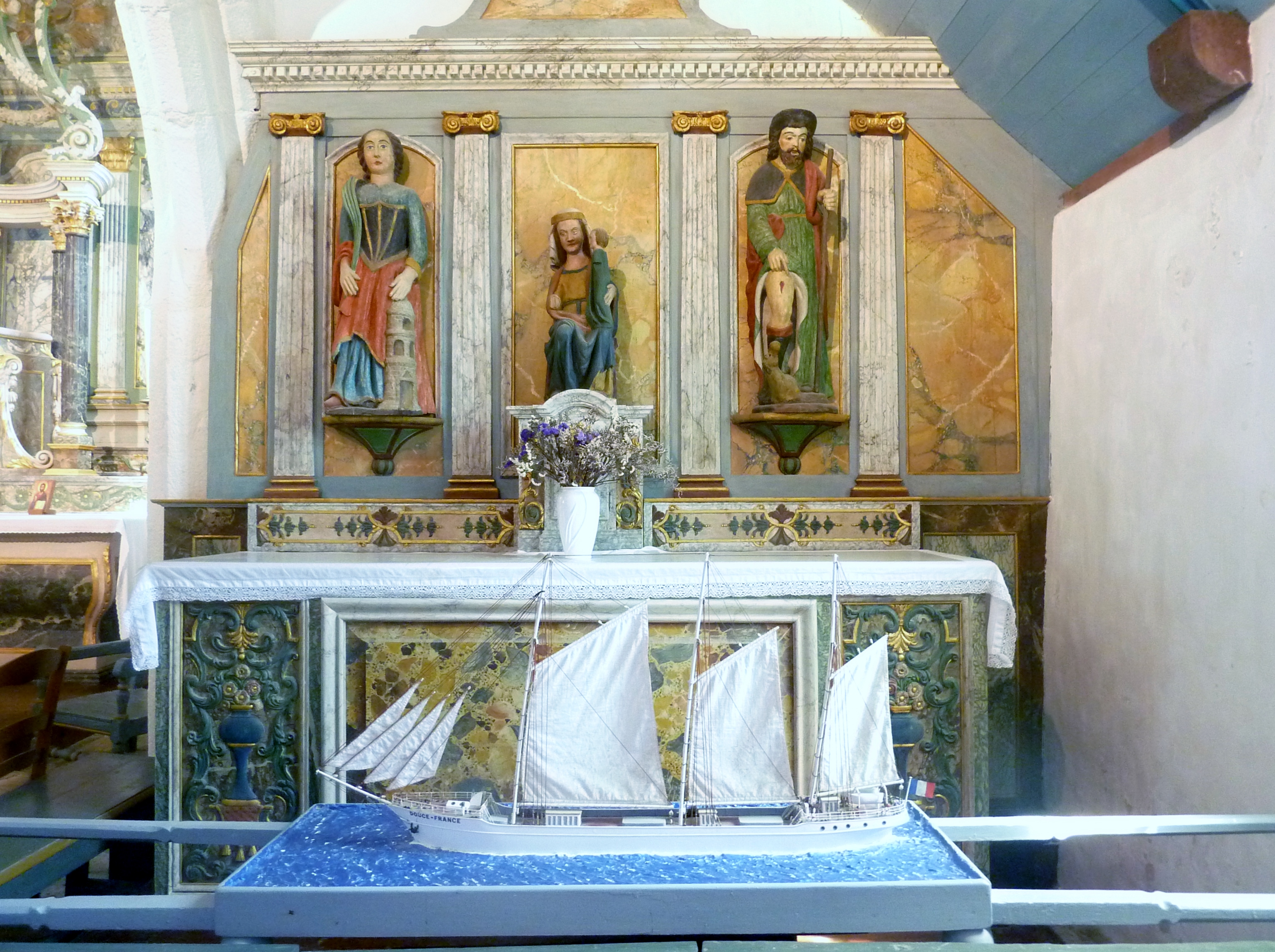
Chapelle Saint-They : autel latéral de droite avec un voilier en ex-voto.
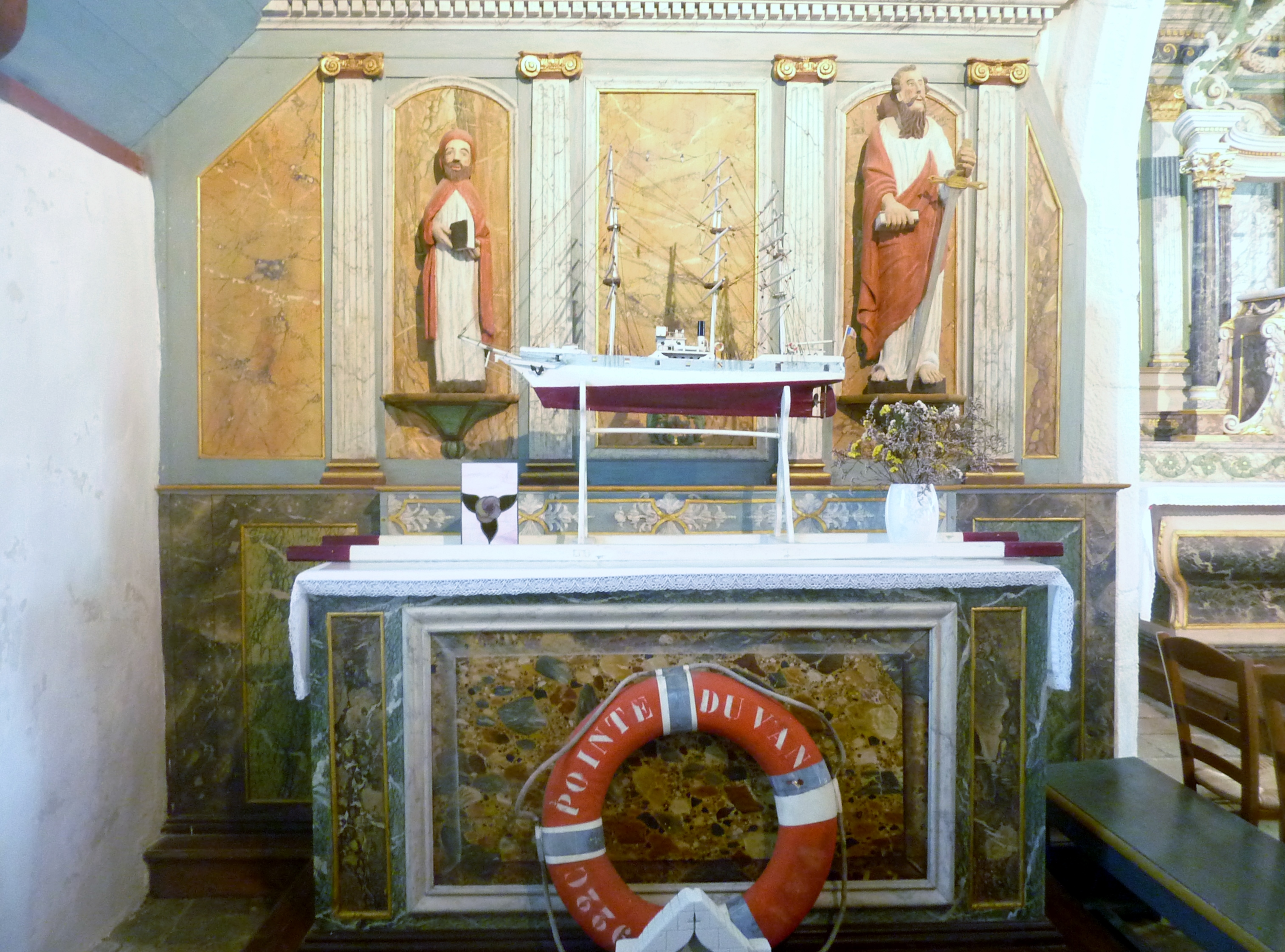
Chapelle Saint-They : autel latéral de gauche avec une bouée de sauvetage en ex-voto.

- La chapelle Saint-Trémeur (et Saint-Gildas), dédiée à saint Trémeur et saint Gildas. Traduction de l'inscription de la façade sud : « En l'honneur de Dieu qui nous créa, de saint Trémeur, de saint Gildas, fut fondée cette chapelle le dimanche avant la fête du Saint-Esprit. Sachez maintenant la date exacte : en l'année mil cinq cent trente huit. »

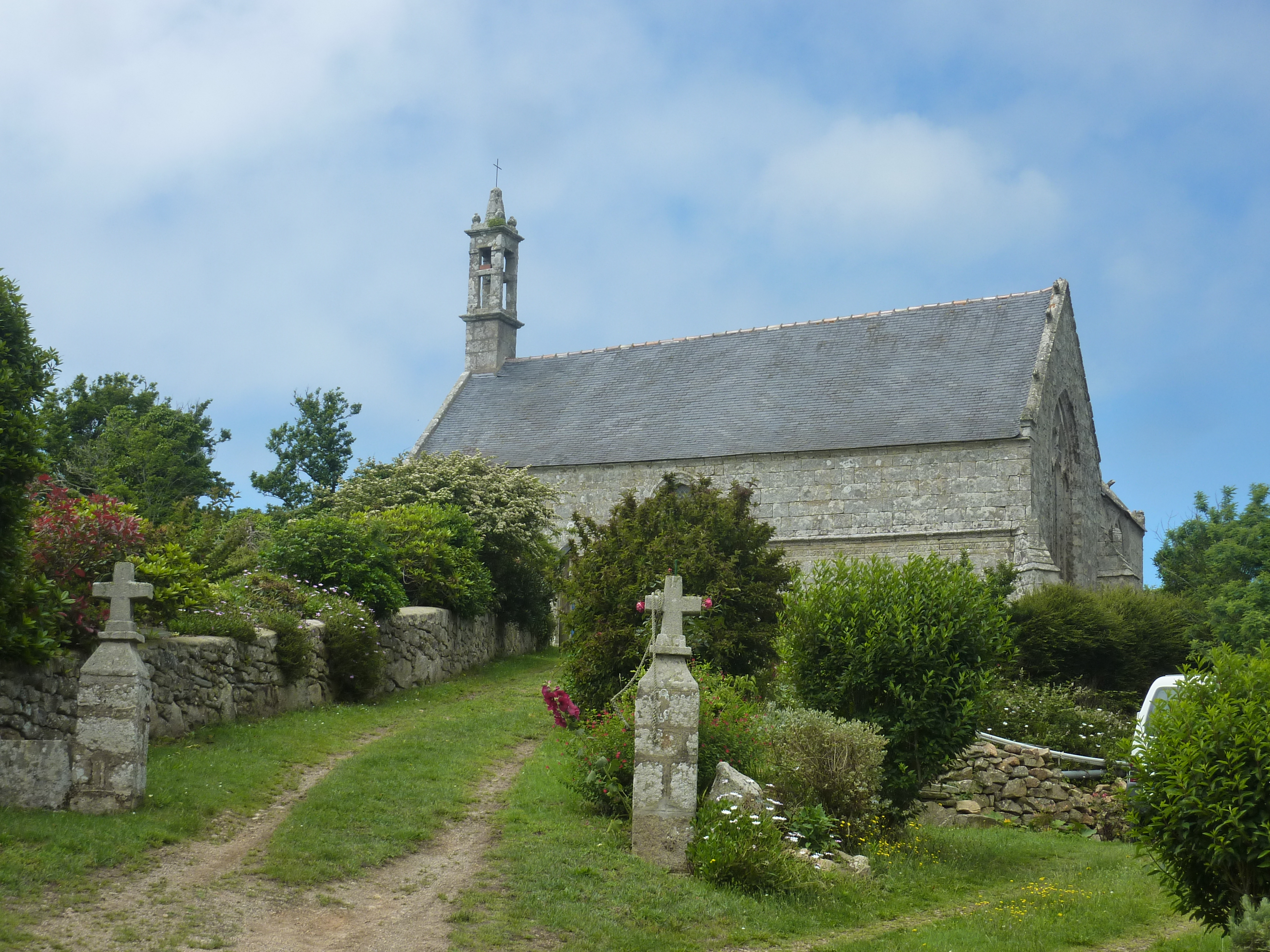
Chapelle Saint-Trémeur : vue extérieure d'ensemble 1.
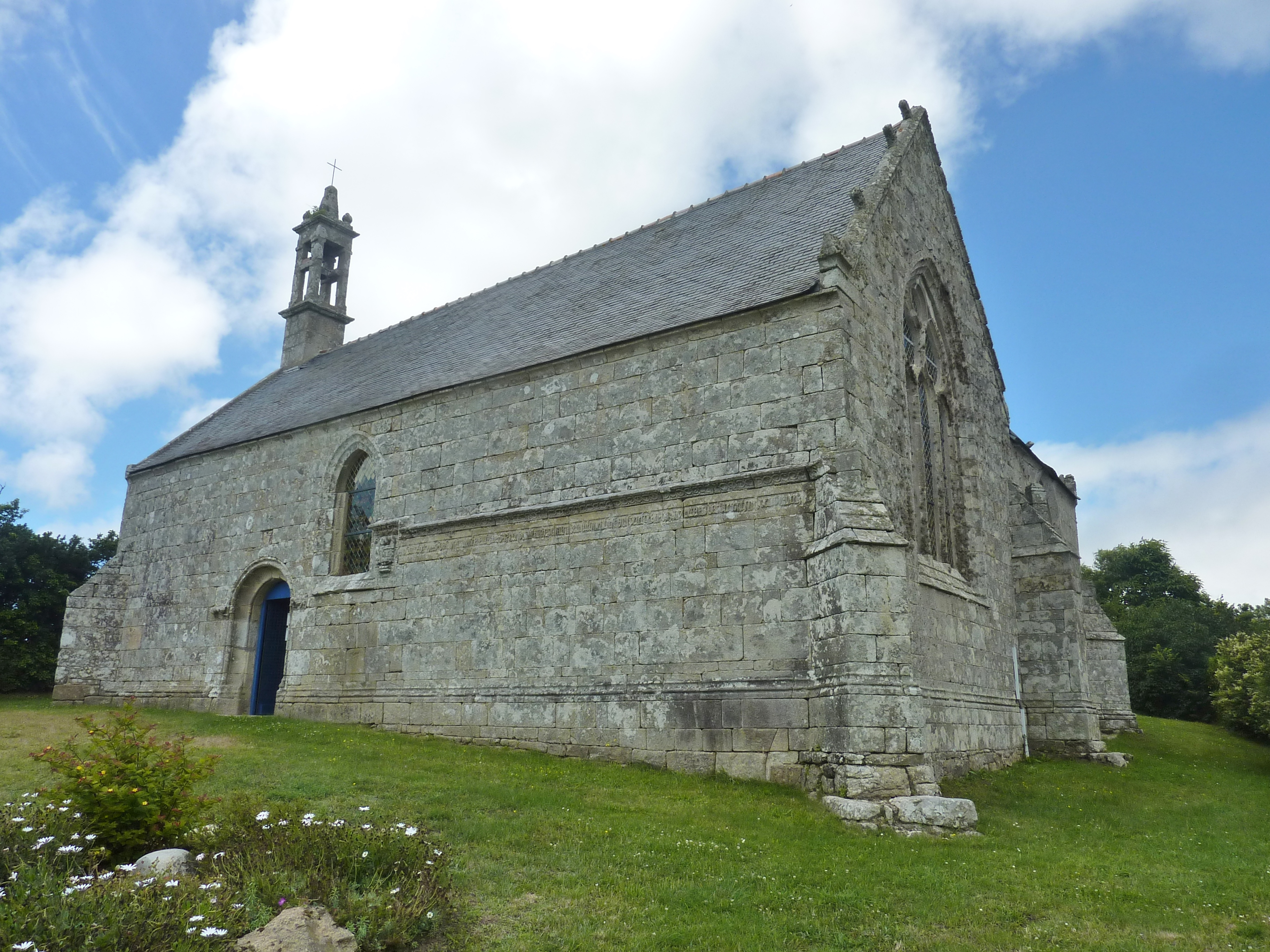
Chapelle Saint-Trémeur : vue extérieure d'ensemble 2.
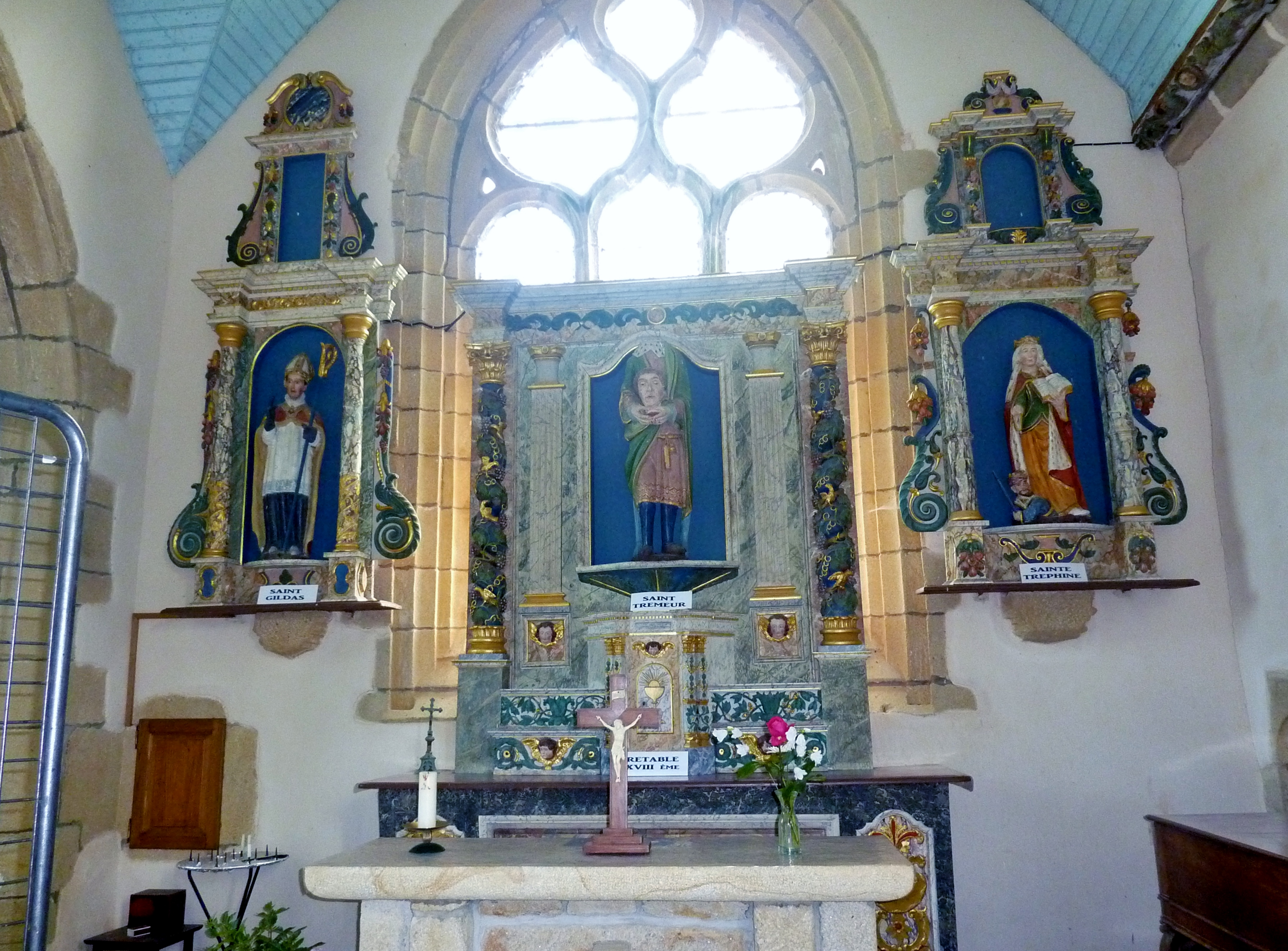
Chapelle Saint-Trémeur : le retable et les statues du chœur.
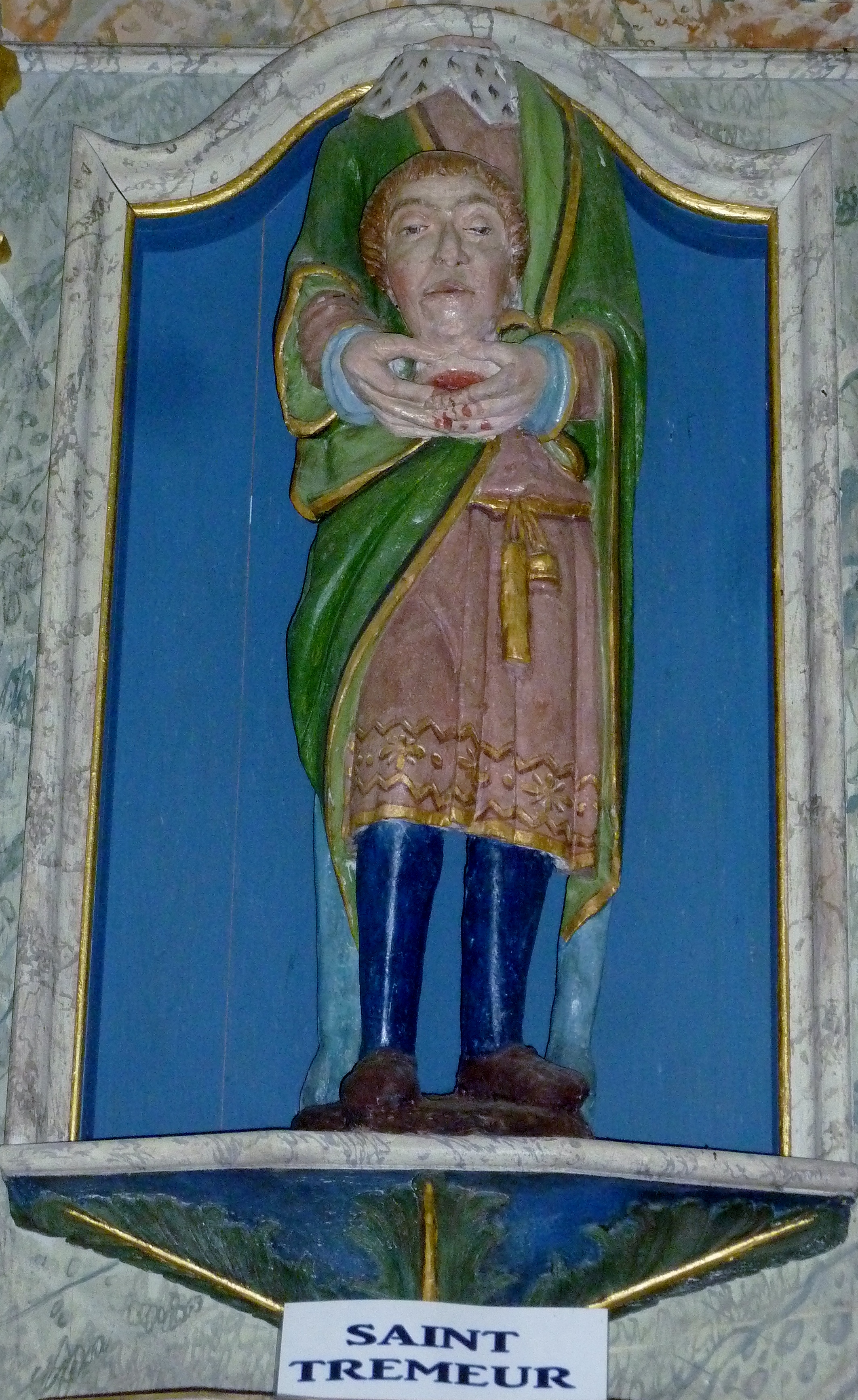
Chapelle Saint-Trémeur : retable et statue de saint Trémeur.
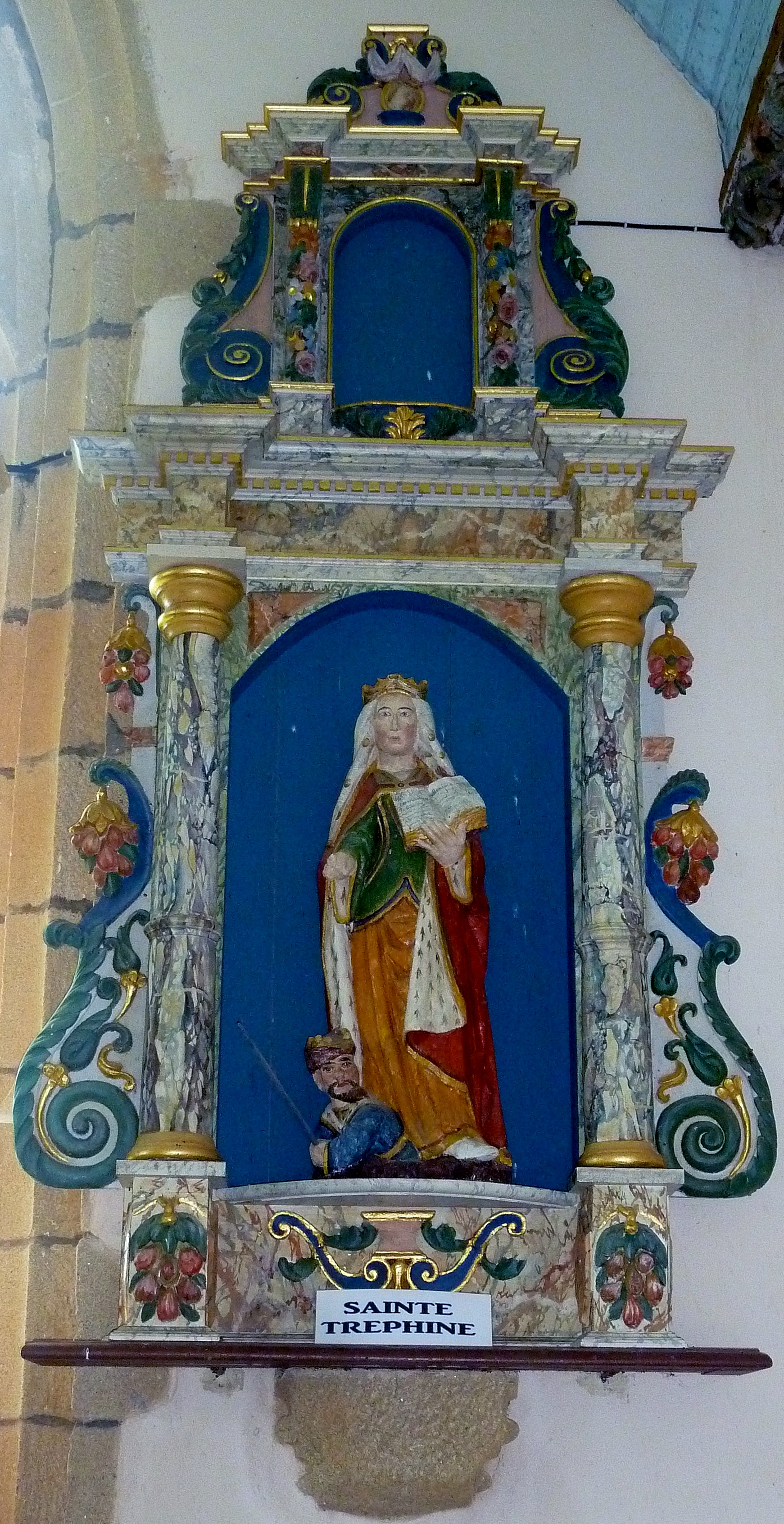
Chapelle Saint-Trémeur : retable et statue de sainte Tréphine.
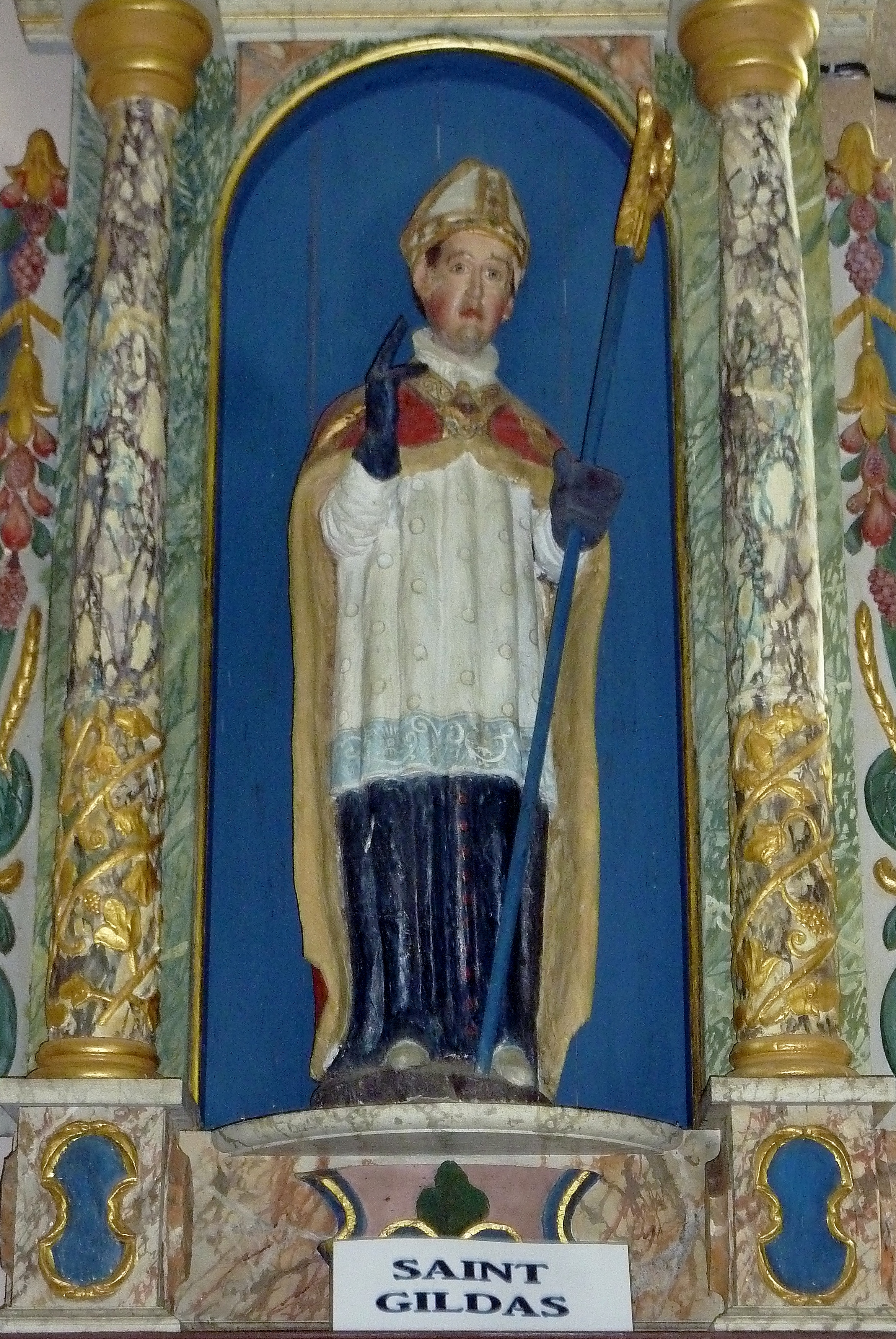
Chapelle Saint-Trémeur : retable et statue de saint Gildas.
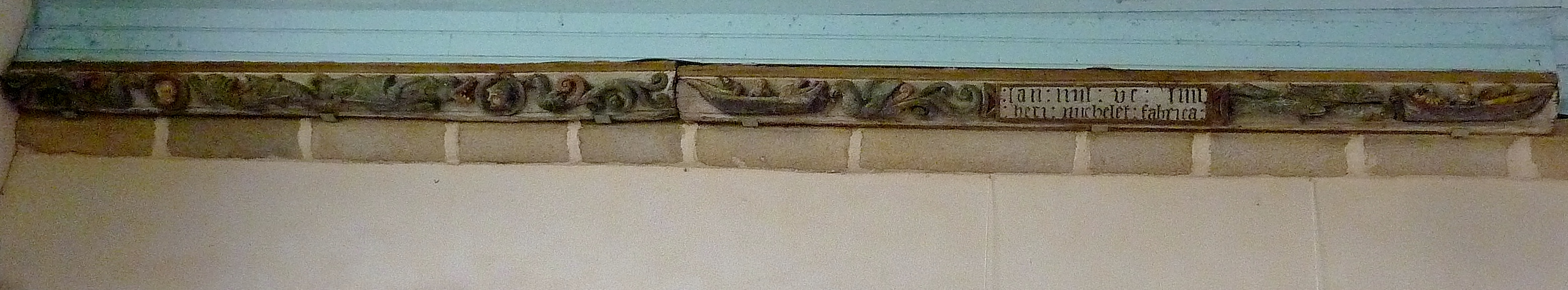
Chapelle Saint-Trémeur : sablière.

- La chapelle Saint-Tugdual, complètement restaurée en 1976-1977[84]. Une fontaine de dévotion se trouve à proximité : elle était réputée guérir les maladies des yeux, des oreilles ainsi que l'eczéma ; on y menait aussi les troupeaux afin de les prémunir contre les maladies[85].

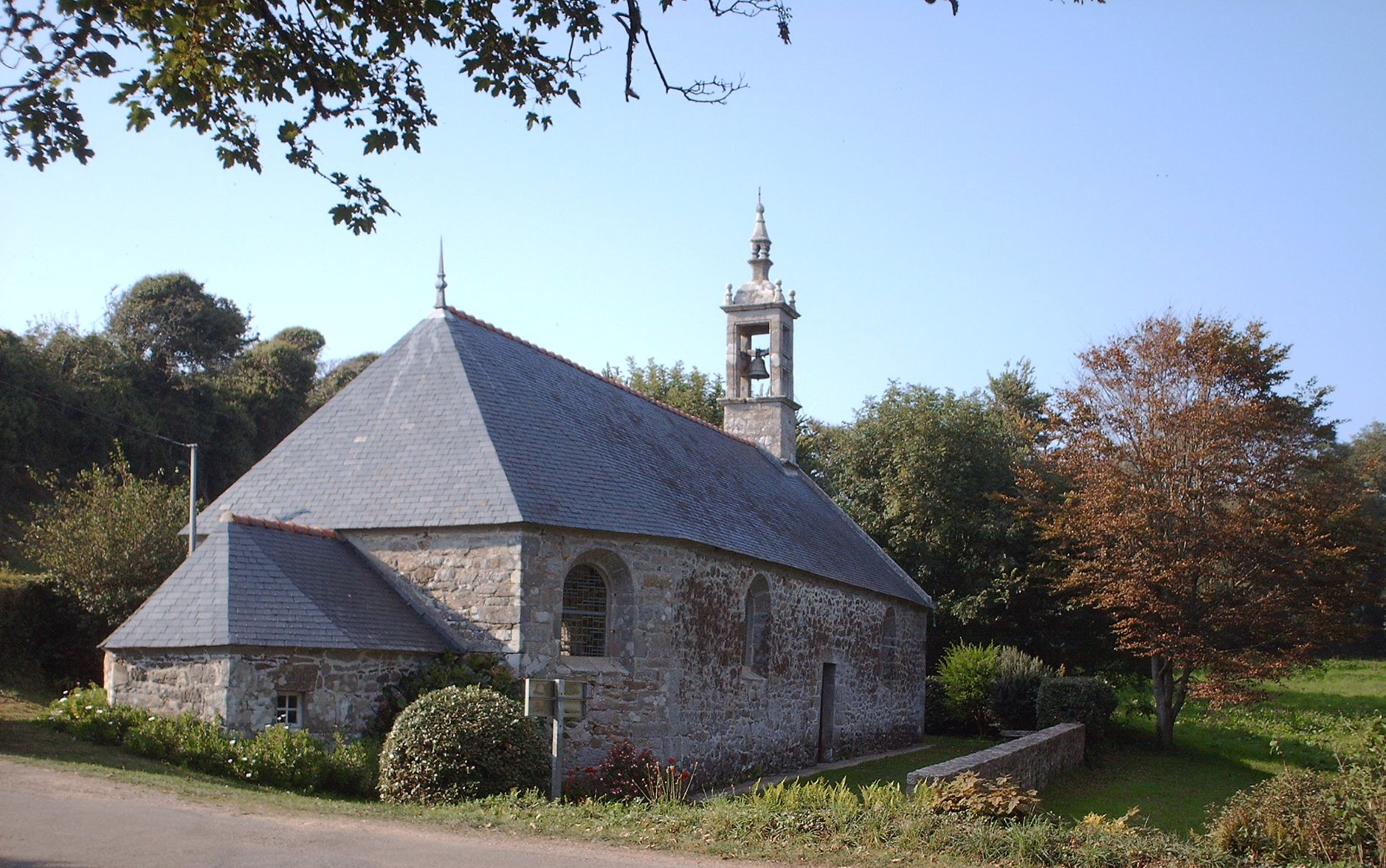
Chapelle Saint-Tugdual : vue extérieure d'ensemble.
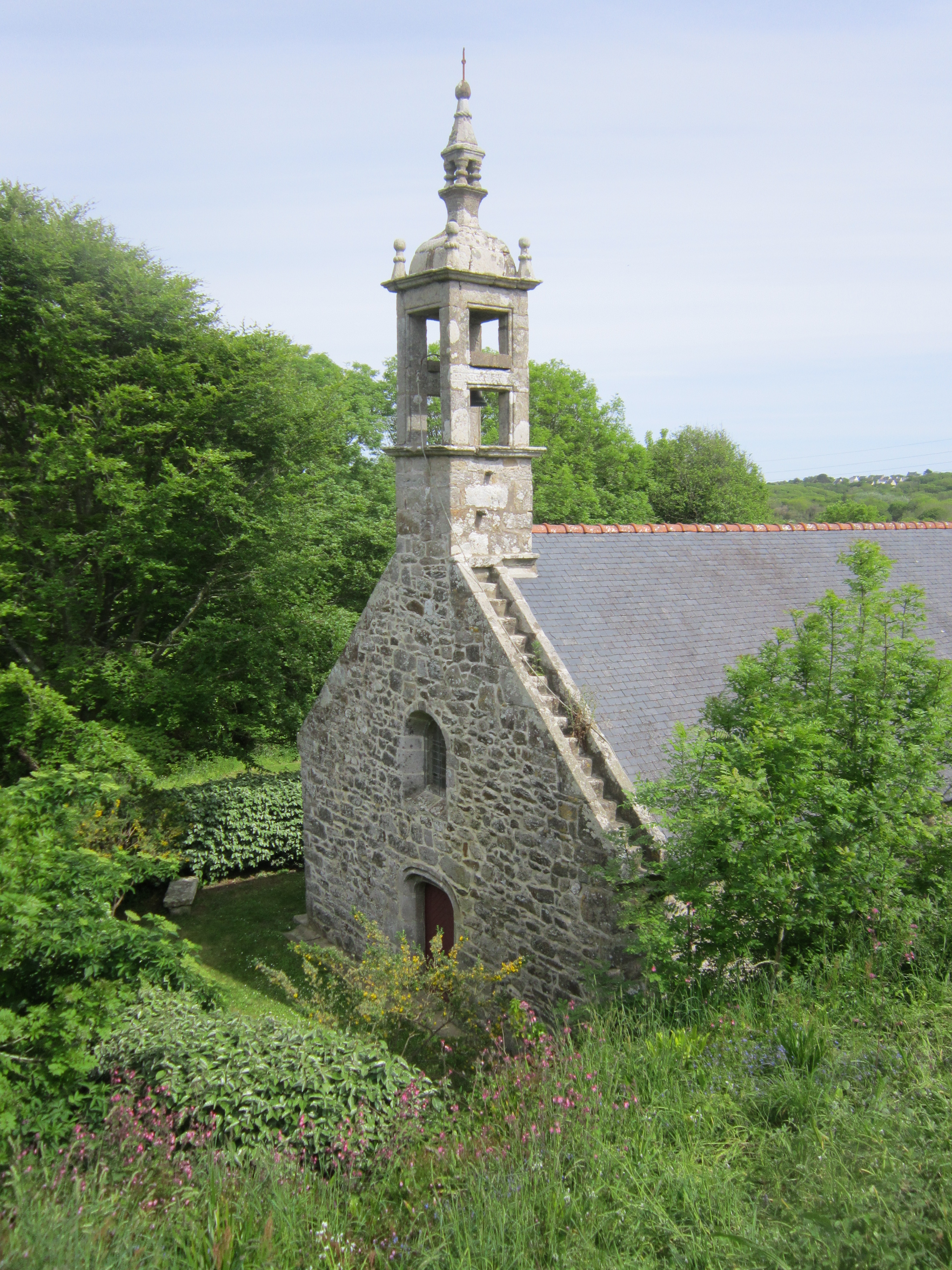
Chapelle Saint-Tugdual : le clocher.
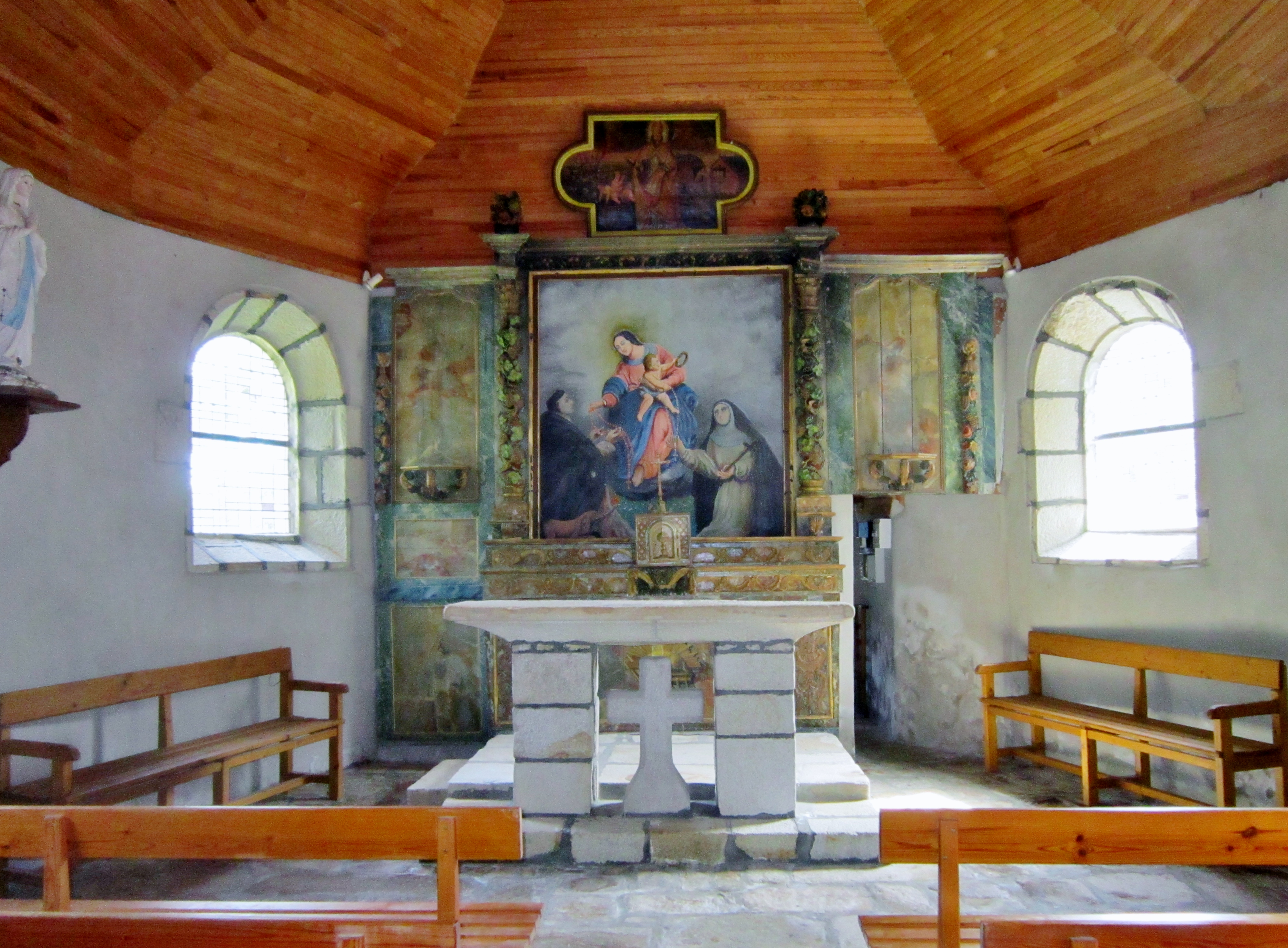
Chapelle Saint-Tugdual : vue intérieure d'ensemble.
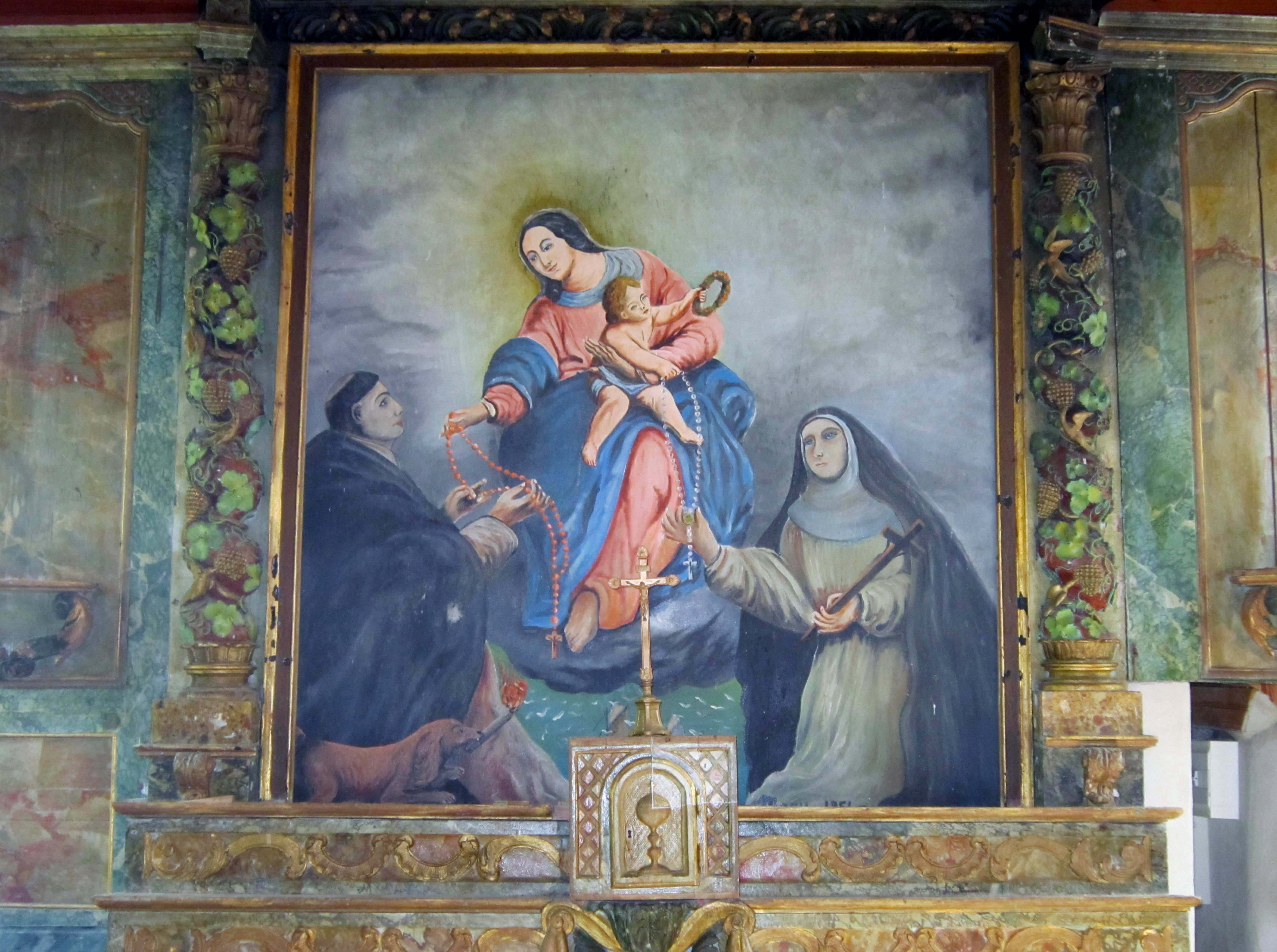
Chapelle Saint-Tugdual : le tableau du retable.
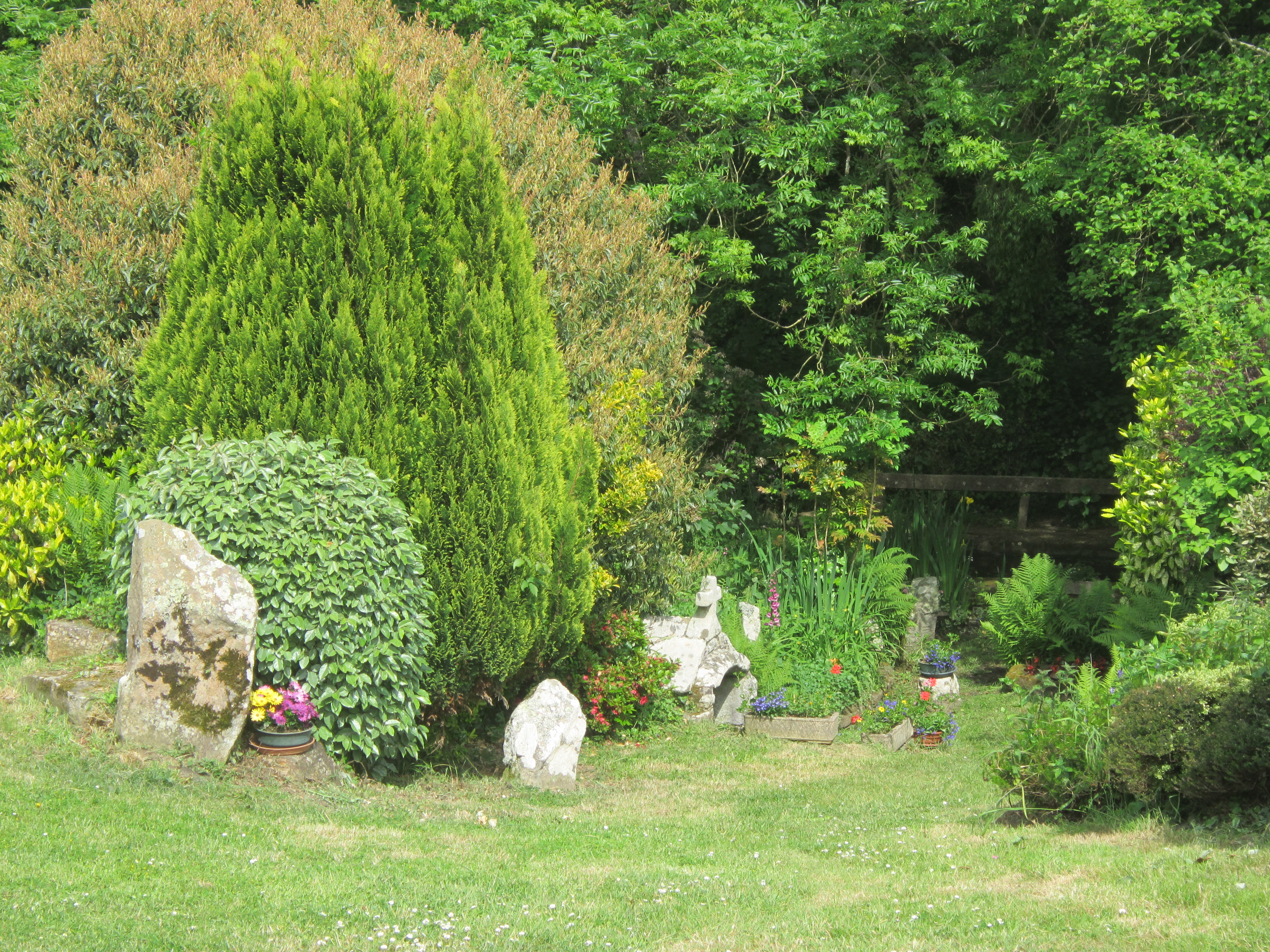
La fontaine près de la chapelle Saint-Tugdual 1.
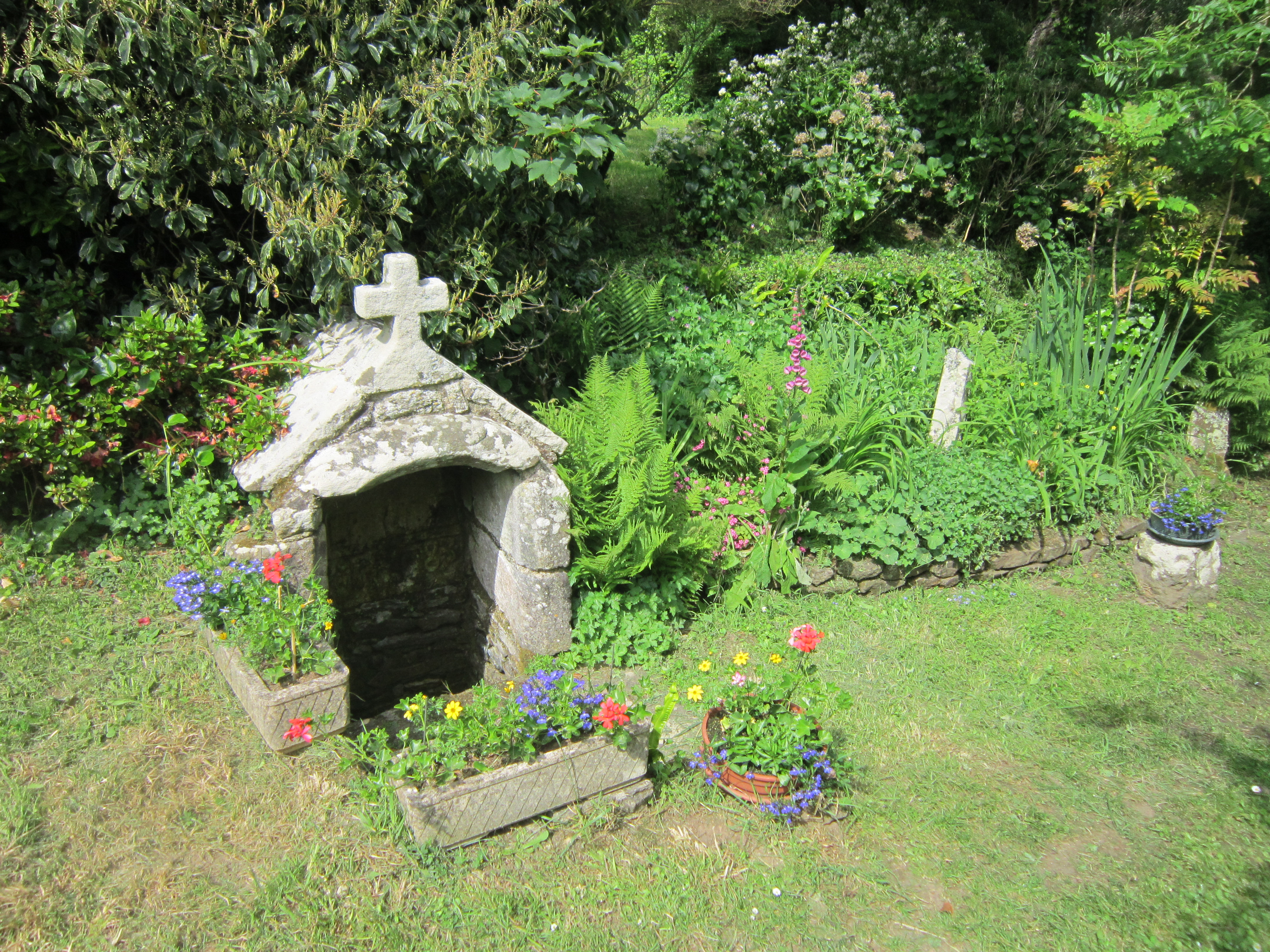
La fontaine près de la chapelle Saint-Tugdual 2.

- Le sentier littoral (une partie du GR 34) allant de Douarnenez à la pointe du Van, est long d'une cinquantaine de kilomètres et il faut une douzaine d'heures à de bons marcheurs pour le parcourir. Très accidenté, en tout l'addition des dénivelés dépasse 2 000 mètres) ce sentier permet de découvrir les pointes de Leydé, de la Jument, du Millier, de Beuzec, de Luguénez, de Brézellec et du Van (avec sa chapelle Saint-They), les éperons barrés de Castel-Meur et de Kastel-Koz (Castel Coz), Pors Lanvers , Pors Péron et Pors Théolenn, la réserve de Goulien-Cap Sizun, le phare du Millier (qui accueille l'été des expositions), Ti Félix (maison achetée et restaurée par la commune de Goulien).

Chapelles détruites
- La chapelle Saint-Guénolé, à Lansulien, en ruines dès 1703. La fontaine de dévotion subsiste, datée 1788. Elle est dite parfois « Feunteun ar c'hilou », fontaine des Sangsues (Daniel Bernard) : on y plongeait les enfants qui avaient du mal à marcher ; on y trempait aussi des aiguilles pour soigner les verrues, en les piquant[85].
- La chapelle du manoir de Kérazan, petit édifice dédié à saint Sébastien. La chapelle a été démontée vers 1980.

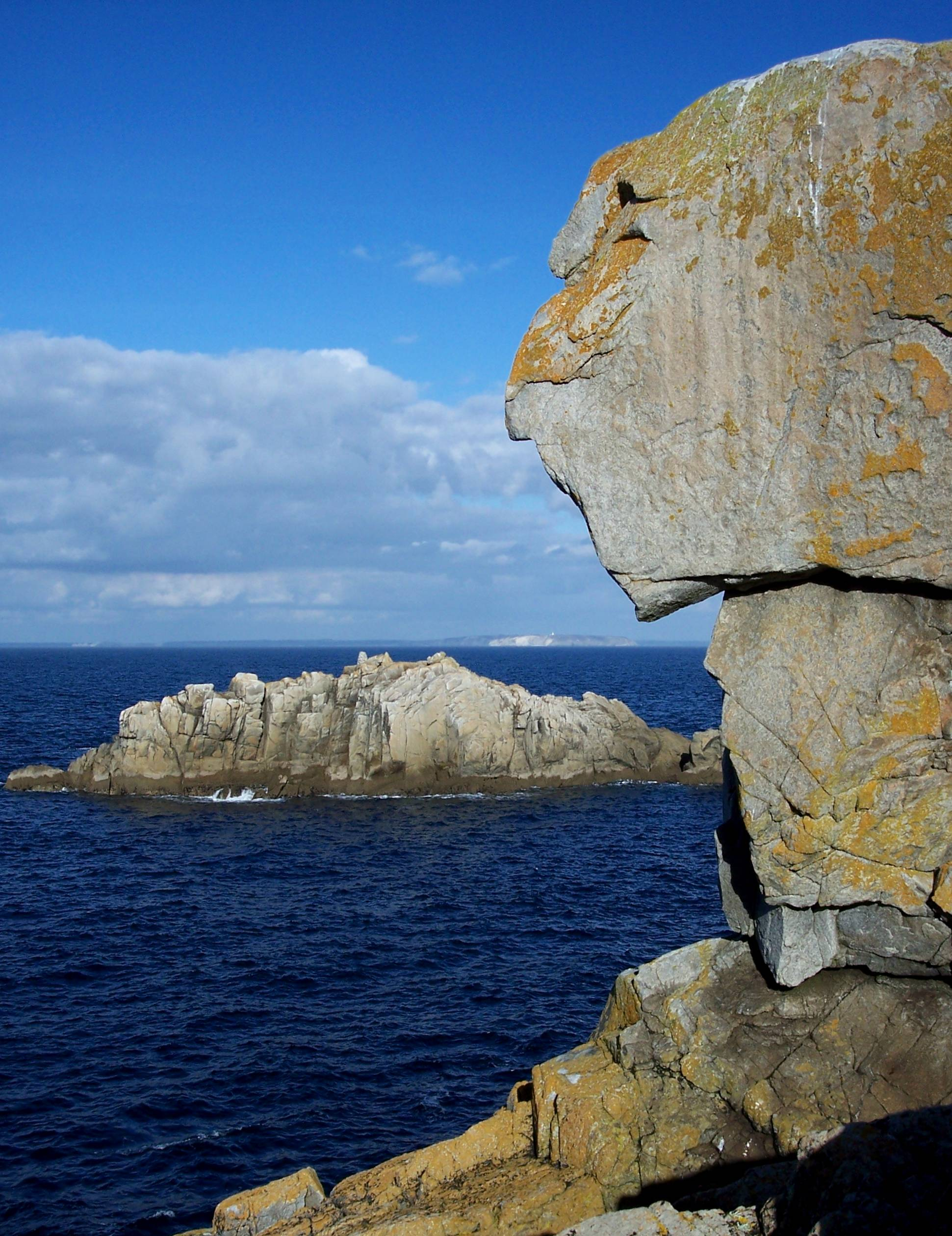
La pointe de Brezellec.
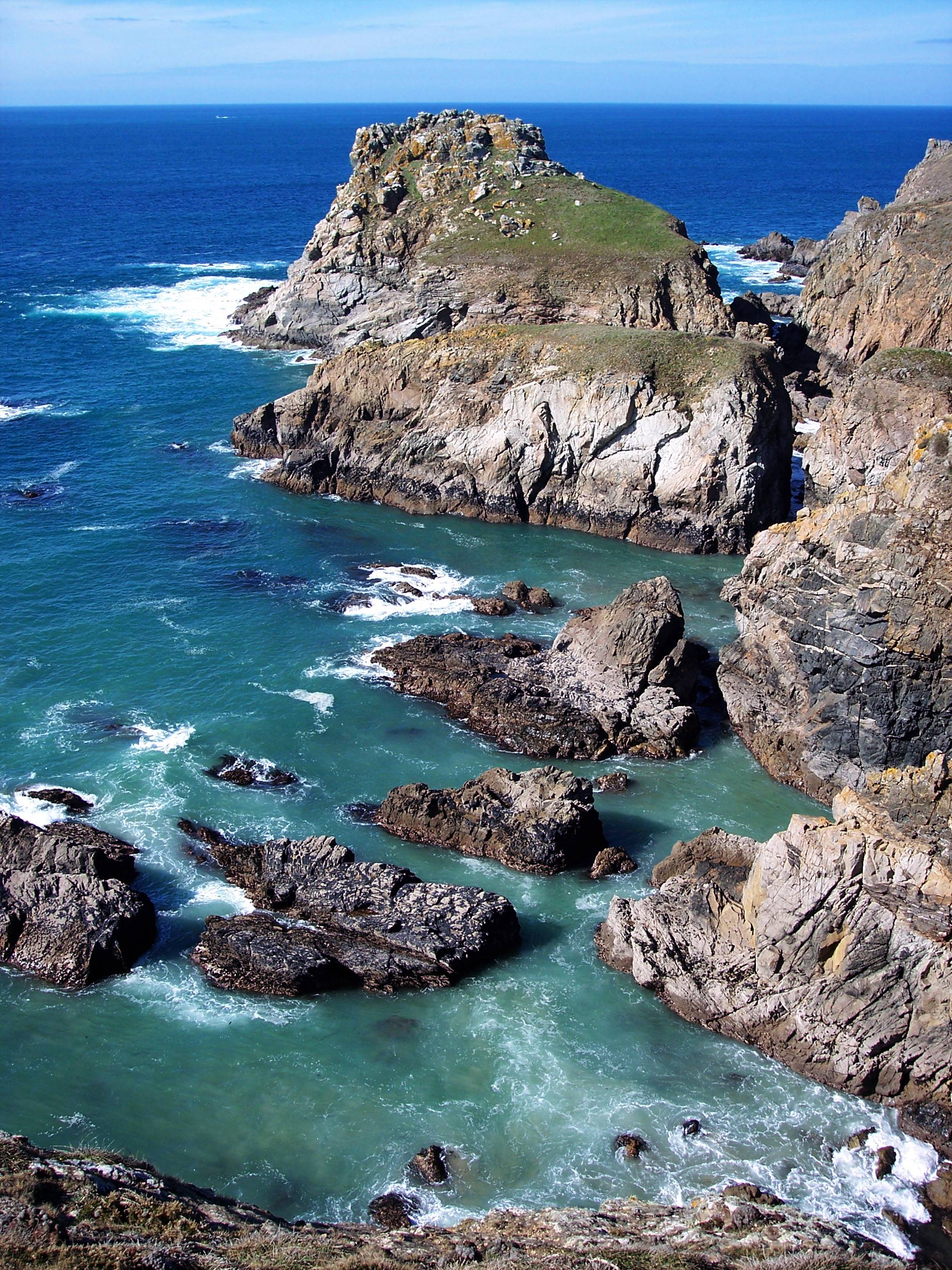
Les îlots de la pointe du Van.
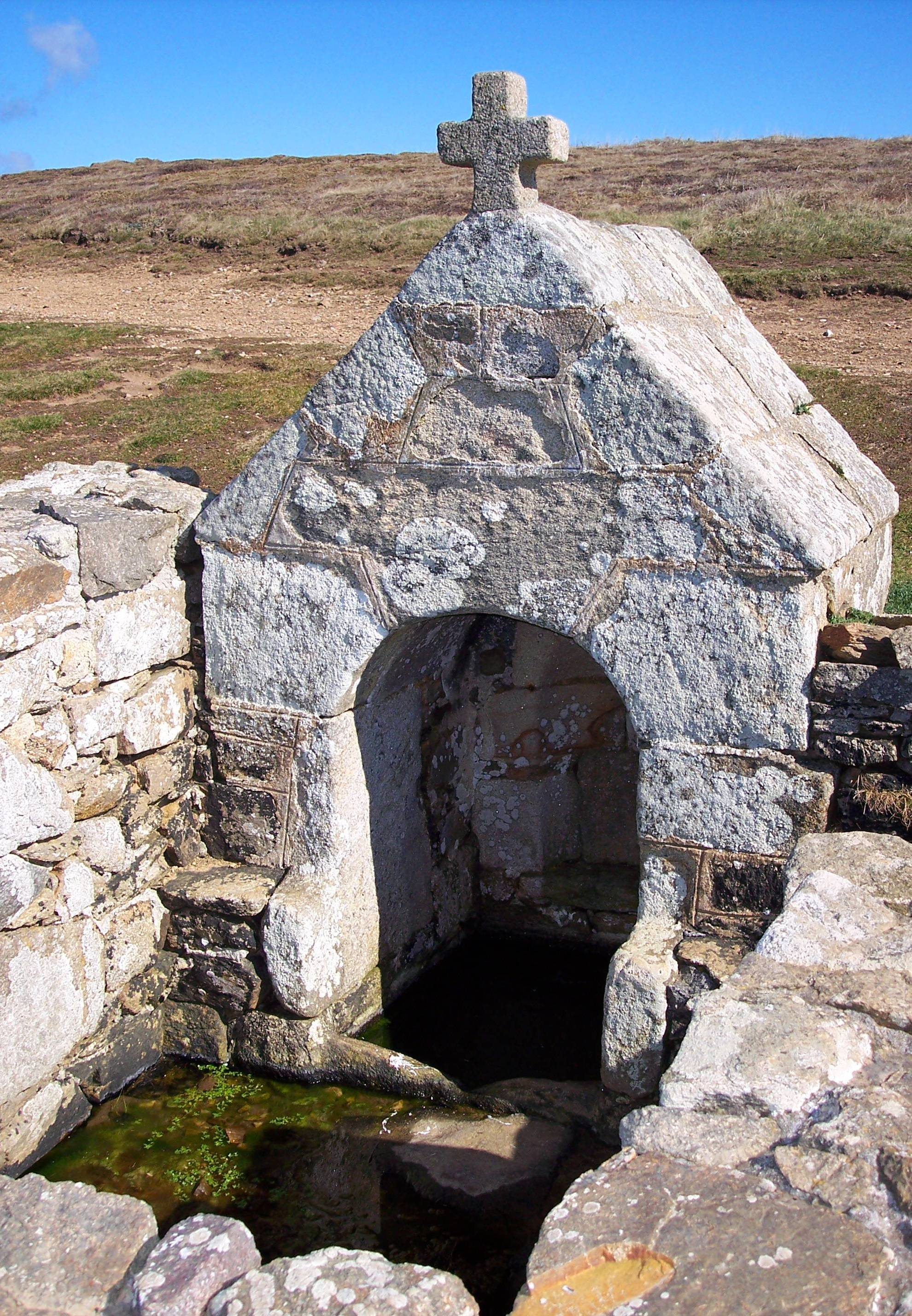
La fontaine Saint-They.
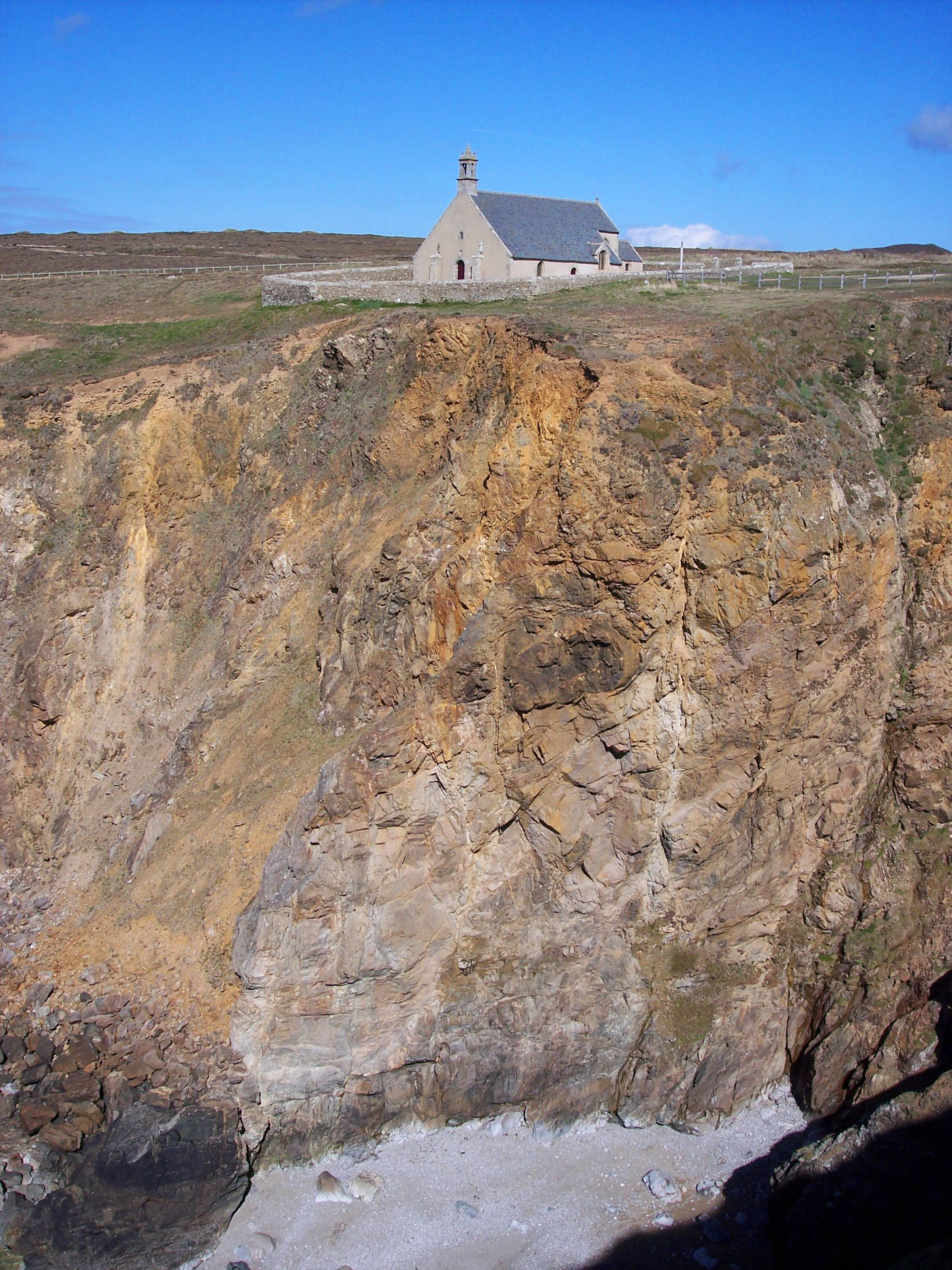
La chapelle Saint-They.

Calvaires21 calvaires sont recensés dans la commune : le calvaire de Quillivic est de 1519 probablement, Kergroas date du XVIe siècle, Saint-They de 1630 (à croix géminée provenant de l'atelier de Roland Doré) pour l'un et 1740 (à croix monolithe) pour l'autre, Trévenant de 1737, Pont-Avalou de 1816, Bellevue de 1885, Kerhermen et Kervizinic de 1893 ; le calvaire du cimetière date de la mission de 1881 et ceux de Menez-Groas et Trouzent de 1920.

### Personnalités liées à la commune

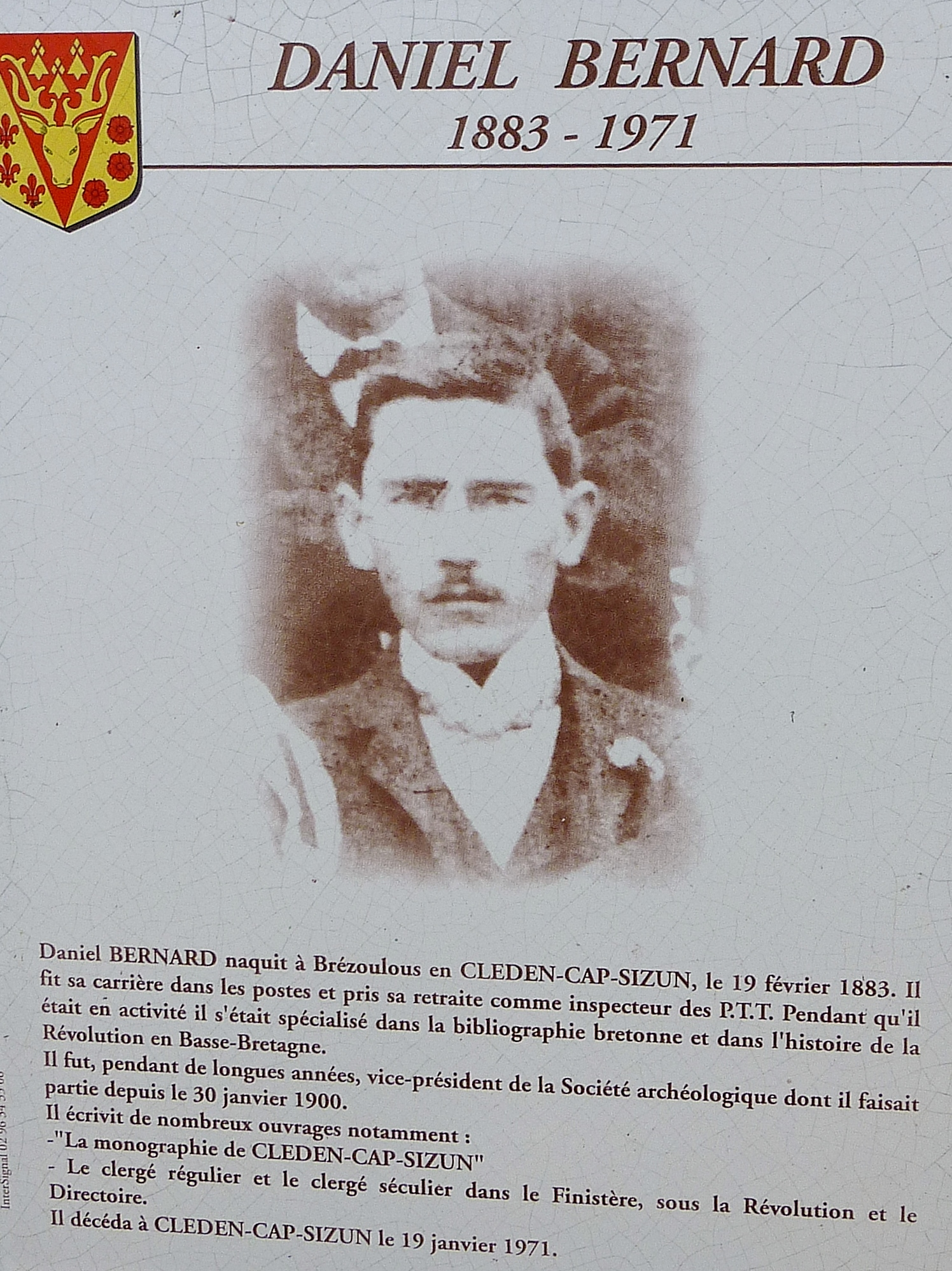
Plaque commémorative de Daniel Bernard située près de la chapelle Notre-Dame de Langroas.

- Plusieurs artistes peintres ont peint sur la côte du cap Sizun ou dans la campagne environnante : Emmanuel Lansyer, Charles Cottet, André Dauchez, Alexandre Nozal, Jean-Georges Cornélius, Maxime Maufra, Henry Moret, Andrée Lavieille, etc.
- Daniel Bernard, né le 19 février 1883 à Brézoulous en Cléden-Cap-Sizun, décédé le 19 janvier 1971 à Cléden-Cap-Sizun, fut vice-président de la "Société archéologique du Finistère" et écrivait plusieurs ouvrages, dont "La monographie de Cléden-Cap-Sizun" et "Le clergé régulier et le clergé séculier dans le Finistère, sous la Révolution et le Directoire".

### Littérature
- Lucien de Vissec a évoqué à plusieurs reprises Cléden-Cap-Sizun dans son roman "Les Filets Bleus" publié en 1923[87].

### Blason
| Blason de Cléden-Cap-Sizun | Blason  | De gueules au rencontre de cerf d'or, accompagné en chef de trois mouchetures d'hermine du même ; chaussé d'or, chargé à dextre de trois fleurs de lis et à senestre de trois roses, le tout de gueules rangés en orle. DeviseKleden ar c'hap bloavez mad |
| Blason de Cléden-Cap-Sizun | Détails | Le blason consiste en l'assemblage de trois parties correspondants aux trois seigneuries ayant existé au Moyen Âge : la partie gauche et ses lys correspond à la seigneurie de Kerazan; la partie centrale et son cerf correspond au marquisat de Kerharo; la partie droite et ses roses correspond à la seigneurie de Keridiern. Concepteur : Bernard Le Brun Délibération municipale du 16 novembre 1999. Le blason est présent sur le site officiel de la commune. |